# Apolloprogramma

Insigne van Apollo

Het Apolloprogramma was tussen 1961 en 1972 een ruimtevaartprogramma van de Amerikaanse lucht- en ruimtevaartorganisatie NASA om de mens op de Maan te laten landen. Op 25 mei 1961 kondigde president John F. Kennedy het project aan met de woorden: "Dit land moet zich verplichten om de mens nog voor het einde van dit decennium op de maan te laten landen en hem weer veilig naar aarde te brengen". Op 12 september 1962 herhaalde hij dit voornemen met grote stelligheid in een toespraak in Houston, waar in 1963 het Manned Spacecraft Center werd opgezet, dat later werd hernoemd tot Lyndon B. Johnson Space Center en van waaruit het Apolloprogramma zou worden geleid.
De bemande Apollo-vluchten hadden elk een bemanning van drie astronauten. Bij de zes vluchten die daadwerkelijk een maanlanding uitvoerden maakten twee van hen de afdaling naar de maan met de meegevoerde maanlander Lunar Module ofwel LEM (Lunar Excussion Module), terwijl er een in het moederschip om de maan bleef cirkelen. Het landingsgestel van de maanlander diende tevens als lanceerplatform voor het bovenstuk om daarmee vervolgens weer naar het moederschip terug te keren, waarmee de terugreis naar de aarde werd gemaakt.
Bij zes maanlandingen zijn in totaal twaalf astronauten op de maan geweest en zes in de buurt. Verder waren er nog drie vluchten waarbij in totaal negen astronauten in de buurt van de maan zijn geweest. Twee van hen stonden later alsnog op de maan en een derde heeft tweemaal rond de maan gevlogen. In totaal zijn er dus twaalf op de maan geweest en twaalf in de buurt. Verder is nog nooit een mens zo ver weg van de aarde geweest.
Het Apolloprogramma werd als bemand Amerikaans ruimtevaartproject voorafgegaan door het Mercury- en Gemini-programma, waarbij in de jaren '60 tijdens de ruimtewedloop gedurende de Koude Oorlog in rap tempo ervaring was opgedaan met vluchten om de Aarde, en door de onbemande programma's Ranger, Lunar Orbiter en Surveyor om de Maan in kaart te brengen en geschikte landingsplaatsen te vinden.

## Geschiedenis

### A-4

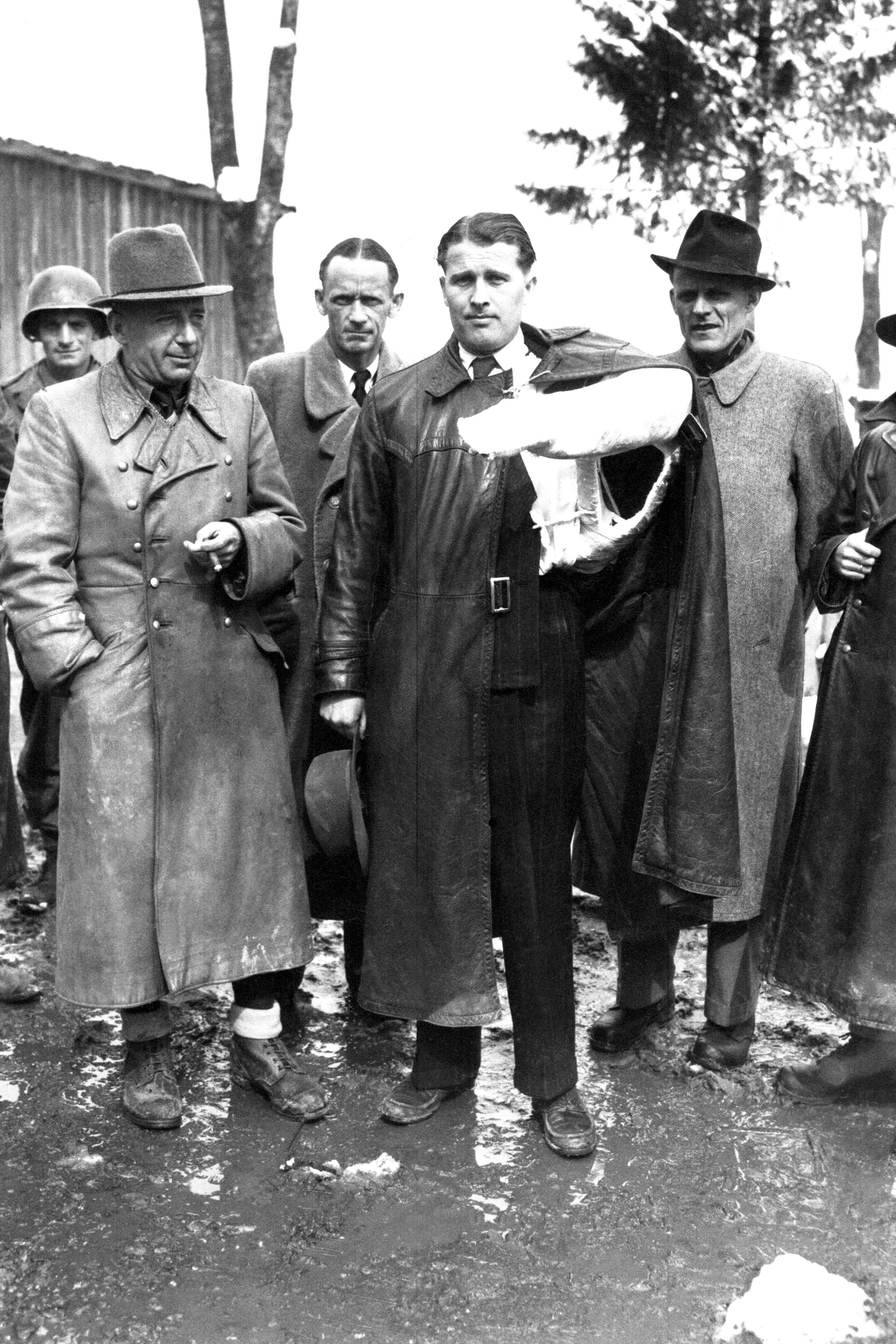
Wernher von Braun, 1945

Onder leiding van Wernher von Braun werd door Duitse wetenschappers en technici tijdens de Tweede Wereldoorlog het fundament van de rakettechnologie gelegd. In 1936 was in Peenemünde begonnen met de aanleg een enorm complex om raketten te ontwikkelen en testen. 
Na ervaring te hebben opgedaan met het Vergeltungswaffe 1 (de V1) werd vanaf 1943 gewerkt aan het 14 meter hoge Vergeltungswaffe 2 (de V2). Deze raket had een hoogtebereik van 90 kilometer, een actieradius van 354 kilometer en een startgewicht van ruim 14 000 kilo. Ofschoon technisch gezien een hoogstandje, bleek de strategische militaire waarde van het wapen betrekkelijk gering (die viel in het niet bij de verwoestende kracht van de geallieerde bombardementen op Duitse steden en fabrieken), hoewel van de inzet ervan wel een psychologisch afschrikwekkend effect uitging. De experimenten te Peenemünde slokten wel een flink deel van het bewapeningsbudget op.
Om hun opgedane ervaring waren Von Braun en zijn medewerkers na het einde van de oorlog voor de Amerikanen zeer interessant. Honderden Duitse raketgeleerden deden hun uiterste best uit handen van de Sovjet-Unie te blijven en gaven zich, met het grootste deel van hun apparaten, machines en blauwdrukken, over aan de Amerikanen. Hierdoor hadden de Verenigde Staten bij het begin van de ruimtewedloop een aanzienlijke voorsprong op de Sovjets.

### De ruimtewedloop
De Russen haalden de achterstand echter snel in. Op 4 oktober 1957 cirkelde hun Spoetnik rond de aarde, op 12 april 1961 gevolgd door de Vostok 1 met aan boord Joeri Gagarin, de eerste mens in de ruimte. Het enige dat de Amerikanen daar tegenover konden stellen was op 5 mei 1961 de ballistische vlucht van Al Shepard, die een hoogte van 187 kilometer bereikte. 
Het verontrustende gevoel dat de communisten de Amerikanen overvleugelden dreef John F. Kennedy op 25 mei 1961 tot zijn fameuze mission statement, maar waarom de Verenigde Staten zich zouden moeten verplichten tot een dergelijk duur en precair project was onduidelijk. Kennedy stelde in 1962 dat de Amerikanen naar de maan gingen omdat zij nu eenmaal voor moeilijke keuzes stonden... We choose to go to the moon in this decade and do the other things, not because they are easy, but because they are hard. En zo werd besloten te reizen naar de satelliet van de aarde, weliswaar een onherbergzame klomp puin waar de temperatuur schommelt tussen +127 en -173 graden Celsius, maar zeer dichtbij en van groot belang voor de theorie over het ontstaan van de aarde en de ontwikkeling van het leven. Bovendien spreekt de Maan van oudsher tot de verbeelding van de mens.

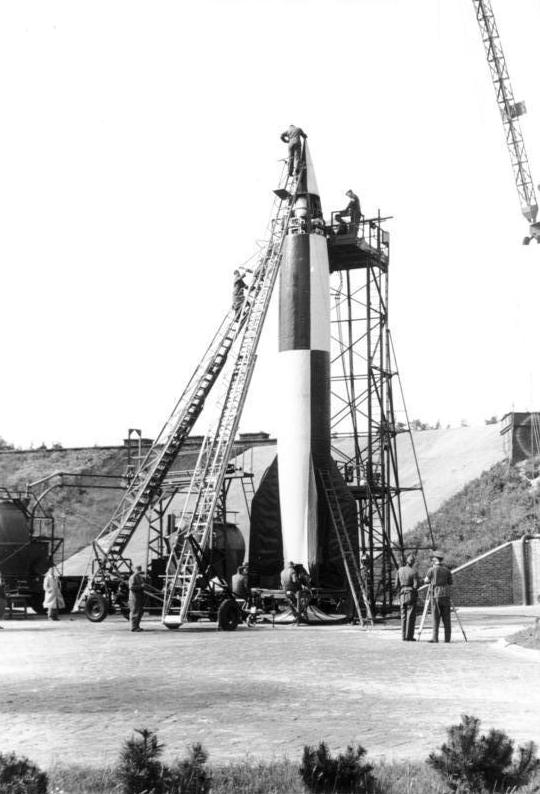
A-4 Peenemünde
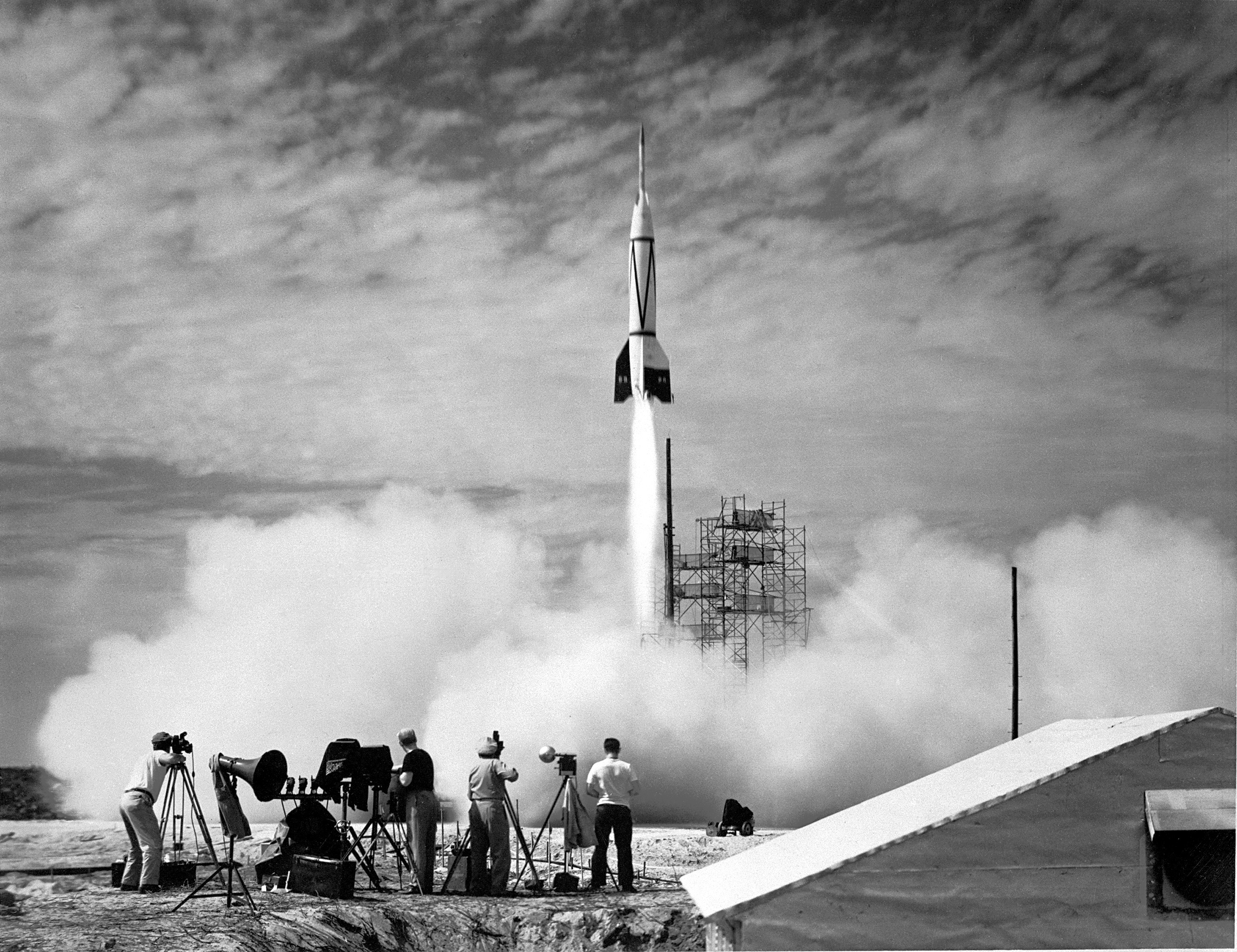
Bumper, aangepaste A-4 1950
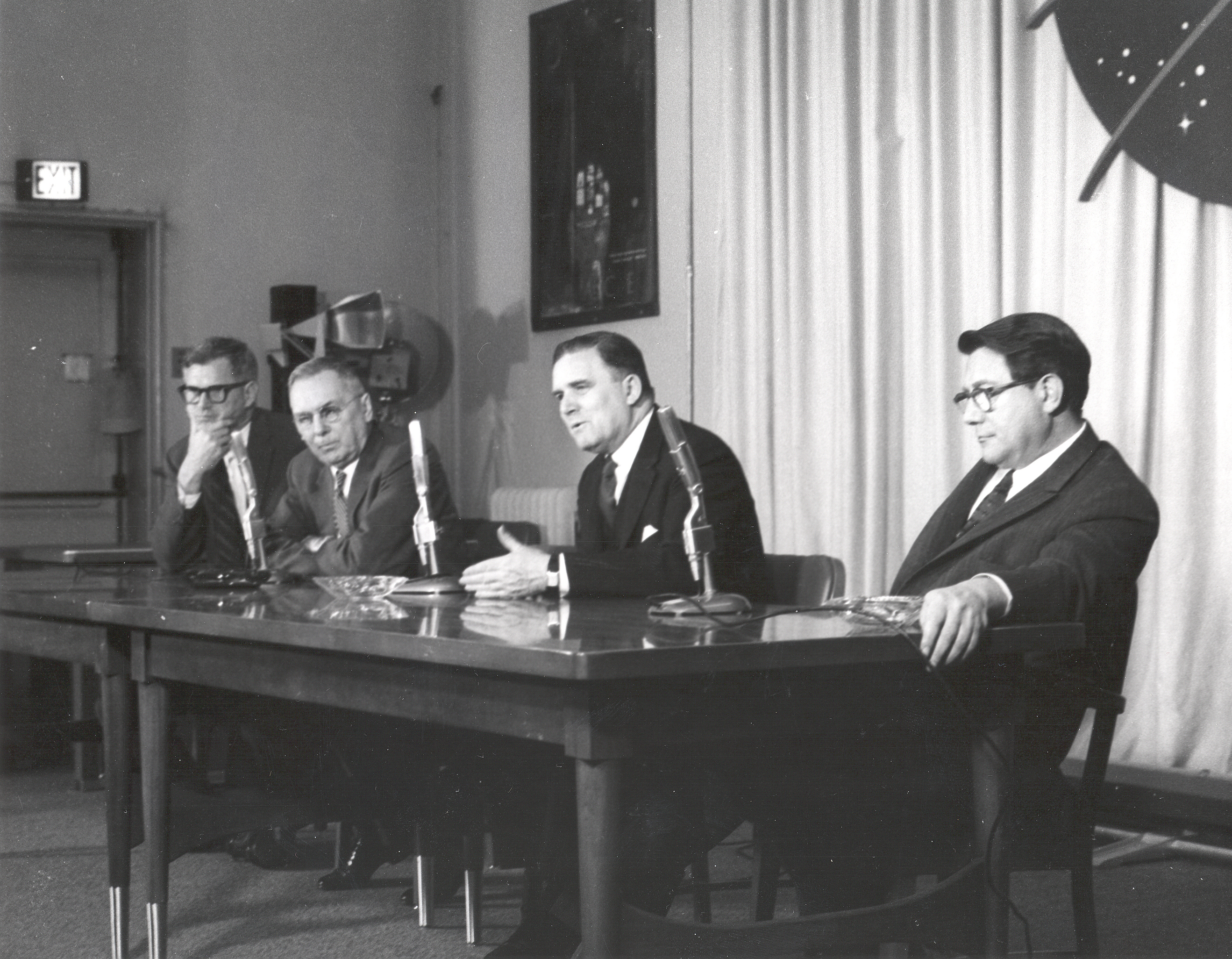
Nasa-persconferentie na het Russisch succes
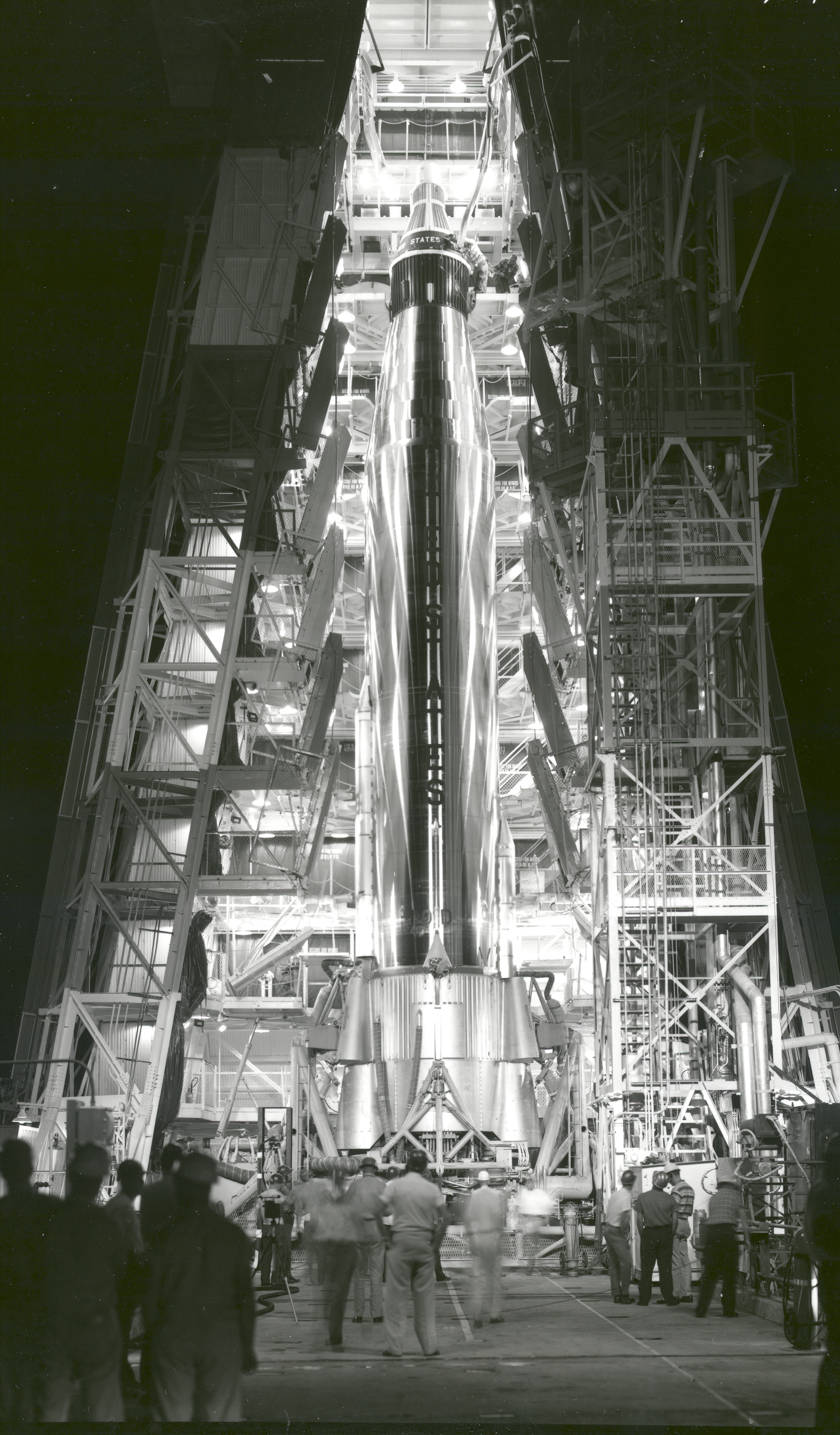
Mercury september 1959
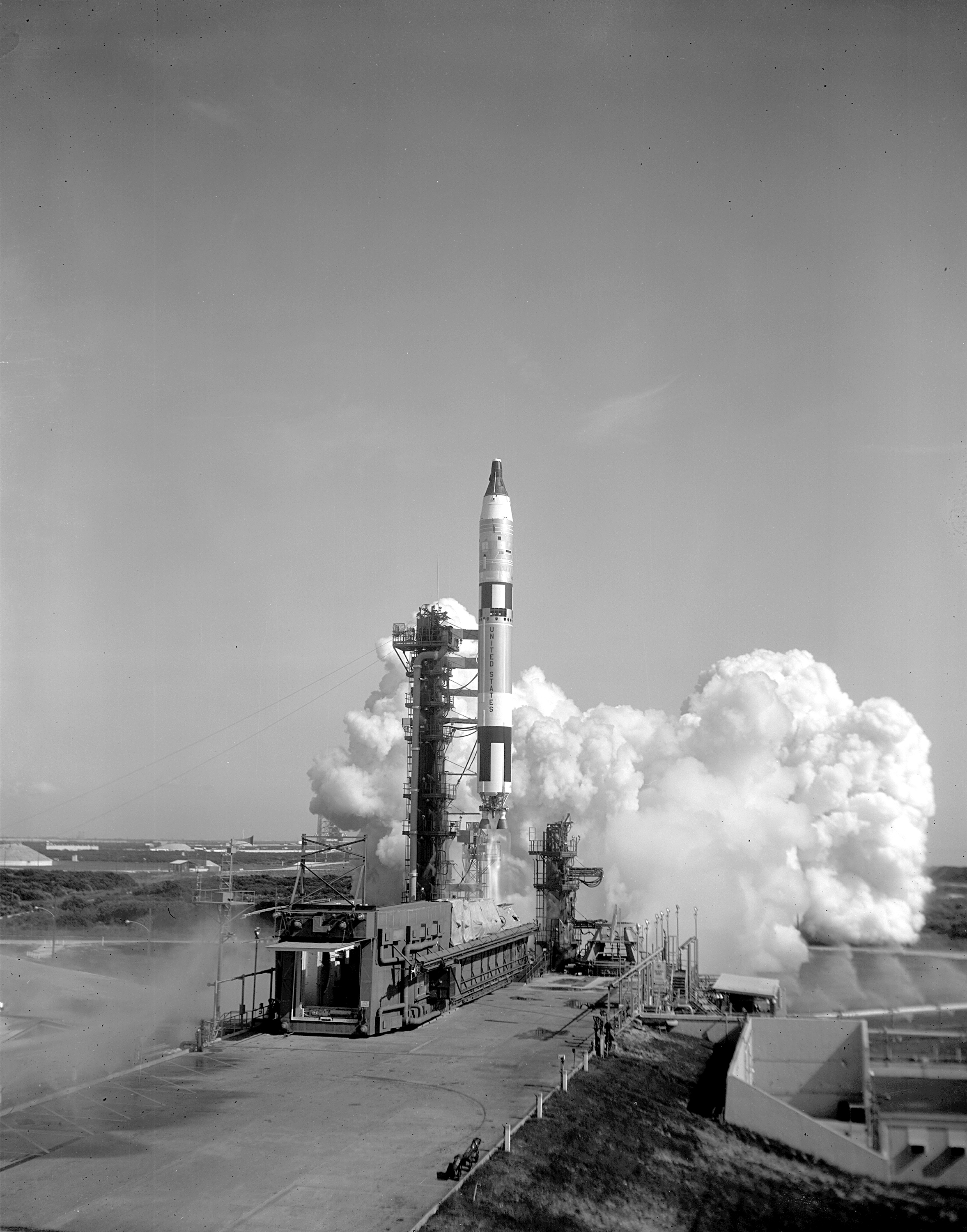
Gemini augustus 1965

### Ontwerp en bouw
Op het hoogtepunt werkten meer dan 400 000 mensen en ruim 20 000 bedrijven aan een methode om naar de maan te reizen en weer heelhuids terug te keren. De kosten van dit alles zouden oplopen tot minstens 19,4 miljard dollar, hetgeen uitgedrukt in huidig geld neerkomt op zo'n honderd miljard dollar.
De Amerikanen hadden sinds 1959 gesleuteld aan het Mercuryprogramma dat uitmondde in de vlucht van Alan Shephard en vanaf 1961 werd het Apollo-project opgezet voor de uitwerking van Kennedy's retoriek. Een tussenstap was het Geminiprogramma om ervaring op te doen met ruimtevluchten, ruimtewandelingen en ruimtekoppelingen. De steeds tweekoppige Gemini-bemanningen maakten in 1965 en 1966 tien succesvolle vluchten en zowel Armstrong als Aldrin, de eerste mensen op de maan, ondergingen met deze capsule hun ruimtedoop. Doch de wetenschappers moesten eerst naar de tekentafel om alle fasen van de expeditie in beeld te brengen en zij hadden uiteenlopende ideeën.
De NASA-technici waren begin 1961 in meerderheid voorstander van een concept waarbij het toestel in zijn geheel naar de maan zou vliegen, landen en terugkeren omdat hereniging en koppeling in de ruimte een vrijwel onoverkomelijk probleem leek. Maar dit scenario werd in juli 1962 losgelaten vanwege de voor menselijke begrippen gigantische hoeveelheid massa die hiervoor in de ruimte moest worden gebracht. De technici hadden toen al wel schetsen gemaakt voor de in dit concept benodigde raket: de Nova. Een ander idee was om met meerdere raketten de losse onderdelen van het ruimtevaartuig in een baan om de aarde te brengen, waar het gekoppeld zou worden en het in zijn geheel richting maan zou reizen. Het toestel zou ook in dit concept volledig op de maan landen. 
Gekozen werd echter voor een meertrapsraket met de commandocapsule Apollo CSM en een aparte maanlander. De commandocapsule bleef met een astronaut aan boord in een baan rond de maan terwijl de losgekoppelde maanlander met de twee andere bemanningsleden afdaalde. Na de maanexploratie steeg een deel van de maanlander weer op om rond de maan te koppelen met de commandocapsule. De maanwandelaars kropen weer de cockpit in en het restant van de maanlander werd afgestoten om op het maanoppervlak te crashen. Voordat dit plan kon worden uitgevoerd moest wel eerst het benodigde stuwvermogen worden verkregen.

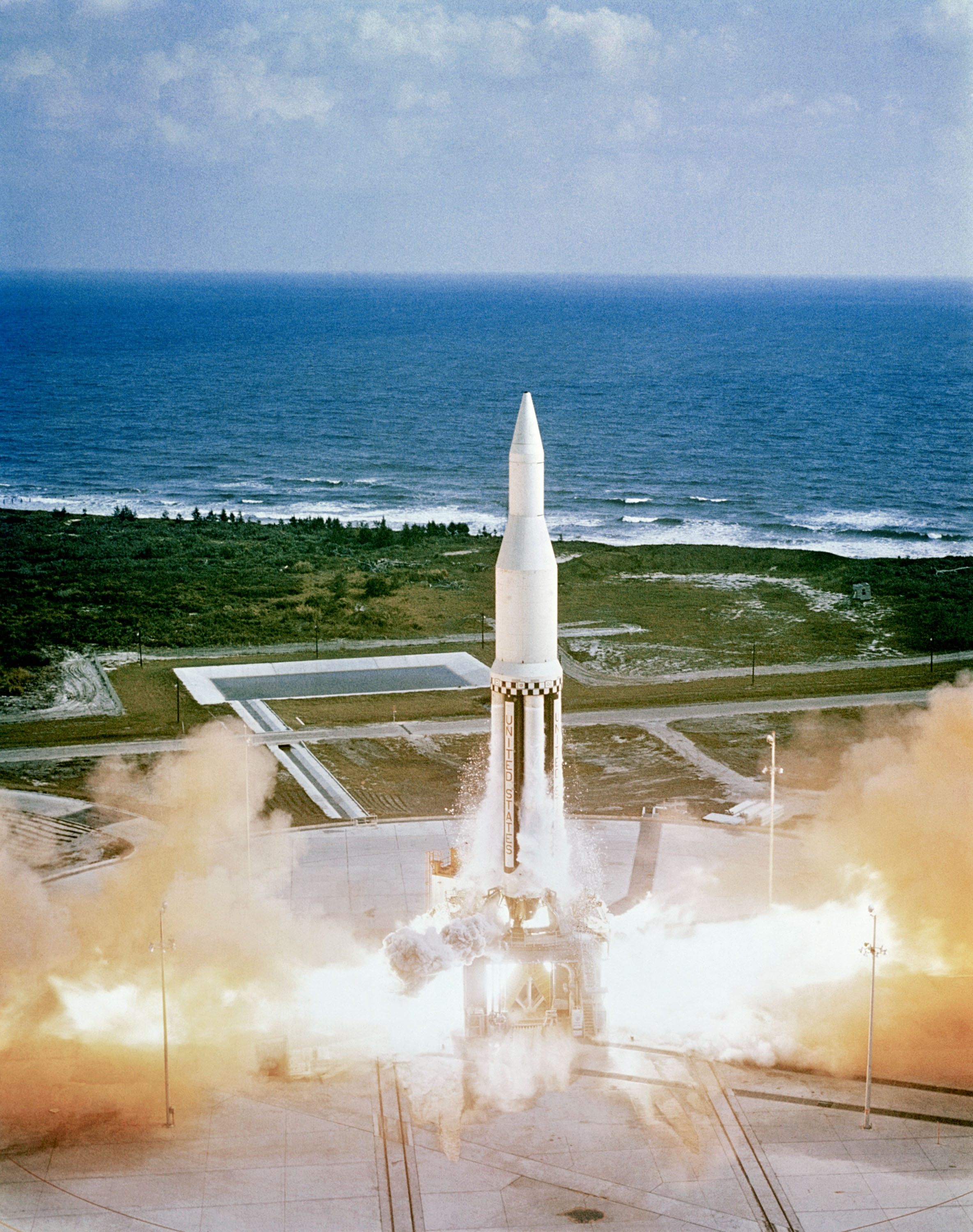
Saturnus I
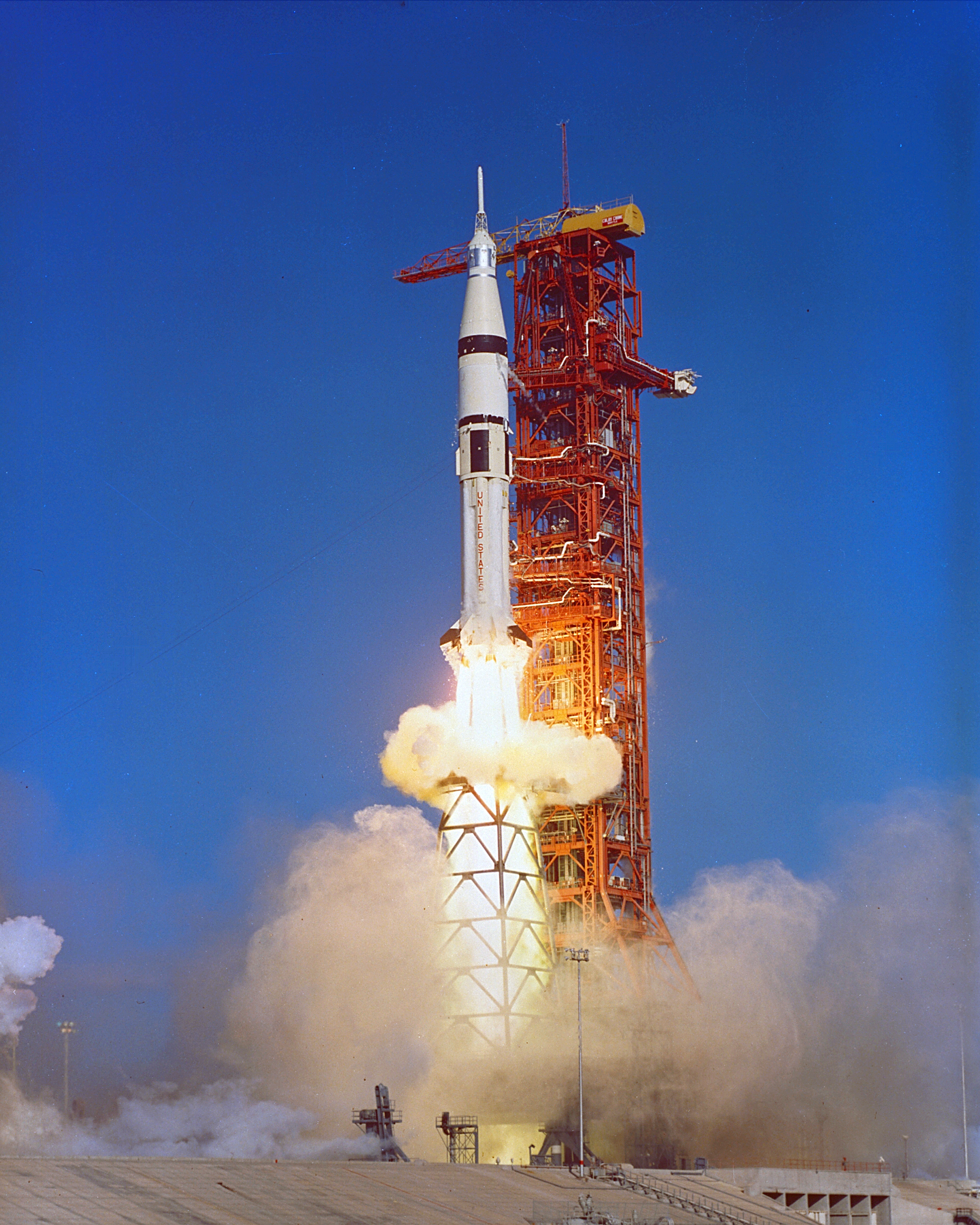
saturnus IB
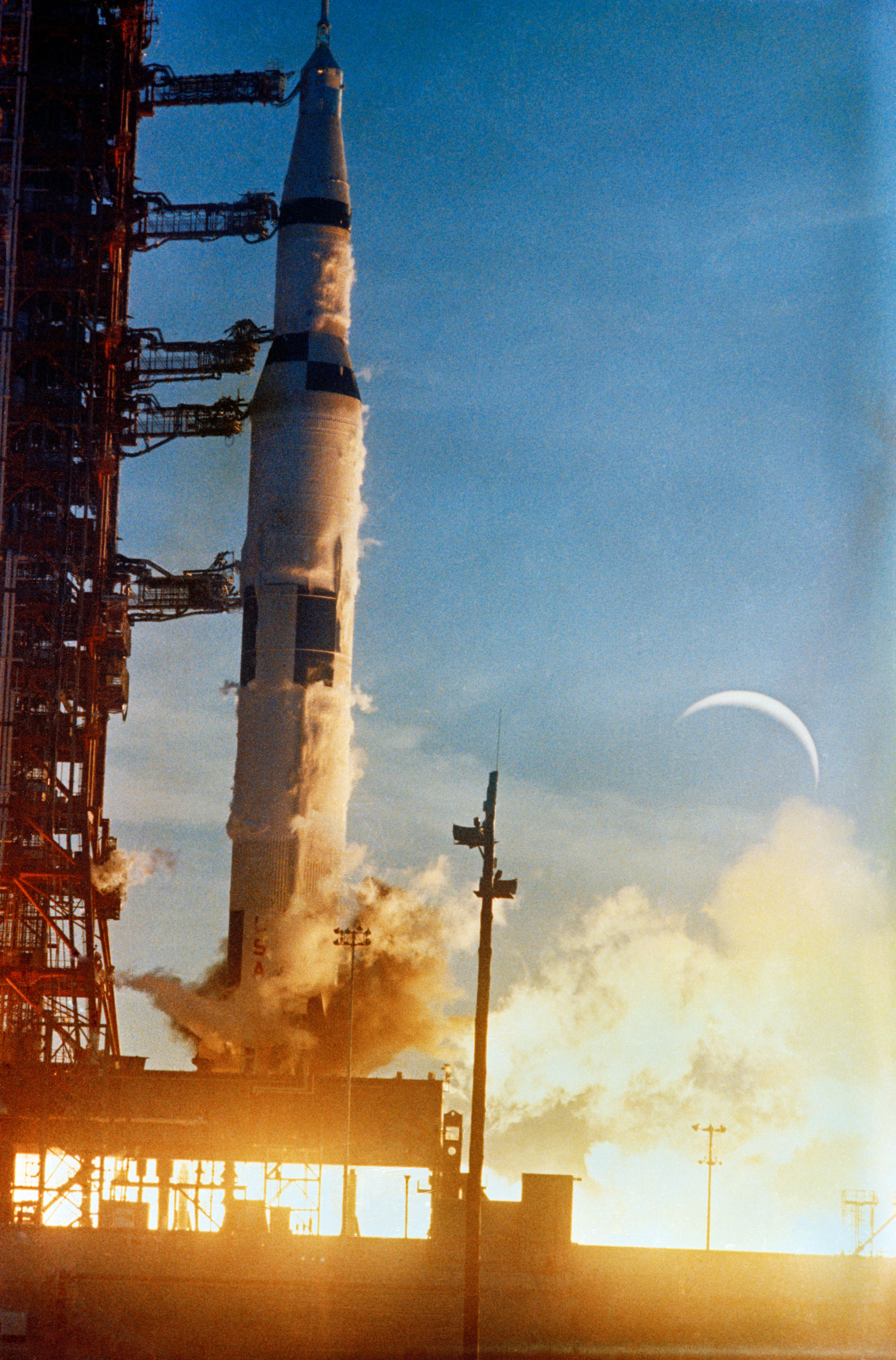
saturnus V
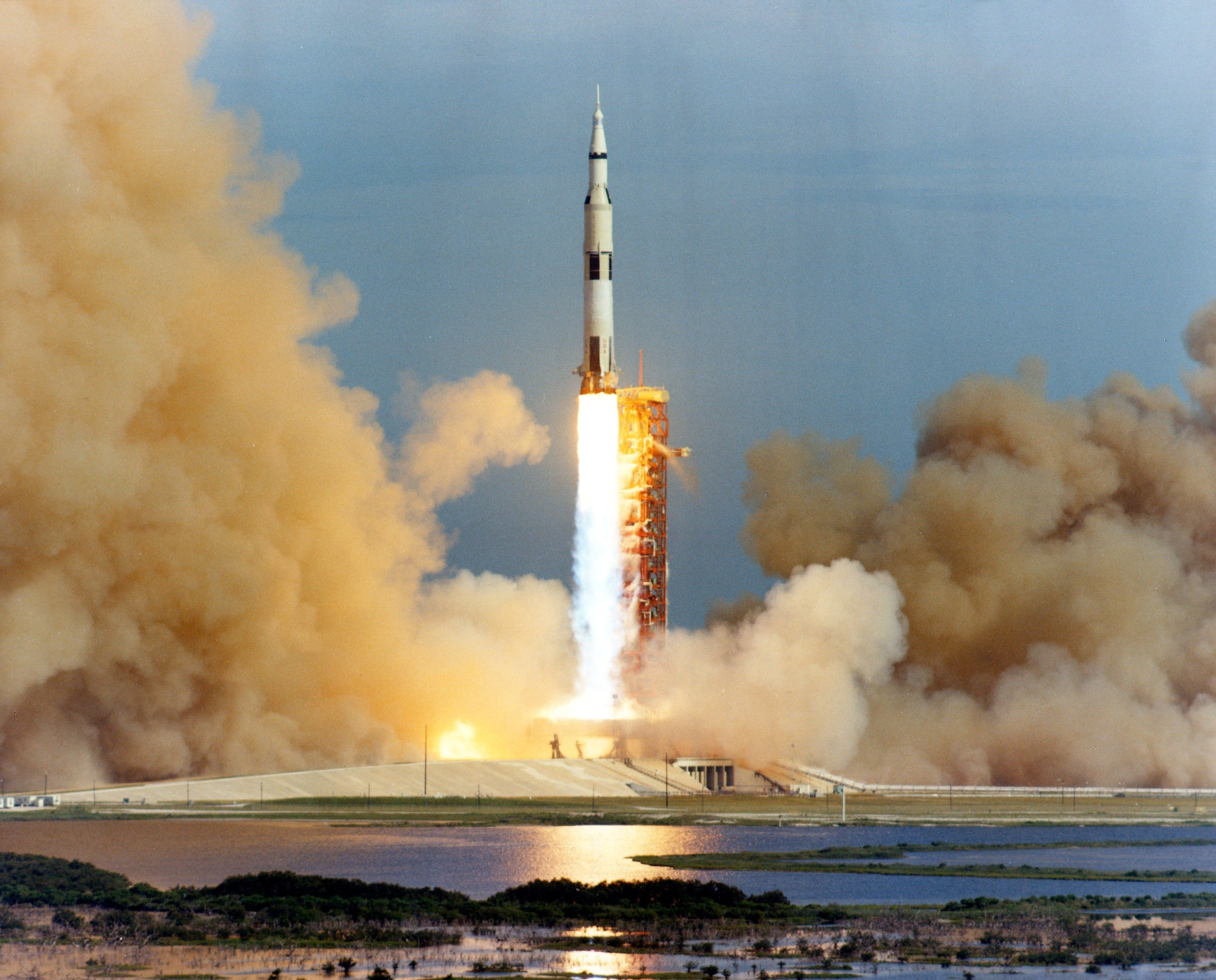
saturnus V
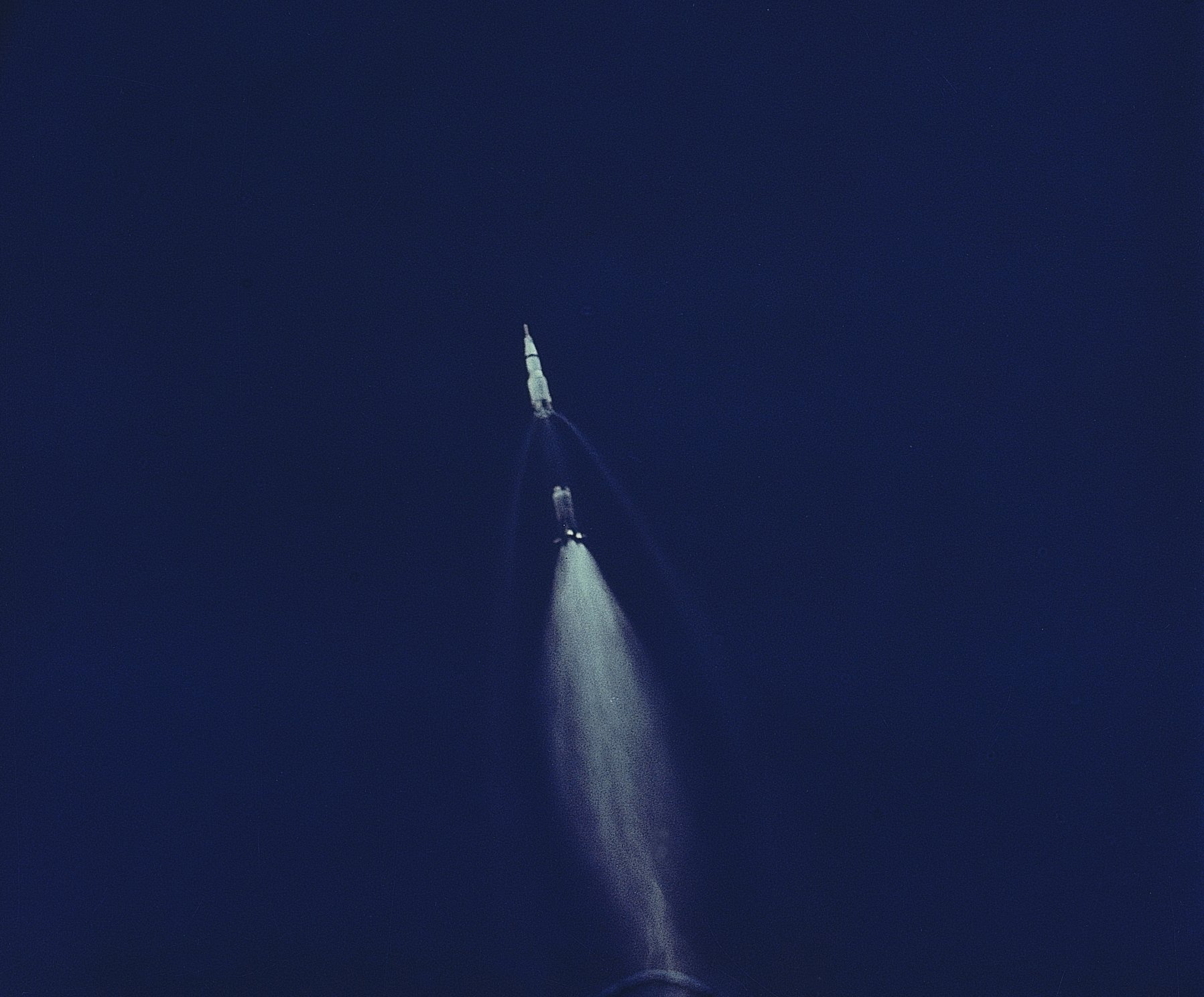
Saturnus V

De Amerikanen hadden begin jaren vijftig voor militaire doeleinden de 21 meter hoge Jupiter- of Redstone-raket ontwikkeld en het was een aangepaste viertrapsversie die op 31 januari 1958 het Amerikaanse ruimtevaartprogramma initieerde door lancering van de Explorer I. Maar om op de maan te komen was meer nodig dan de 75.000 pond stuwvermogen van de eerste Jupiters. Het team van Von Braun kwam met een begin van de oplossing. De reeds bestaande brandstoftanks van acht Redstone-en-Jupiter-raketten werden tot een rakettrap geïntegreerd en voorzien van acht nieuw ontwikkelde Rocketdyne H-1-motoren, dit vormde de eerste trap van de Saturnus I en de latere Saturnus IB die, in tegenstelling tot zijn voorgangers, raketten voor vreedzame doeleinden waren.

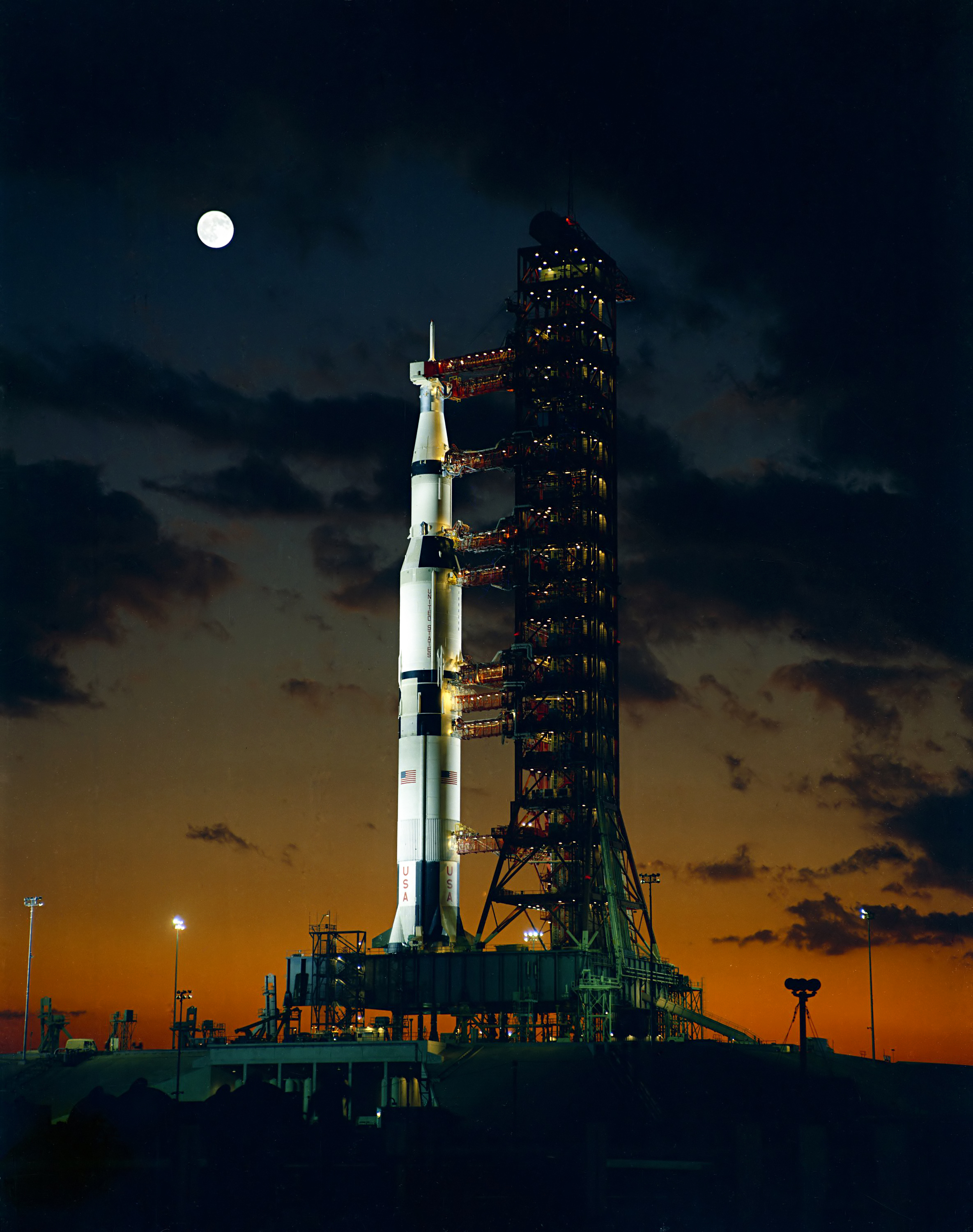
Apollo 4

 Op 27 oktober 1961 verwijderde de eerste 50 meter hoge Saturnus I zich van lanceercomplex 34 van het Cape Canaveral Air Force Station om na 8 minuten een snelheid te bereiken van bijna 6000 kilometer per uur en een hoogte van 136 kilometer.
Er zijn uiteindelijk 10 Saturnus I-raketten met succes de ruimte in geschoten, hetgeen gezien de complexiteit en het samengestelde karakter van de raket opmerkelijk mag worden genoemd. Het was een enorme stap richting maan en von Braun verklaarde in 1962 dit hoogtepunt vrij vertaald als volgt: sinds onze jaren op de "raketenflugplatz" in Berlijn zijn wij geobsedeerd door de ontwikkeling van de ruimtevaart en onze methodiek is eigenlijk gelijk gebleven, hoewel op personeelsgebied veel is veranderd en wij nu op een andere plek zitten.
Ondanks de vrijwel feilloze serie lanceringen van de Saturnus I was er ook kritiek op deze etappe omdat het gevaarte weinig lading van belang in de ruimte bracht en de uiteindelijke maanraket, de Saturnus V al op de tekentafel lag.
De volgende mijlpaal werd desalniettemin in 1964 bereikt met de 57 meter hoge Saturnus I block II die was voorzien van acht stabilisatievinnen, een extra trap, vloeibare waterstoftechnologie en een uitgebreid instrumentarium voor sturing en controle.
Hoewel het stuwvermogen gestaag toenam beschikte NASA nog steeds niet over een apparaat dat de toestellen kon vervoeren die nodig waren voor een maanlanding. Dat veranderde met de lancering van de Saturnus IB op 26 februari 1966. Deze 68 meter hoge raket kon een commandocapsule of een maanlander omhoogbrengen en werd in de jaren 70 gebruikt om de astronauten van en naar Skylab te vervoeren. De reusachtige meertrapsraket die de astronauten echter uiteindelijk naar de maan vervoerde was de 111 meter hoge Saturnus V met een diameter van 10 m en een startgewicht van 2,9 miljoen kg. Voor de eerste trap werd als brandstof kerosine aangewend en voor trap 2 en trap 3 vloeibare waterstof. Naast vele onderaannemers werd het toestel gebouwd door Boeing, North American Aviation, Douglas Aircraft Company en IBM.
Het Apollo-programma omvatte elf bemande vluchten, aangeduid als Apollo 7 tot en met Apollo 17. Apollo 4 tot en met Apollo 6 waren onbemande testvluchten.

### Brand op aarde, Apollo 1
De naam Apollo 1 werd achteraf gegeven aan de capsule die verloren ging bij een dodelijk ongeval in 1967. Grissom, White en Chaffee oefenden op 27 januari van dat jaar in een onder druk staande met zuurstof gevulde commandocapsule toen ergens in de 50 kilometer lange bedrading van het apparaat kortsluiting optrad. De vonk werd fataal in combinatie met de met zuurstof gevulde onder druk staande capsule en de vele aanwezige brandbare materialen. Het drietal overleed binnen seconden door inademing van giftige gassen en daarbij waren hun lichamen overdekt met derdegraads brandwonden. Toen de hulpverleners eindelijk de capsule hadden geopend bleken de mannen dood en hun gesmolten nylonpakken aan elkaar geklonterd. 
Na dit ongeluk besloot NASA de capsule uit te rusten met onbrandbare materialen, de druk binnen het toestel bij lancering te verlagen en de astronauten kregen vuurwerende ruimtepakken. Ten slotte werd atmosferische samenstelling van de capsule omgezet van honderd procent zuurstof in de iets minder ontvlambare samenstelling van 65 procent zuurstof en 35 procent stikstof.

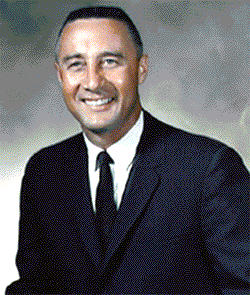
Grissom
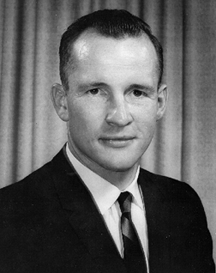
White
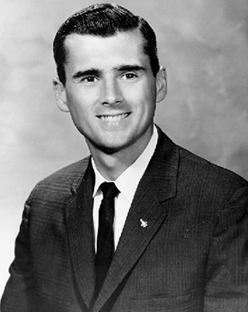
Chaffee
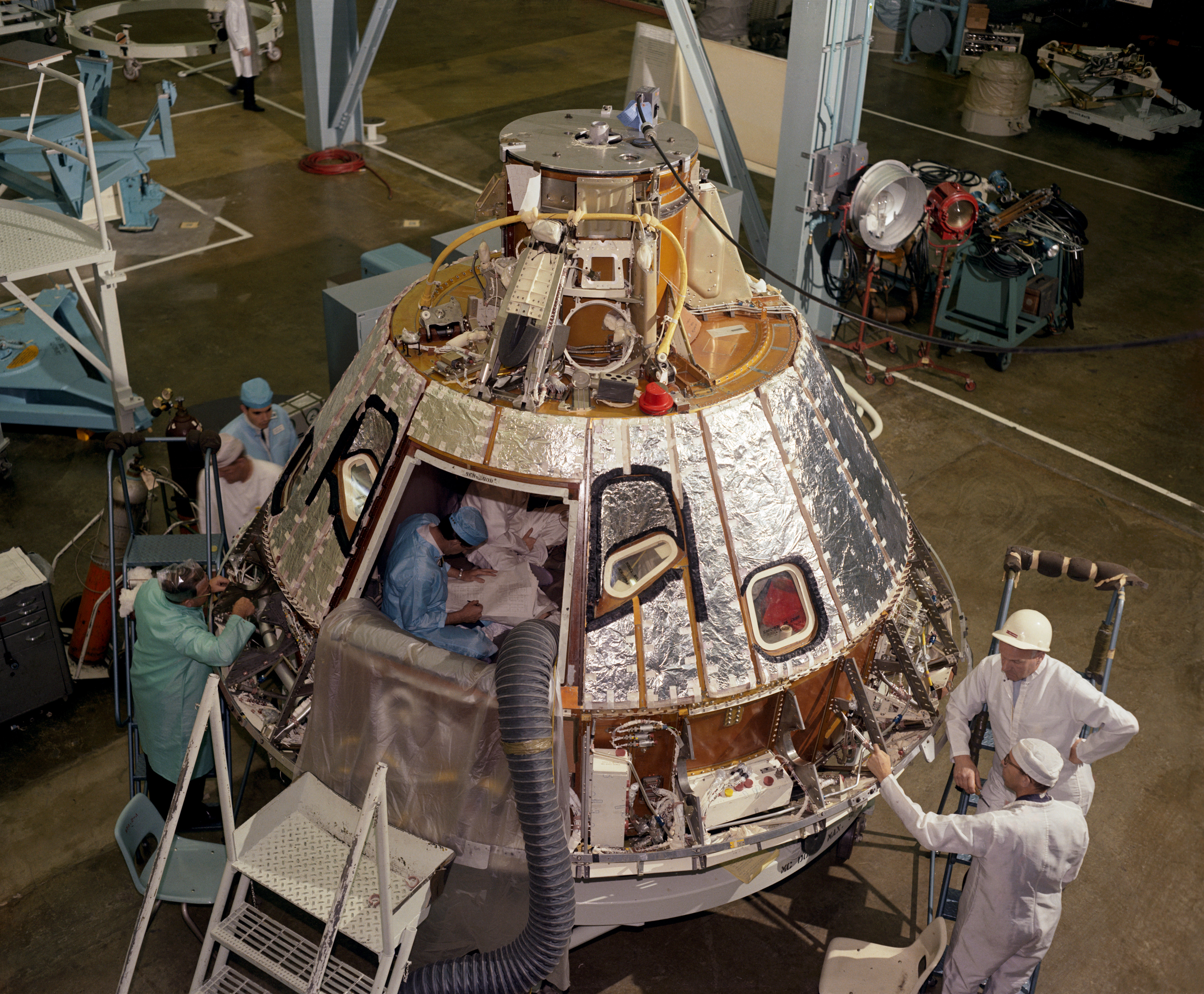
Capsule
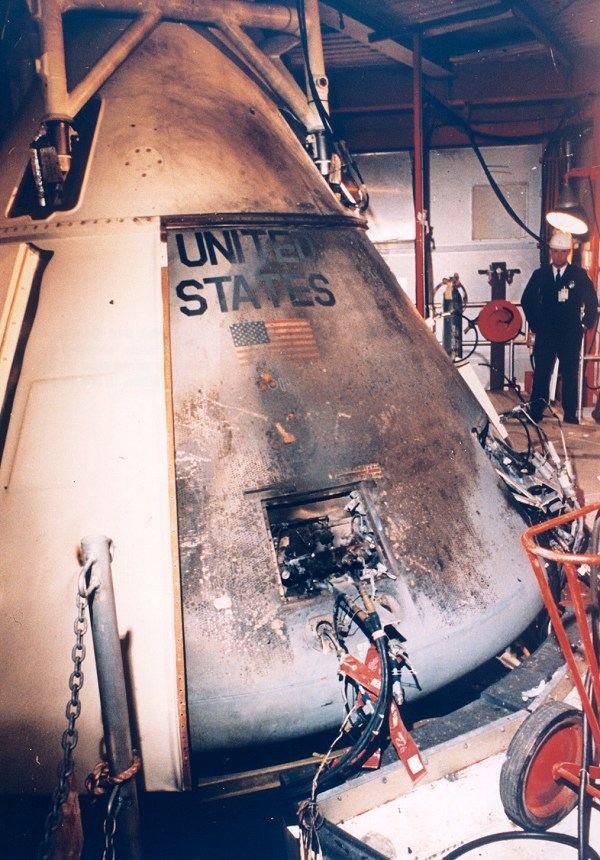
Verbrand restant

### Onbemande testvluchten, Apollo 4 t/m 6
Apollo 4 tot en met Apollo 6 waren onbemande testvluchten.

### Rond de aarde, Apollo 7
De Apollo 7 was de eerste bemande missie van het project en werd gelanceerd met een Saturnus IB als draagraket. Na lancering op 11 oktober 1968 om 15.02 GMT vanaf Cape Canaveral Lanceercomplex 34 draaide het toestel met Cunningham, Eisele en Schirra rond de aarde en de mannen waren snel gewend aan hun gewichtloosheid. Eisele vertoonde echter een uur na lancering verkoudheidssymptomen en zowel Cunningham als Schirra volgden spoedig. De acute virale nasofaryngitis werd weliswaar bestreden met aspirine maar bezorgde de crew desondanks veel ongemak omdat het in de ruimte erg lastig bleek om de luchtwegen vrij te krijgen. 
De ruimtevaarders vlogen elf dagen rond de aarde waarbij zij succesvol oefenden met ruimtekoppelingen. Na evaluatie van de vlucht trok NASA de conclusie dat de Saturnus klaar was voor een retourtje maan.

### Omwentelingen om de maan, Apollo 8

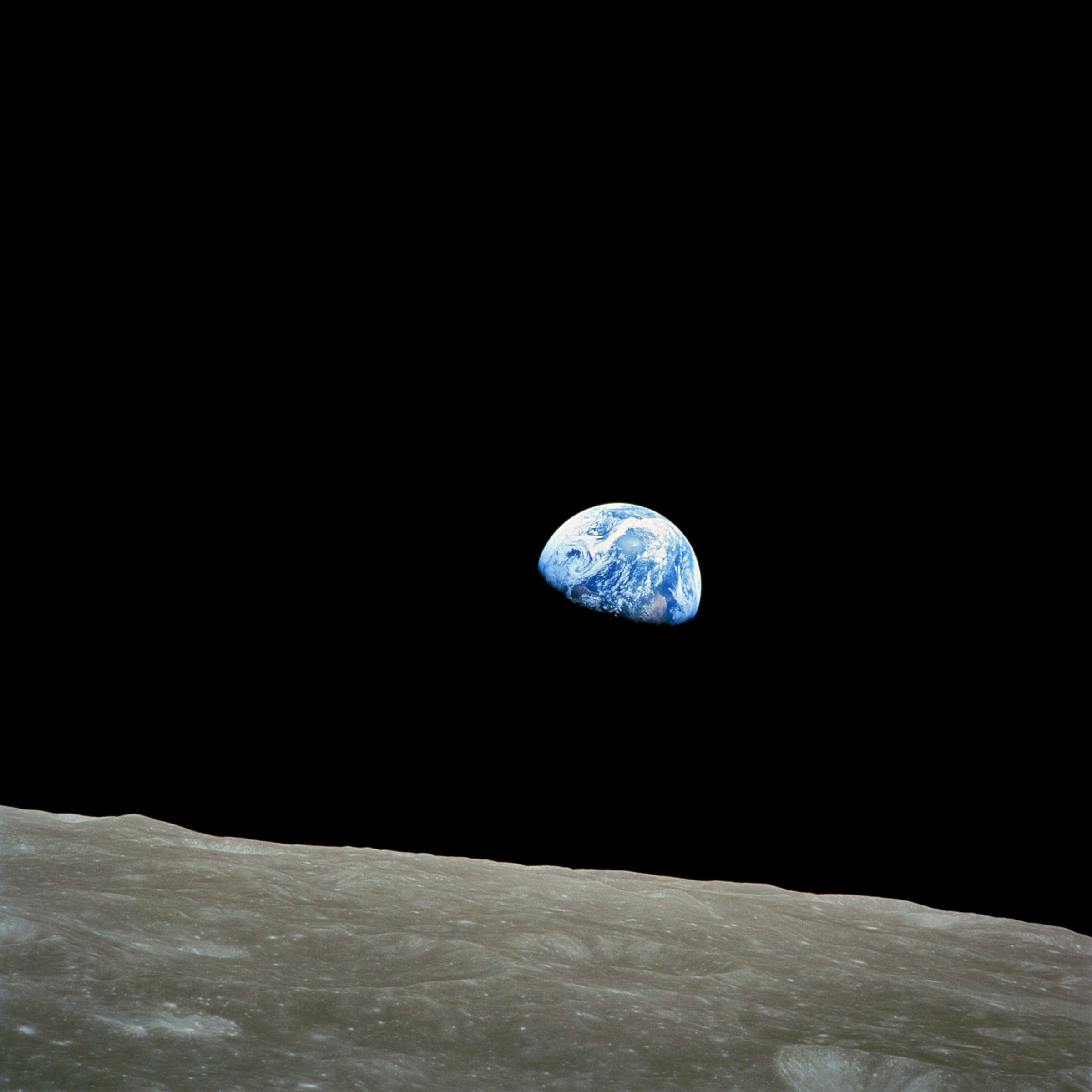
Opkomende aarde, Apollo 8

Op 21 december 1968 om 12.51 GMT werd Apollo 8 gelanceerd met Borman, Lovell en Anders. Het was de eerste bemande vlucht waarbij gebruik gemaakt werd van een Saturnus V als draagraket. Hiermee verkreeg men voldoende snelheid om aan de aardse zwaartekracht te ontsnappen, en de mens na een vlucht van drie dagen naar de maan te brengen. 
De astronauten draaiden gedurende 20 uren tien maal rond het hemellichaam en zij zagen voor het eerst met eigen ogen de altijd van de aarde afgewende achterzijde van onze natuurlijke satelliet. Vele malen indrukwekkender moet voor hen in de verte de aarde zijn geweest, een wit-blauwe bol afgetekend tegen de peilloze zwarte diepte van de ruimte. Hierbij werd de iconische foto "Earthrise" gemaakt van een "aardopkomst" boven het oppervlak van de maan. 
Apollo 8 keerde op eerste kerstdag 1968 terug en op 27 december ontvouwden de parachutes zich boven de maanreizigers. De landingsklap op het oceaanwater deed de capsule kapseizen waarna het toestel dankzij de opblaasbare boeien in de juiste positie werd gebracht. Anderhalf uur later had het marinepersoneel van het vliegdekschip USS Yorktown de mannen uit de oceaan gevist.

### Rond de aarde met meer tests, Apollo 9
De reis van Apollo 9, met als bemanning McDivitt, Scott en Schweickart, was minder spectaculair en bleef beperkt tot een tiendaagse oefenvlucht rond de aarde. Deze missie was een integrale test voor alle cruciale onderdelen, zo werd voor het eerst de bemande maanlander in de ruimte beproefd. Alle fasen van aan- en afkoppeling werden gesimuleerd op precies dezelfde wijze als dat later rond de maan zou moeten gebeuren.

### Omwentelingen om de maan en gedeeltelijke afdaling, Apollo 10
Cernan, Stafford en Young werden in de Apollo 10 op 18 mei 1969 gelanceerd voor de generale repetitie. Tijdens deze missie die bijna identiek was aan die van de Apollo 11 naderde de "Lunar Module" met Cernan en Stafford het maanoppervlak tot op een tergende 15,6 kilometer. Cernan zou overigens later met de Apollo 17 alsnog daadwerkelijk een landing uitvoeren en vooralsnog als laatste zijn voetafdrukken op de maan achterlaten.

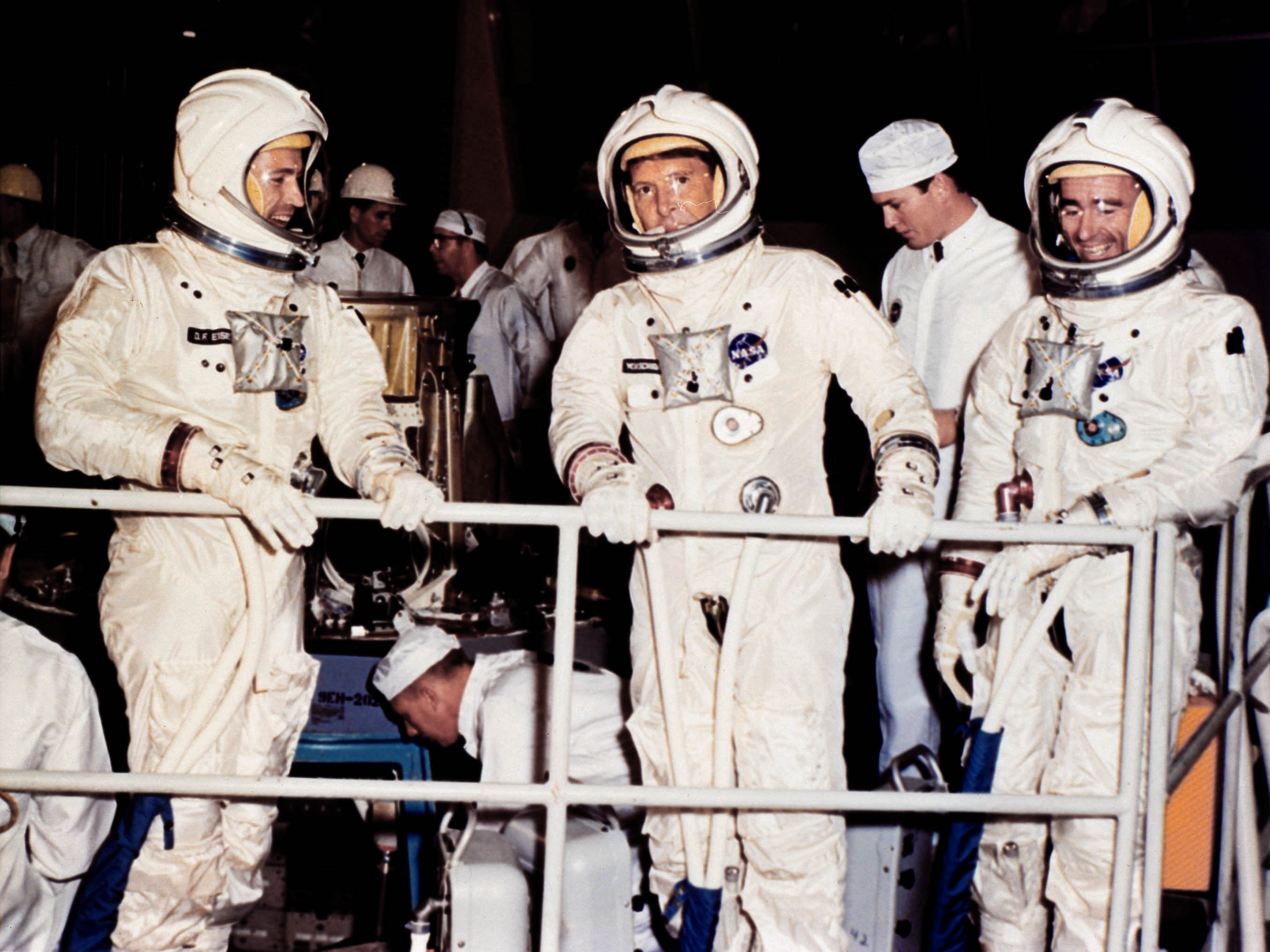
Bemanning van Apollo 7
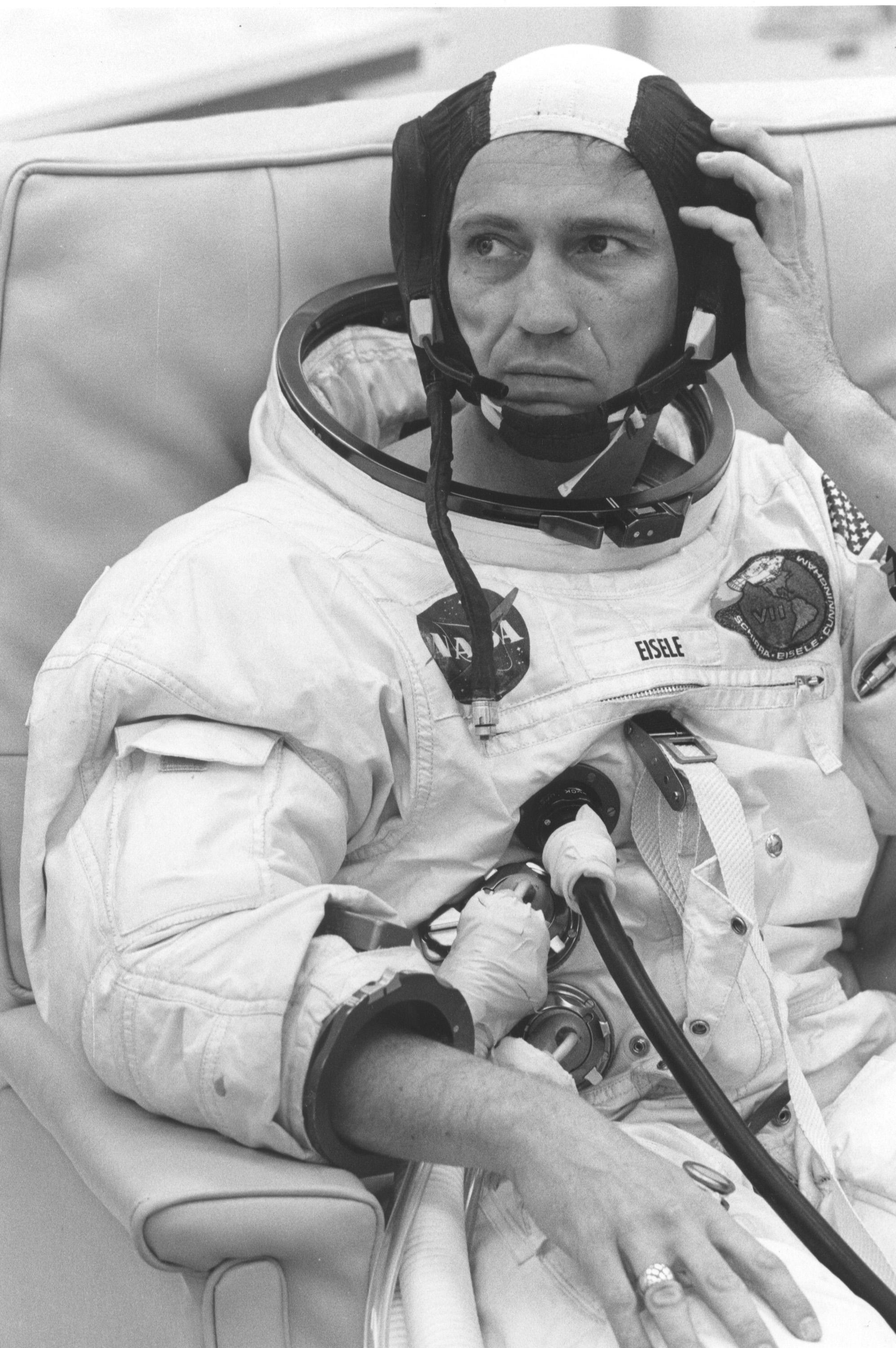
Eisele, Apollo 7
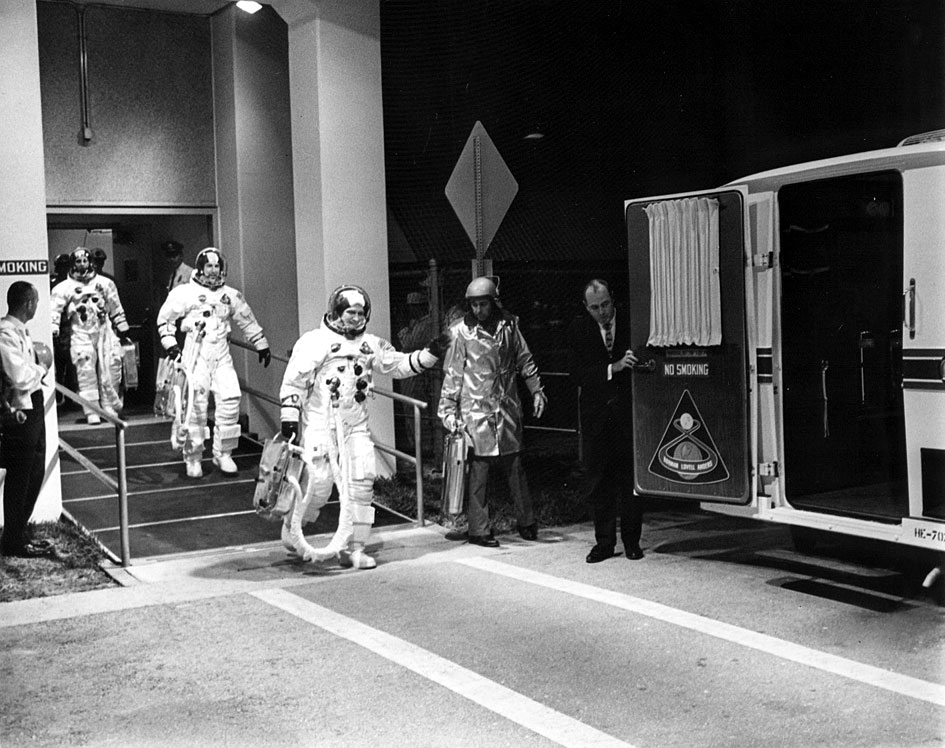
Bemanning van Apollo 8
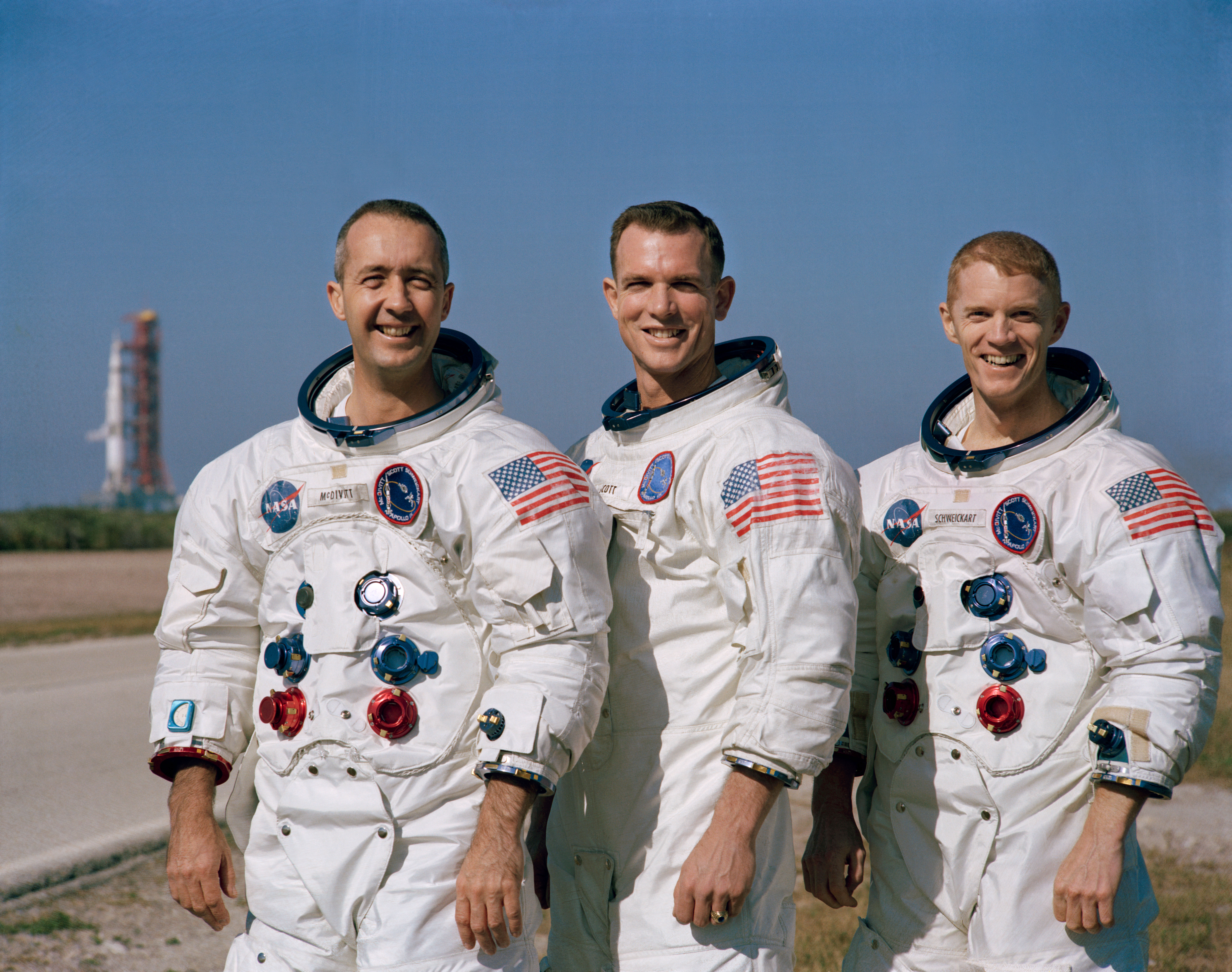
Bemanning van Apollo 9
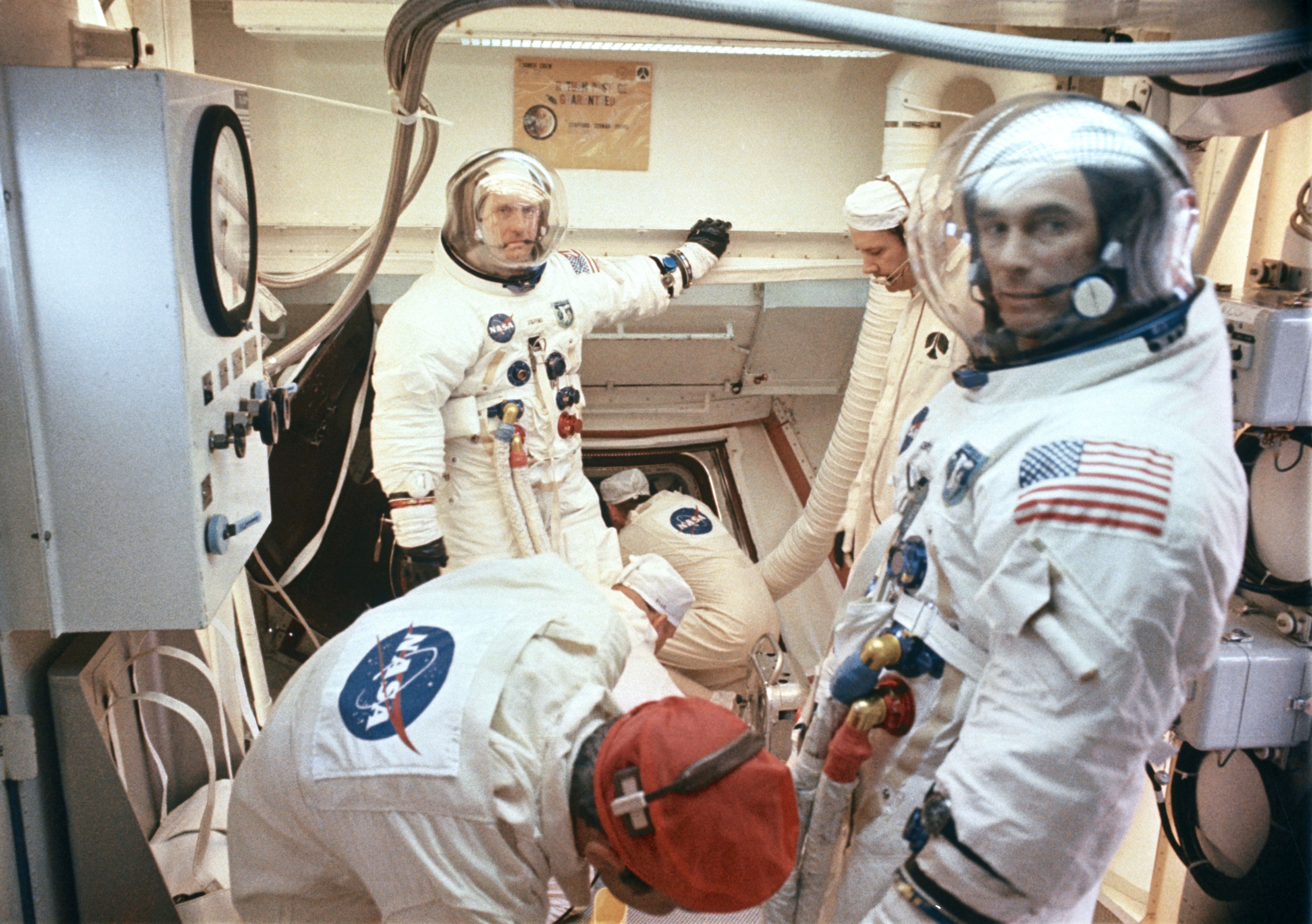
Bemanning van Apollo 10

### Eerste maanlanding, Apollo 11

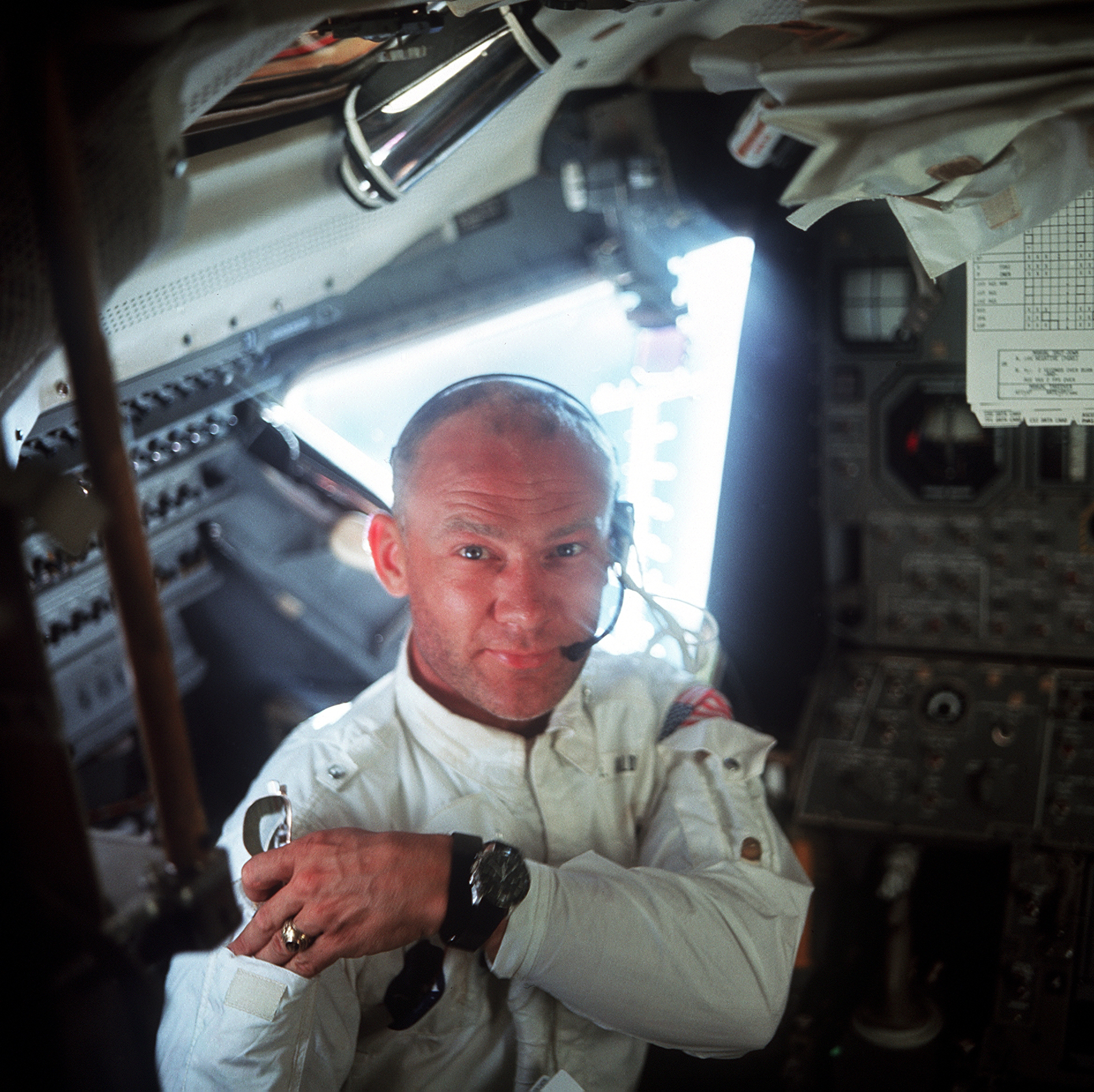
Buzz Aldrin

Op 16 juli 1969 om 13:32 Greenwich Mean Time, GMT (09:32 USA EDT, 14:32 ned. tijd) waren miljoenen mensen via live-televisie over de gehele wereld getuige van de lancering van de Apollo 11 met aan boord Armstrong, Collins en Aldrin. Twaalf minuten later waren zij in een baan om de aarde en na anderhalve omwenteling stuwde de derde trap de capsule weg van de aarde. 
De afstand van 356 000 km werd overbrugd in bijna 3 dagen, waarna de astronauten zich op 19 juli 1969 in een baan om de maan begaven. Zij koppelden op 20 juli de maanlander los en Armstrong liet het apparaat een pirouette maken terwijl Collins door het raam checkte of het landingsgestel in goede staat verkeerde. De hoeveelheid brandstof was uiterst beperkt om gewicht te besparen. Verder had de maanlander geen stoelen, zodat de astronauten de landing staande moesten uitvoeren. NASA was niet bang dat Armstrong en Aldrin op die manier te vermoeid zouden raken, omdat zij niet langer dan 21 uur op de maan zouden verblijven. Bovendien wogen de ruimtevaarders daar veel minder. 

Tijdens de landing raakte de boordcomputer overbelast, waardoor van alle kanten alarmsignalen kwamen, maar Mission Control wist binnen 15 seconden te melden dat er weinig aan de hand was en dat de waarschuwingen konden worden genegeerd. Armstrong was sowieso niet onder de indruk van het alarm, omdat volgens hem alles goed werkte en alleen de computer overspannen reageerde. Door de consternatie observeerde Armstrong echter vrij laat dat de naderende landingsplaats bezaaid bleek met rotsblokken.

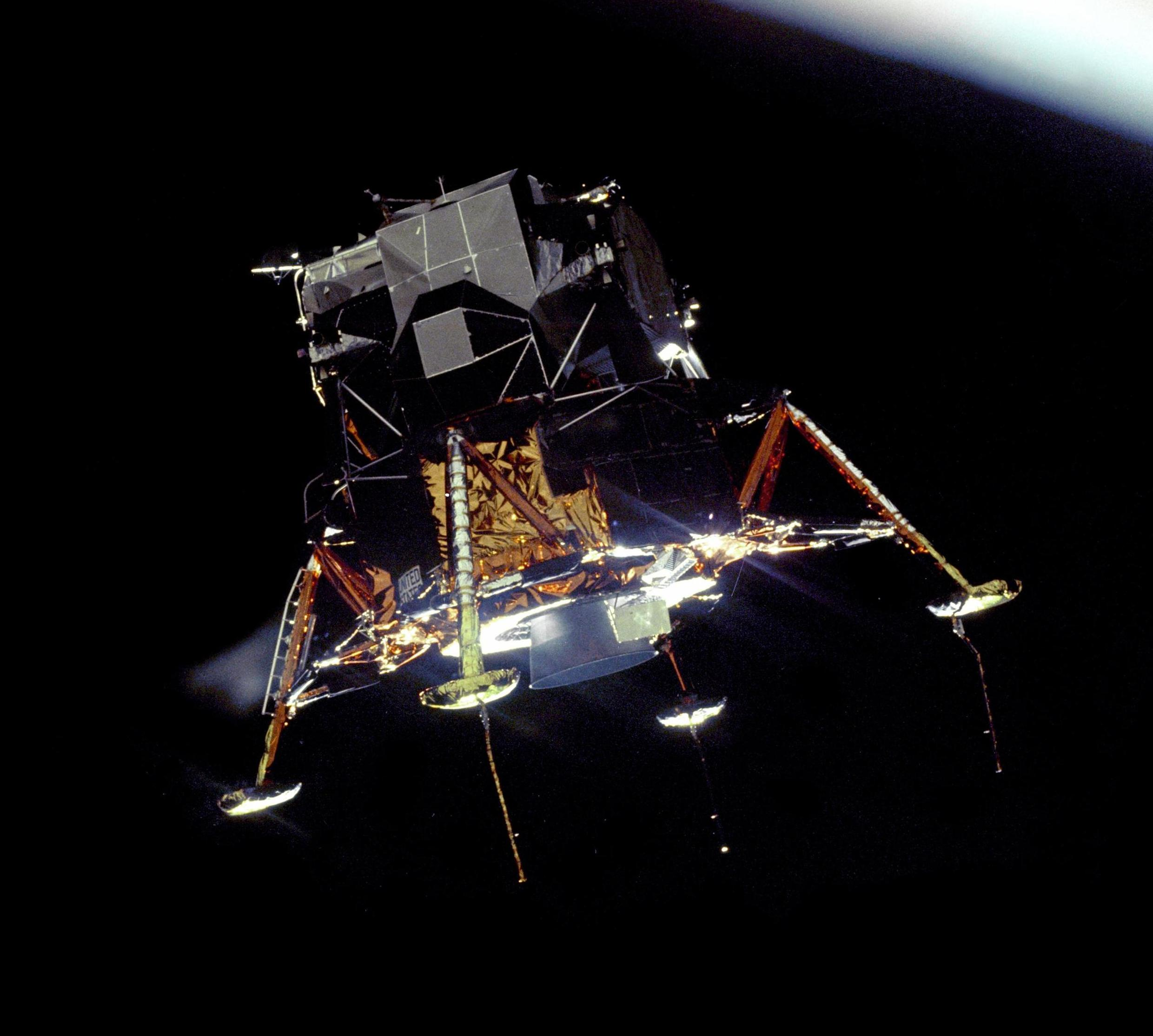
Voor de landing

 Op zich geen onoverkomelijk probleem, de maanlander moest simpelweg een stukje verder vliegen, de benodigde brandstof was evenwel tot een gevaarlijk laag peil gedaald. Ternauwernood slaagde Armstrong erin het toestel over het onbegaanbare terrein te loodsen om het alsnog rustig te plaatsen op een stukje dat wel voor landing geschikt bleek en dat hij "Tranquility Base" noemde (20:17 GMT, 16:17 USA EDT, 21:17 MET). 
Collins, die op honderd kilometer hoogte zijn rondjes draaide, zou gedurende de hele expeditie tevergeefs proberen de maanlander op het oppervlak te ontwaren. 
Volgens de planning hadden de mannen nu eerst moeten rusten maar zij kropen direct in hun ruimtepakken voor de maanexploratie. Zodra de druk het toestond openden zij het luik en Armstrong klom uit de machine. Aldus werd de ingetogen Armstrong op zijn 38e de eerste mens op de maan en hij sprak de misschien meest memorabele woorden van de 20e eeuw: "That's one small step for man, one giant leap for mankind" (21 juli 02:56 GMT, 20 juli (!) 22:56 USA EDT, 03:56 MET). Vijftien minuten later werd hij vergezeld door Aldrin die op aarde drukte had gemaakt omdat hij niet als eerste de maan had mogen betreden. 
Hun beeld was ongewoon helder vanwege het ontbreken van atmosferische troebelingen en Aldrin omschreef dat wat hij zag als een volmaakte verlatenheid. 
Na een verblijf van ruim 21 uur op de maan stegen zij op om zich te verenigen met Collins (17:54 GMT, 13:54 USA EDT, 18:54 MET). Hiertoe moesten zij wel improviseren bij hun bewegingen; in de nauwe ruimte hadden ze de startknop eraf gestoten. Aldrin loste dit probleem op door een plastic pen in de opening te drukken en zo de motor te starten. 
Na de succesvolle lancering en koppeling konden zij met 21,5 kilo maanmateriaal terugkeren waarna de Apollo 11 op 24 juli 1969 om 16:50 GMT (12:50 USA EDT, 17:50 ned. tijd) veilig in de Grote Oceaan landde.

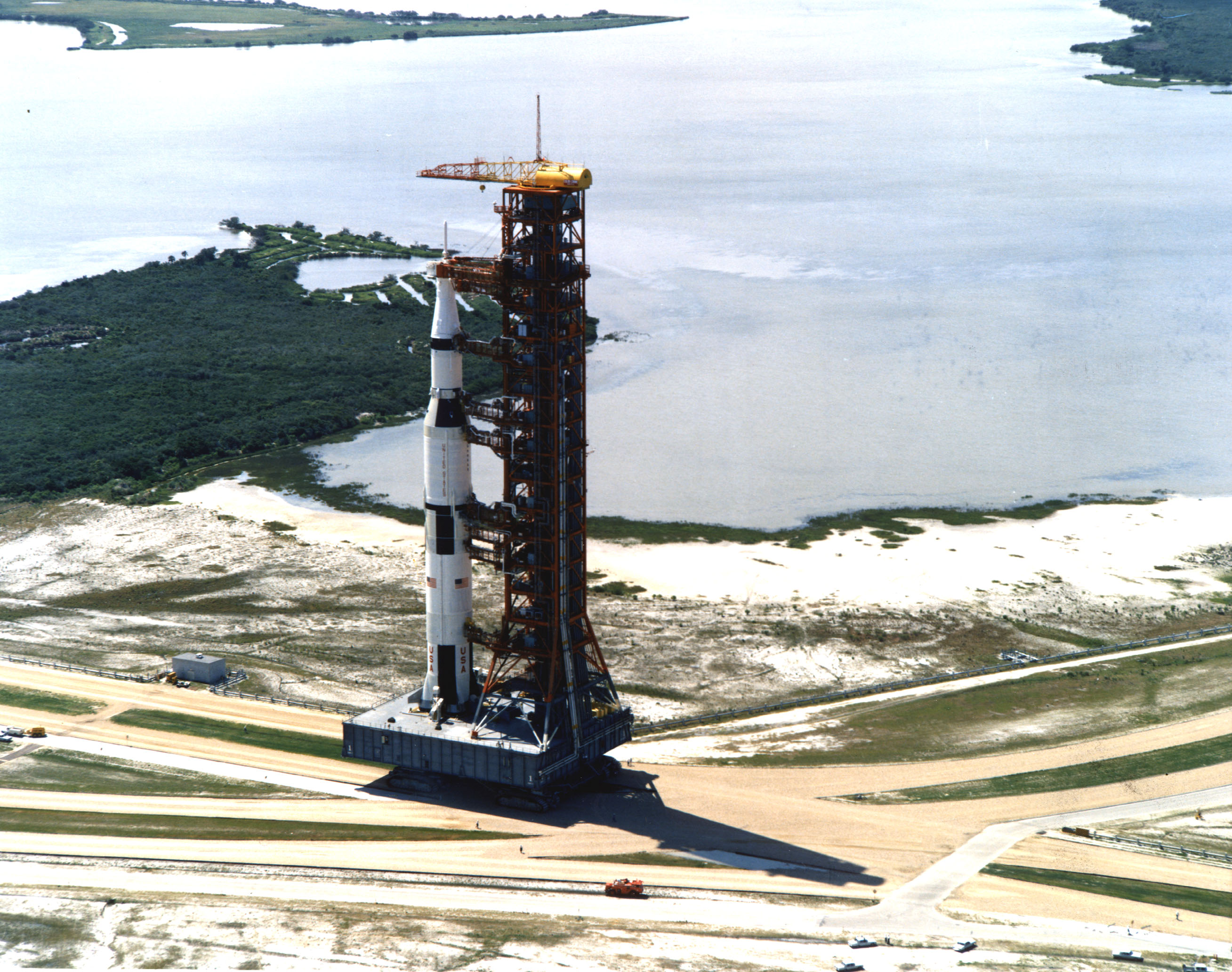
Apollo 11 op weg naar het lanceerplatform
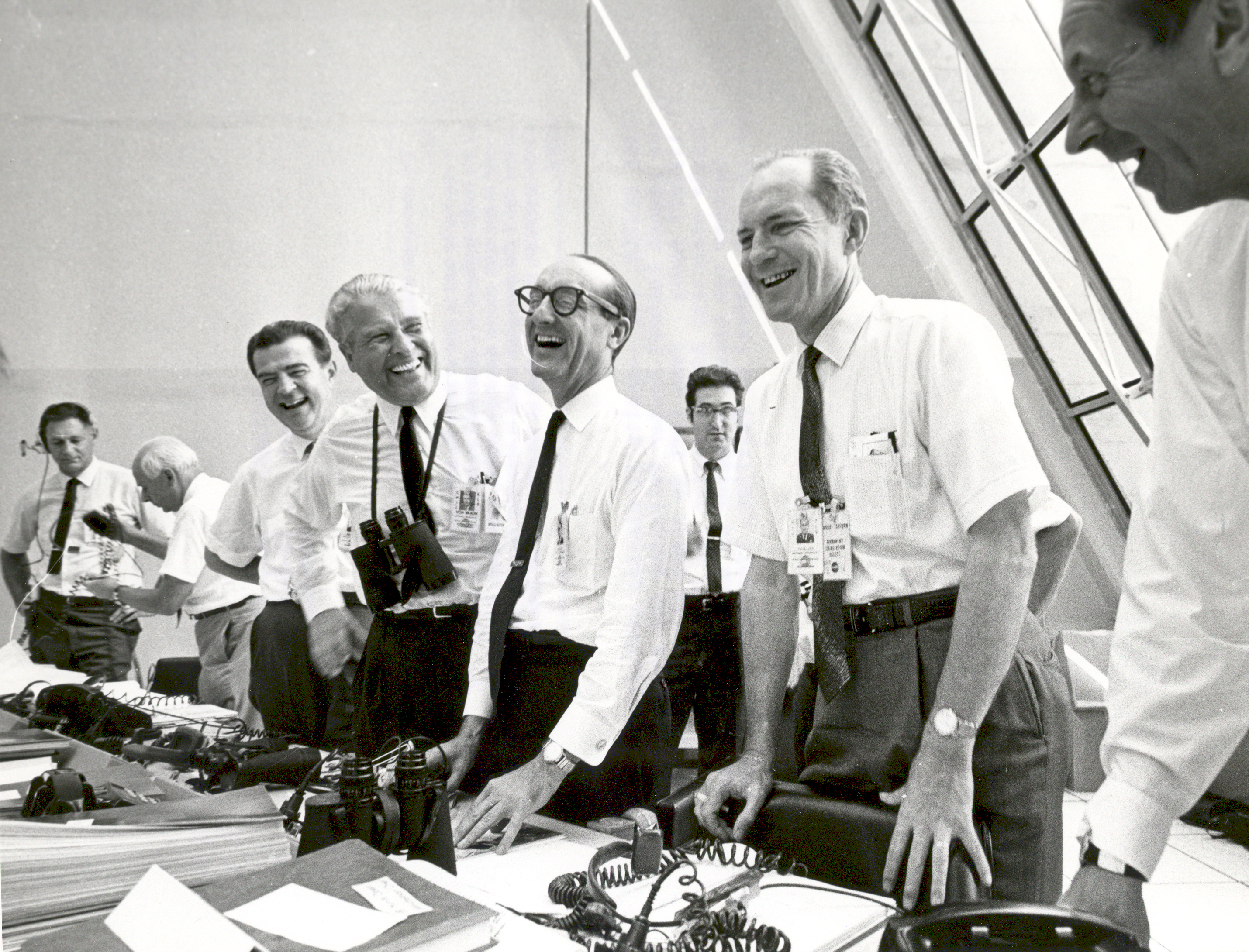
Na succesvolle lancering
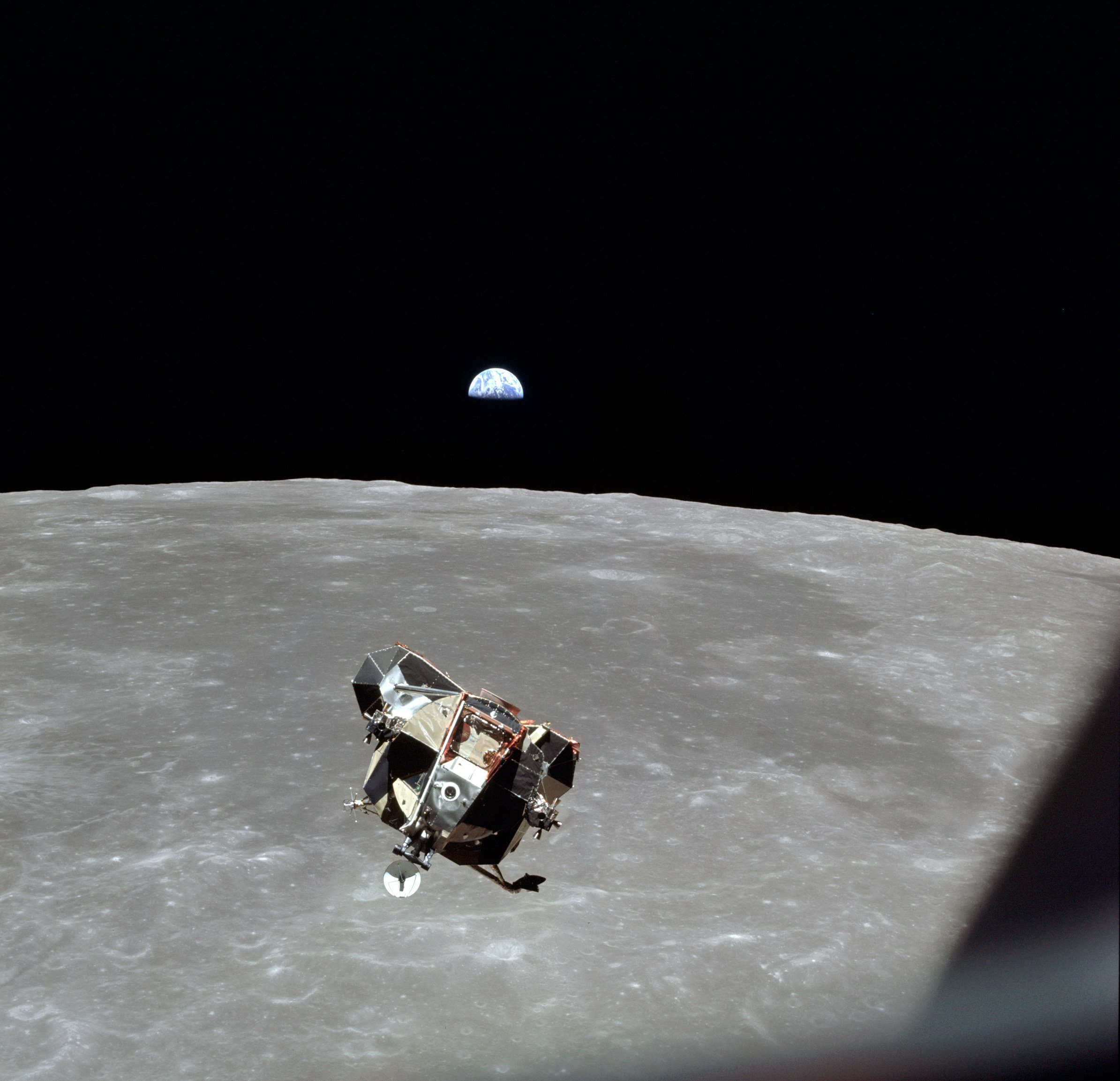
Maanlander
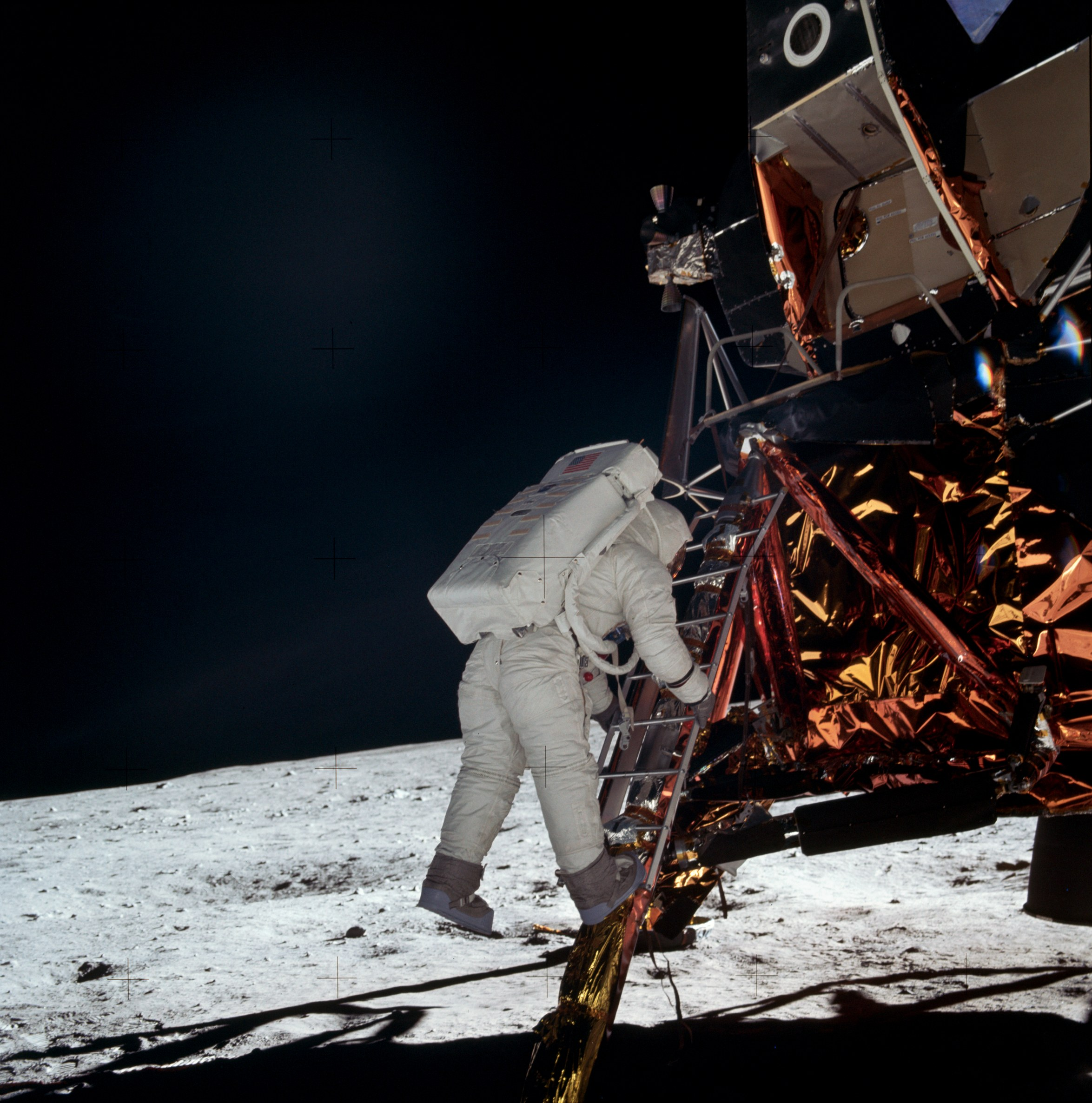
Aldrin, tweede man op de maan
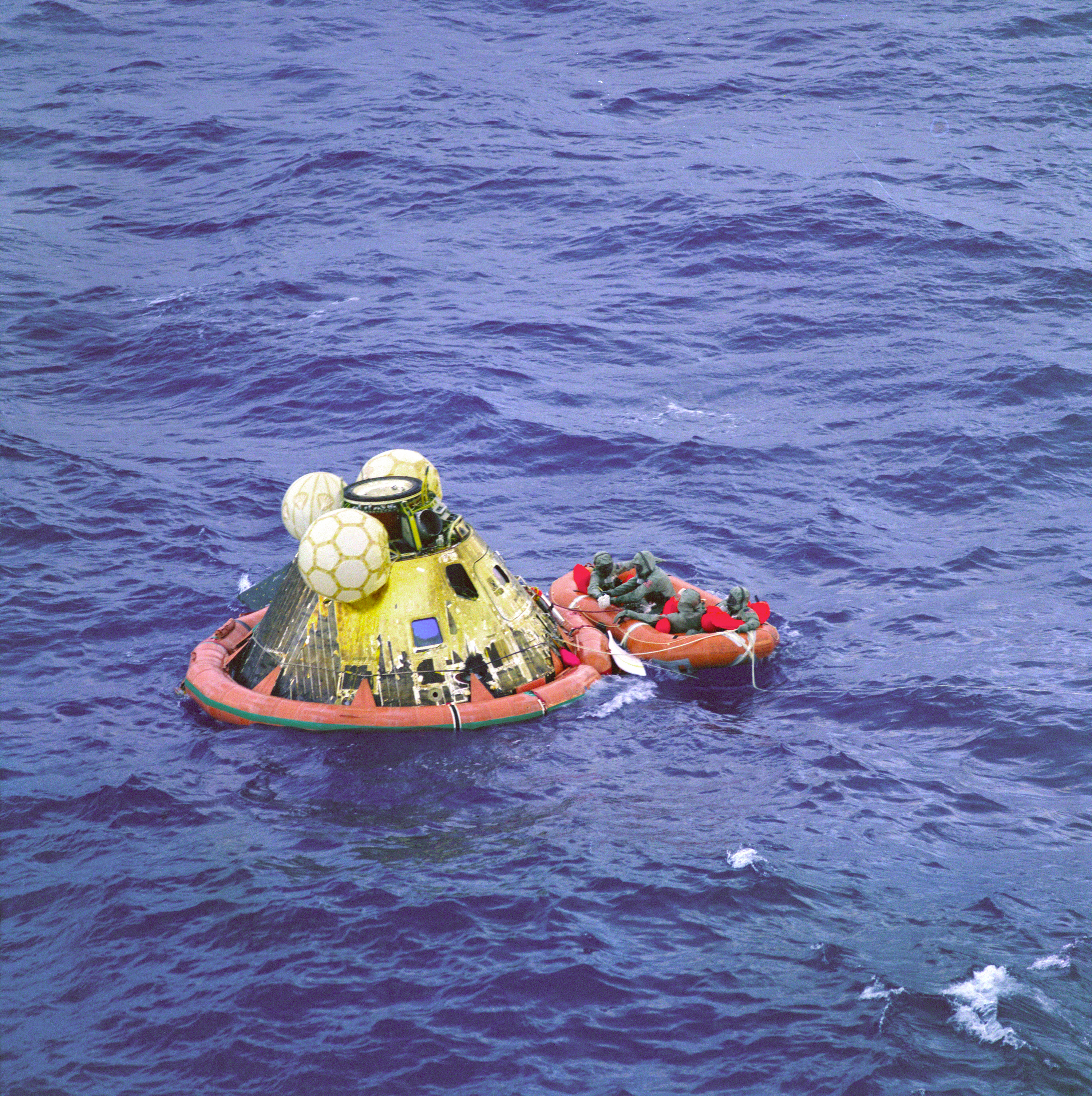
Veilig op aarde

### Na de eerste landing

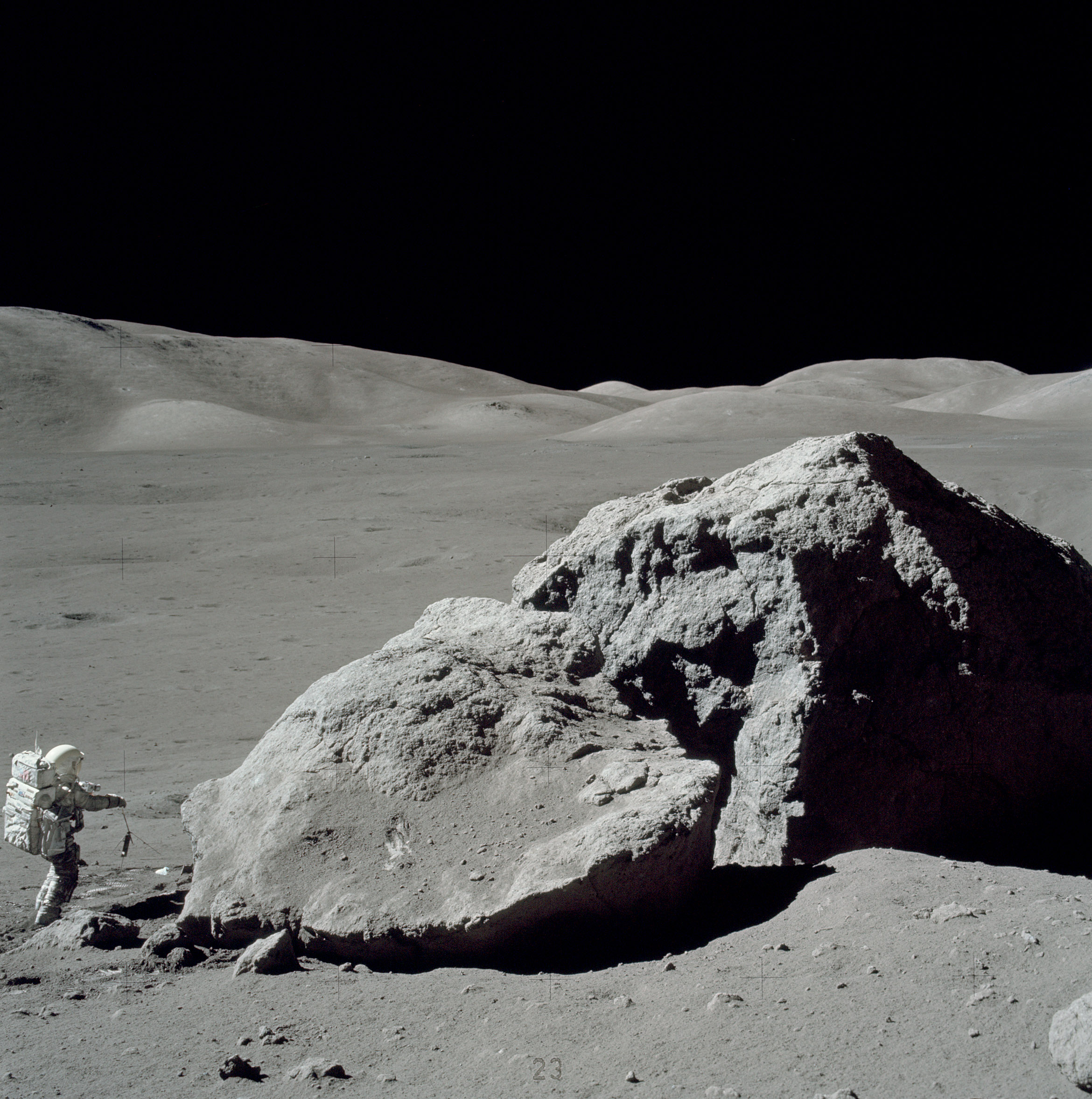
Apollo 17

Het peperdure project, dat vooral was opgezet om de Sovjet-Unie af te troeven, verloor nu snel publieke steun en het NASA-budget werd al spoedig sterk beperkt. De mens was door het maanstof gegaan en ongeschonden teruggekeerd, maar veel meer dan wat stenen viel er niet te halen. Collins beschreef de maan als een monotone berg rotsen die verbleekt bij de aarde, die hij omschreef als "een edelsteen met zijn groene valleien en nevelige watervallen".

### Tweede maanlanding, Apollo 12
Op 14 november 1969 werd Apollo 12 gelanceerd die op 18 november 1969 op de maan landde, 180 meter verwijderd van de op 20 april 1967 aangekomen sonde Surveyor III.

### In plaats van maanlanding, om de maan en terug, Apollo 13
Op de heenweg naar de maan van de Apollo 13, waarmee de derde maanlanding zou plaatsvinden, ontstond ernstige schade. Het vluchtplan kon echter worden gewijzigd in een baan achter de maan langs en vervolgens gelijk terug naar de aarde (free-return trajectory). Mede dankzij veel improvisatie van de drie astronauten en de vluchtleiding zijn de astronauten ongedeerd teruggekeerd op aarde.
Het bijna fataal aflopen van de missie onderstreepte vervolgens ondubbelzinnig de gevaren van het maanreizen. Een dodelijk ongeluk zou de aanvankelijke successen volledig overschaduwen en dit zou ook nog eens de hele bemande ruimtevaart op losse schroeven zetten.

### Nog vier maanlandingen, Apollo 14 t/m 17
Apollo 14 landde op 5 februari 1971 en Apollo 15 met de maanwagen Lunar Rover Vehicle landde op 30 juli 1971. Apollo 16 gelanceerd 16 april 1972 en Apollo 17 gelanceerd 11 december 1972 werden de laatste missies.

### Inkorting van het programma
Na de vlucht van de Apollo 17 zouden er geen andere volgen. De oorspronkelijk geplande vluchten van de Apollo 18, 19 en 20, waarvoor wel bemanningen en landingsplaatsen waren gekozen, werden door de NASA afgelast. In januari 1970 werd Apollo 20 geannuleerd. In september 1970 volgde het besluit de missies van de Apollo 18 en 19 eveneens te annuleren. Hierdoor kwamen middelen vrij ten behoeve van het ruimtestation-project Skylab. Deze afgelasting van de laatste drie geplande vluchten leverde Apollo 17-bemanningslid Eugene Cernan de benaming "de laatste mens op de maan" op.

### Na de maanvluchten
De Saturnus V werd voor het laatst gebruikt in 1973 om het Skylab-ruimtestation in een baan om de aarde te brengen. Het betrof hier overigens een tweetrapsuitvoering, de derde trap was vervangen door het Skylab. Het Apollo-ruimteschip en de Saturnus IB werden nog voor drie bemande Skylab-vluchten gebruikt en daarna nog één laatste maal in 1975. Een Apollo-capsule koppelde toen aan een Sovjet Sojoez-capsule tijdens het Apollo-Sojoez-Test-Project, ASTP.

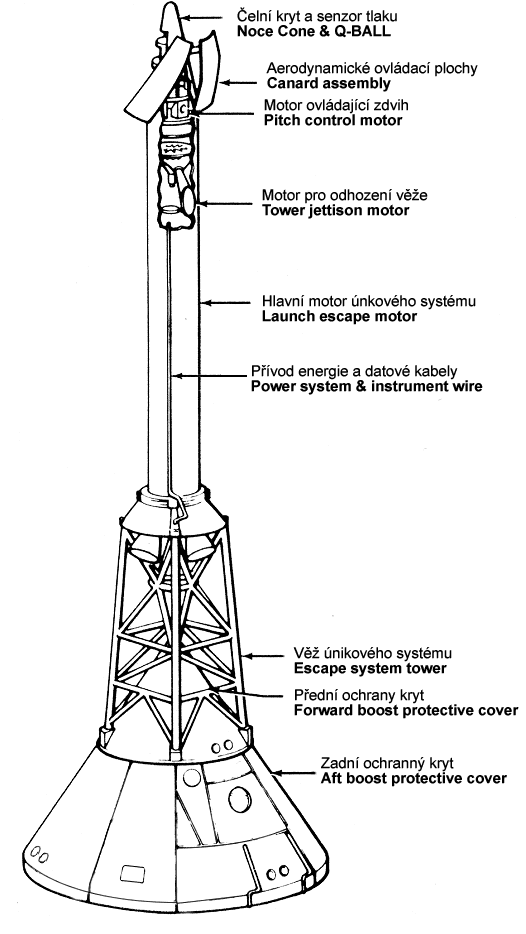
Noodsysteem
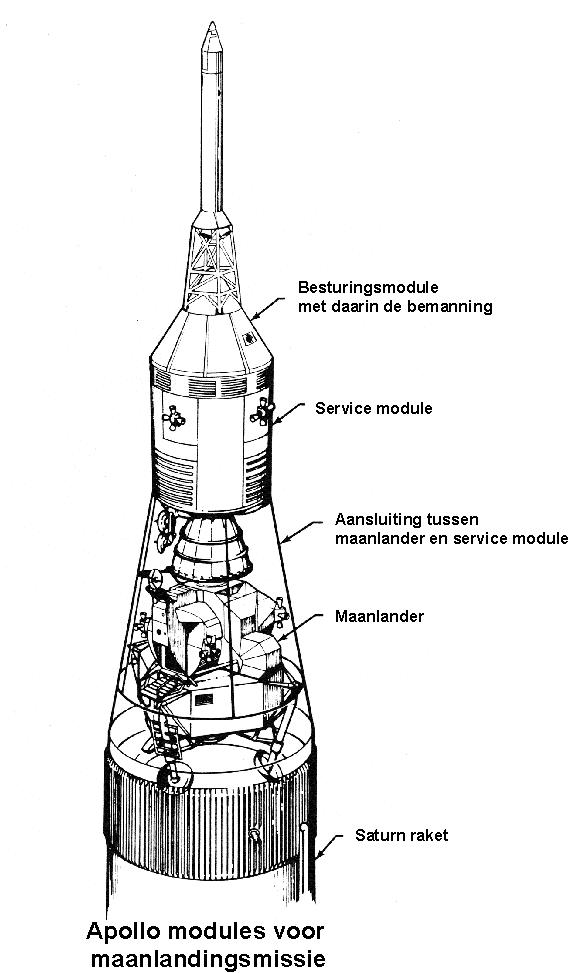
Neus
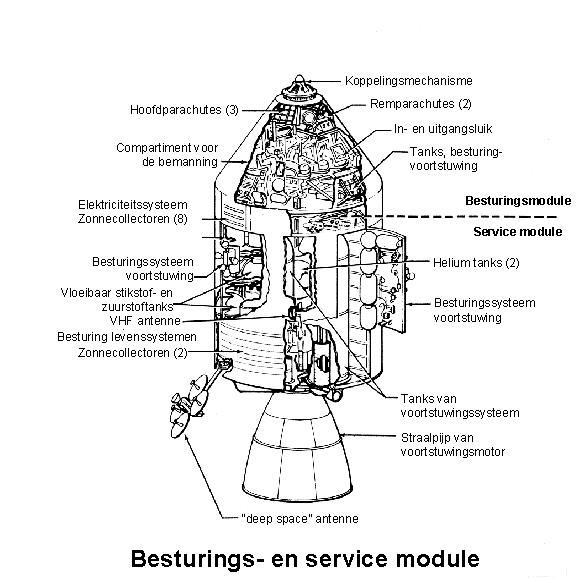
Capsule
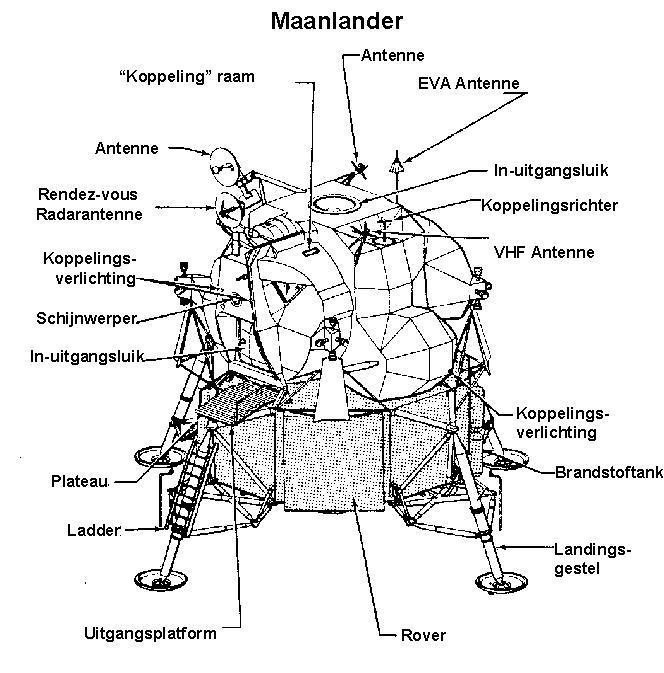
Maanlander
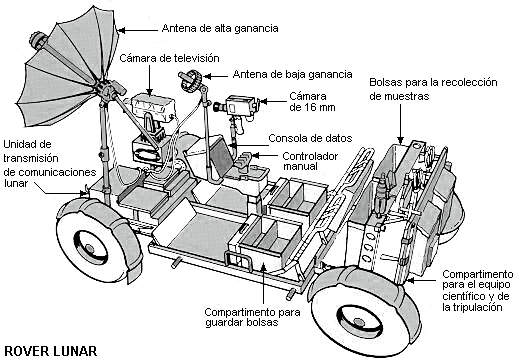
Maanrover
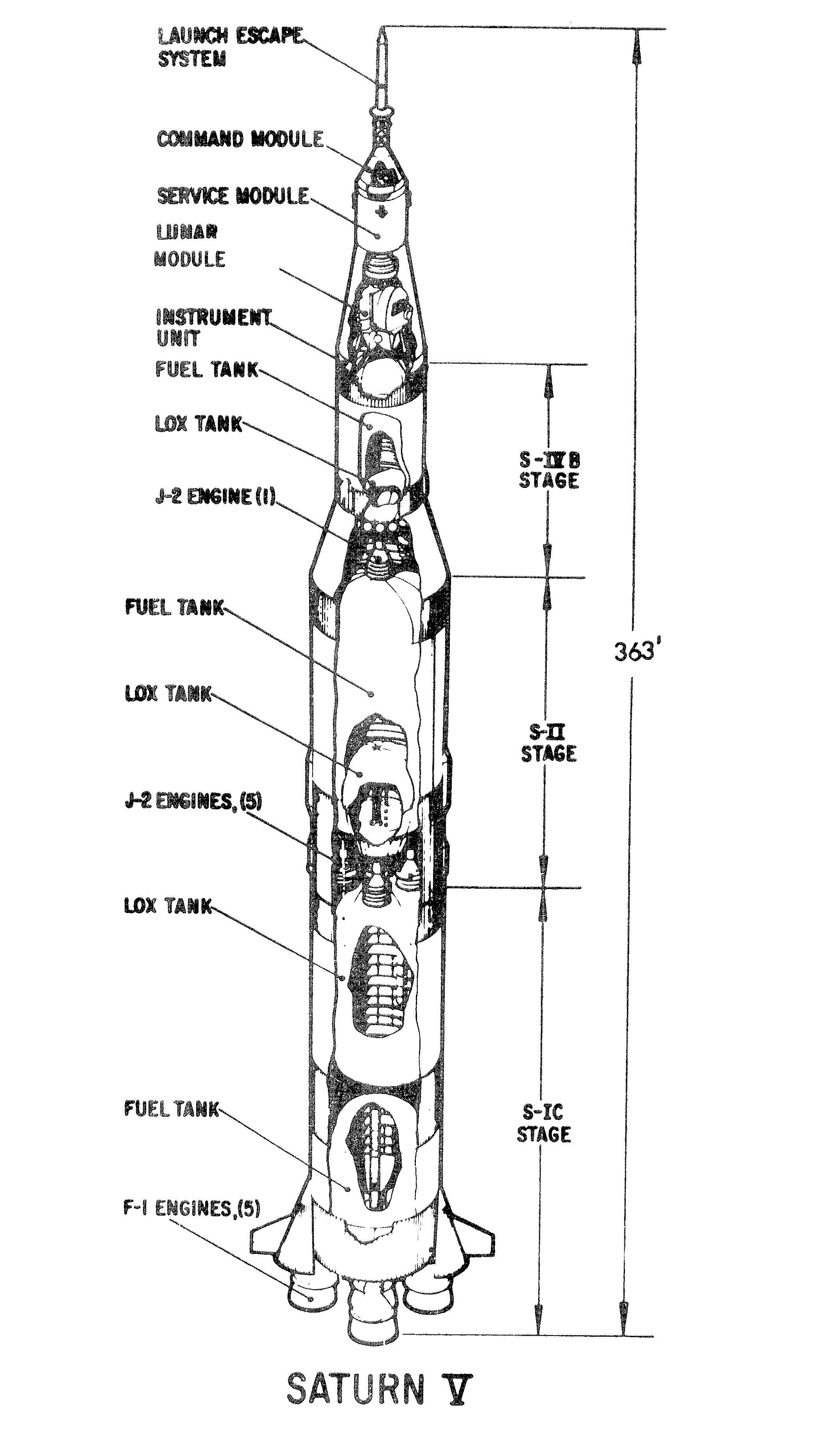
Saturnus V
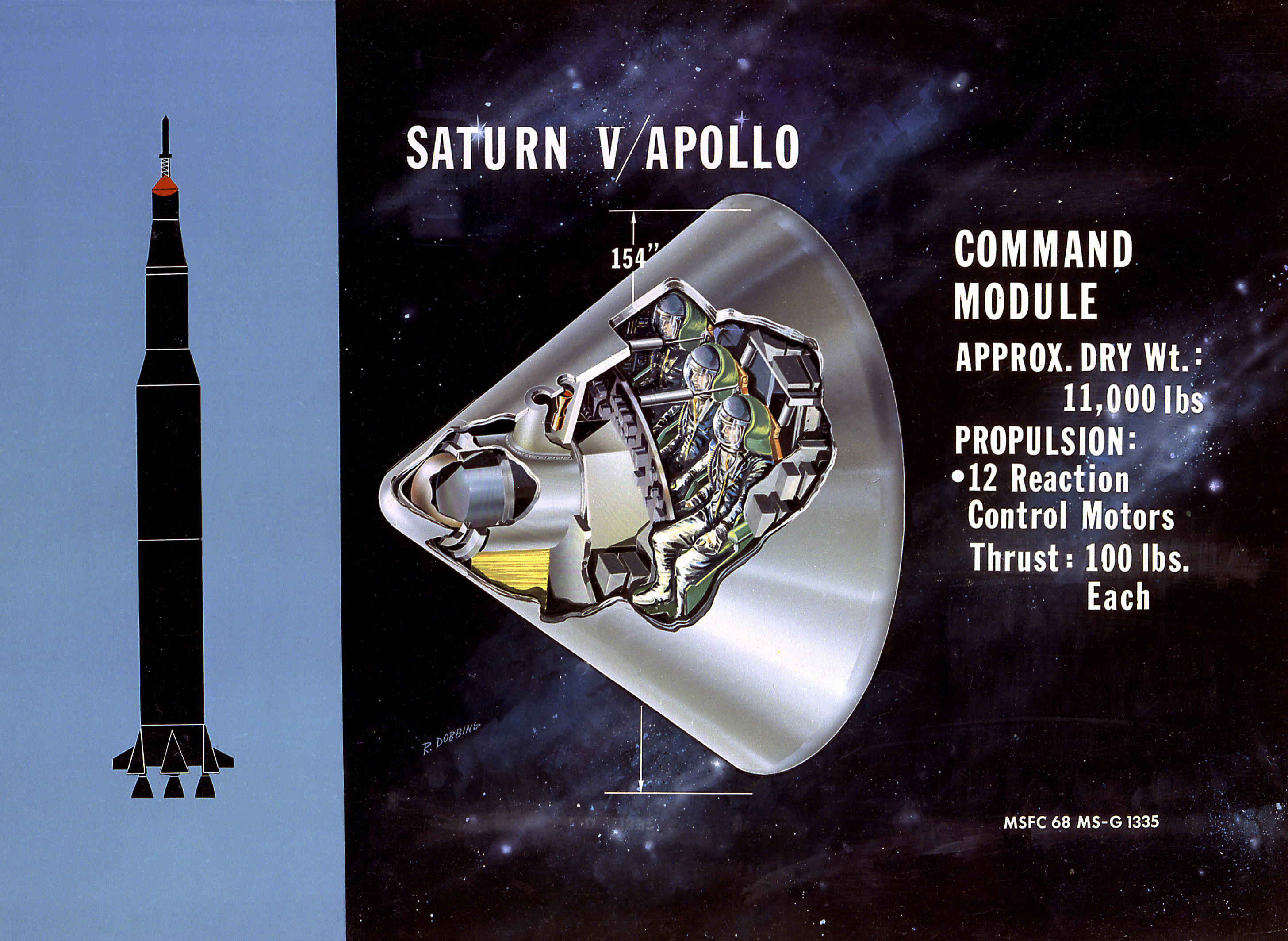
Commando module
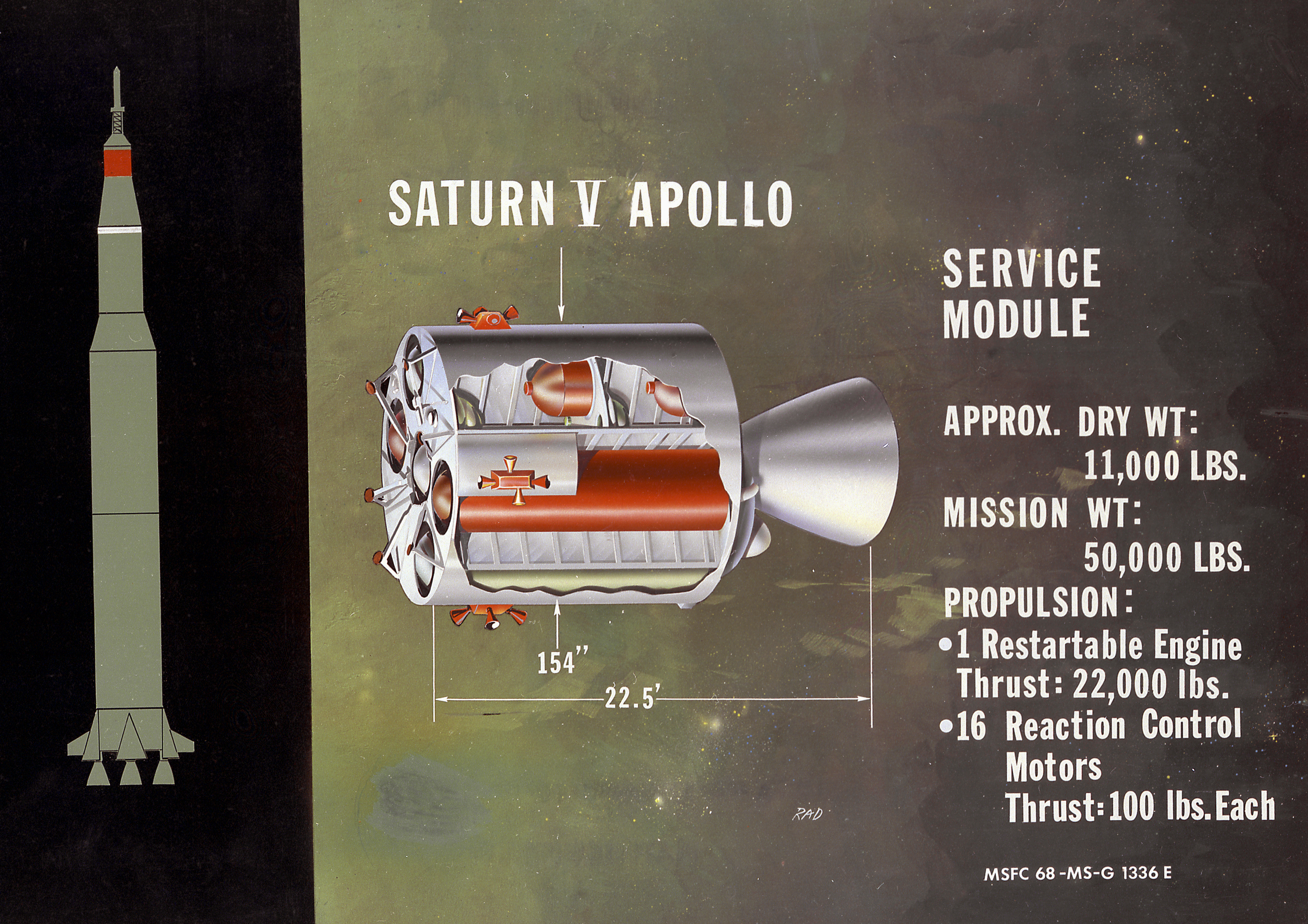
Service module
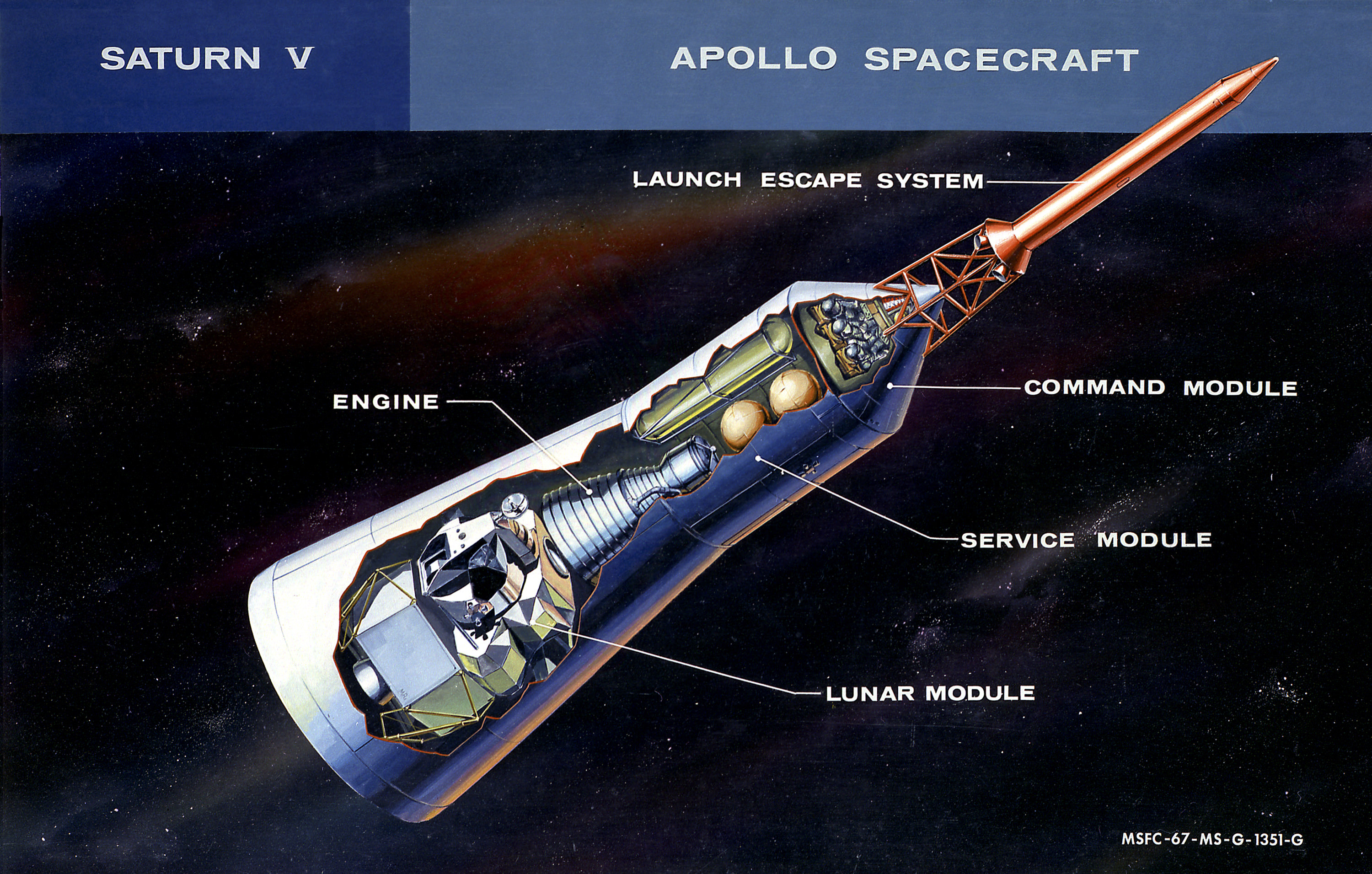
Commando-, Service, Maanmodule
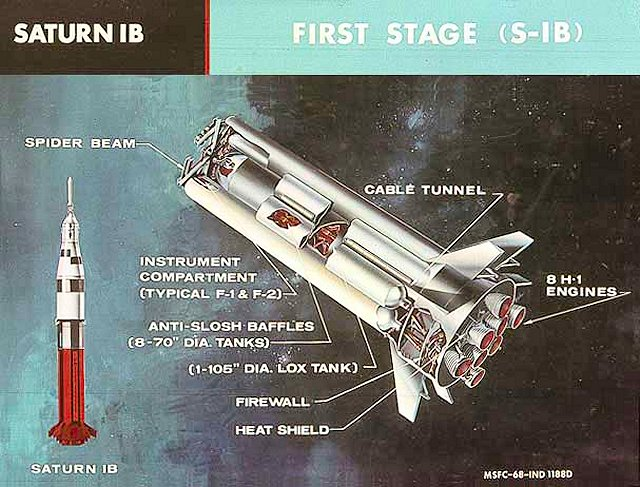
eerste trap
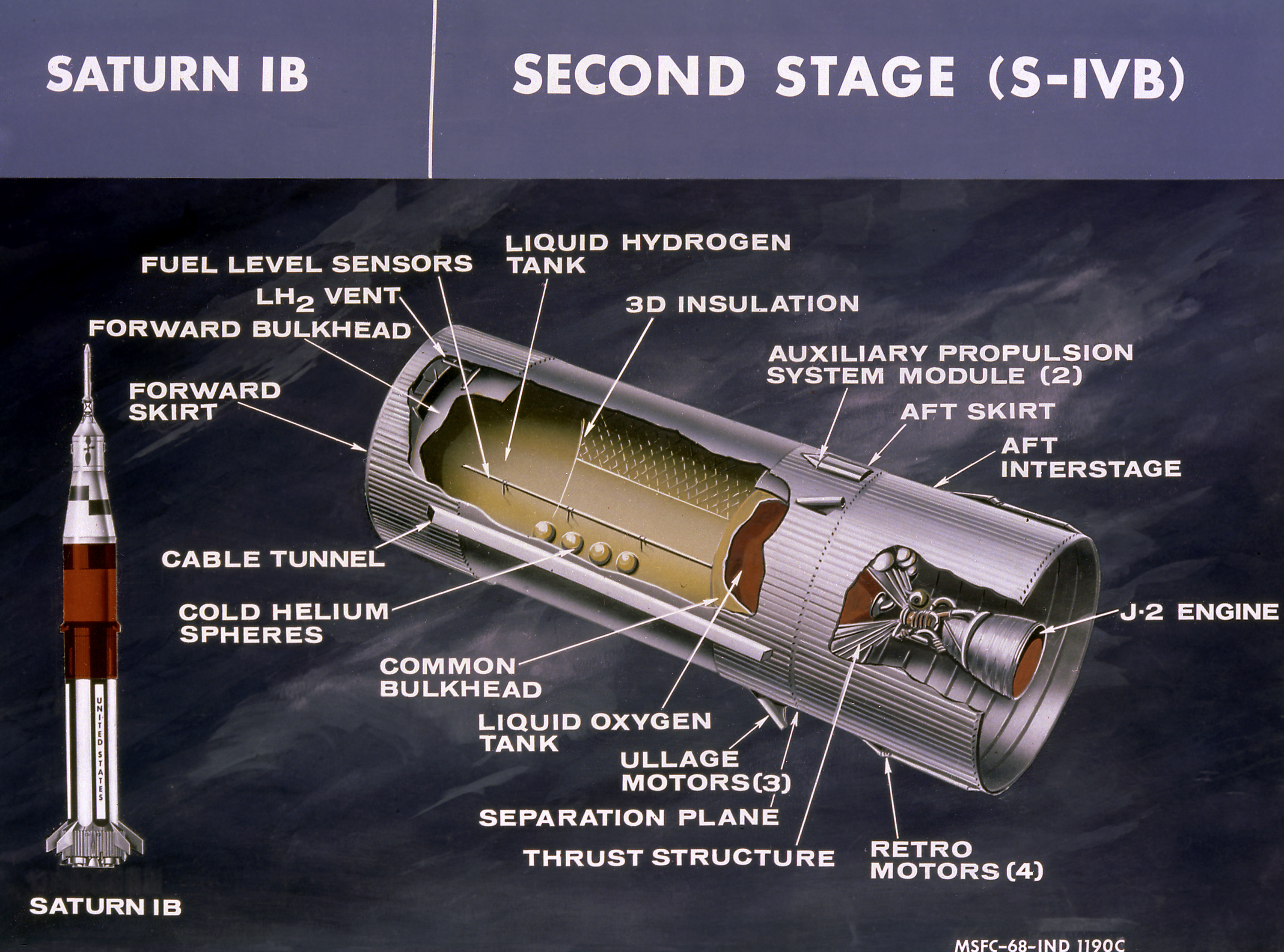
tweede trap
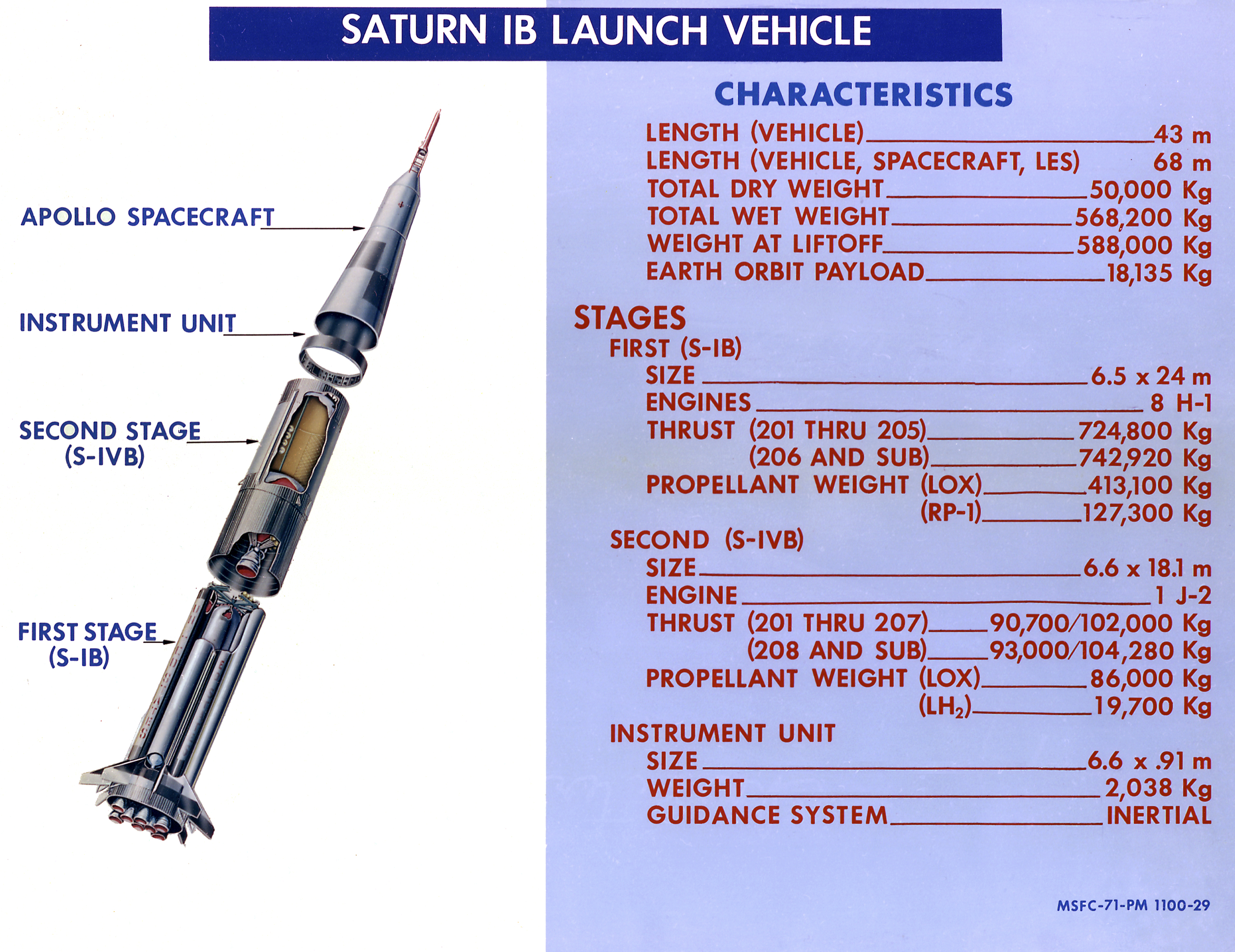
Kenmerken

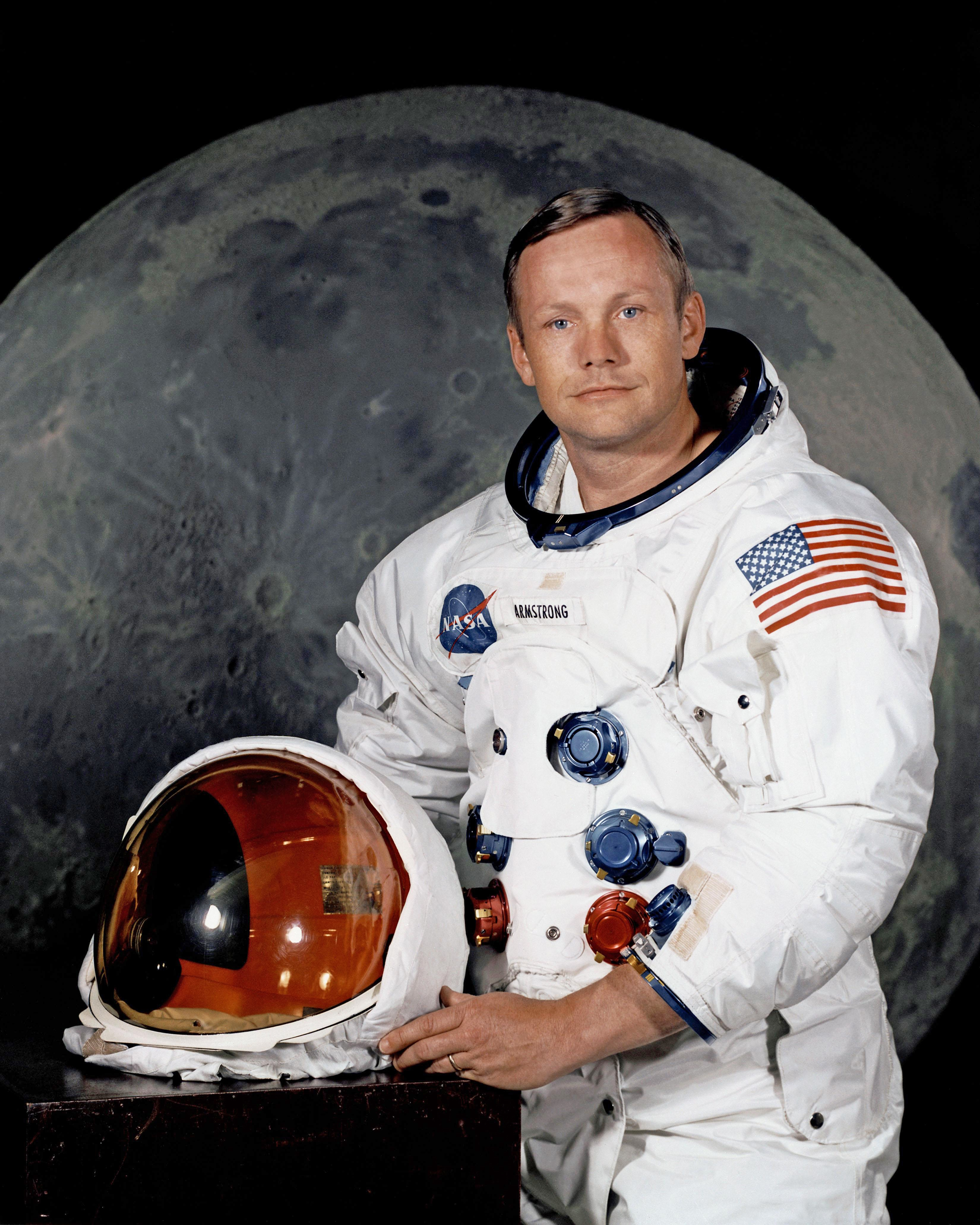
Neil Armstrong - Apollo 11 - juli 1969
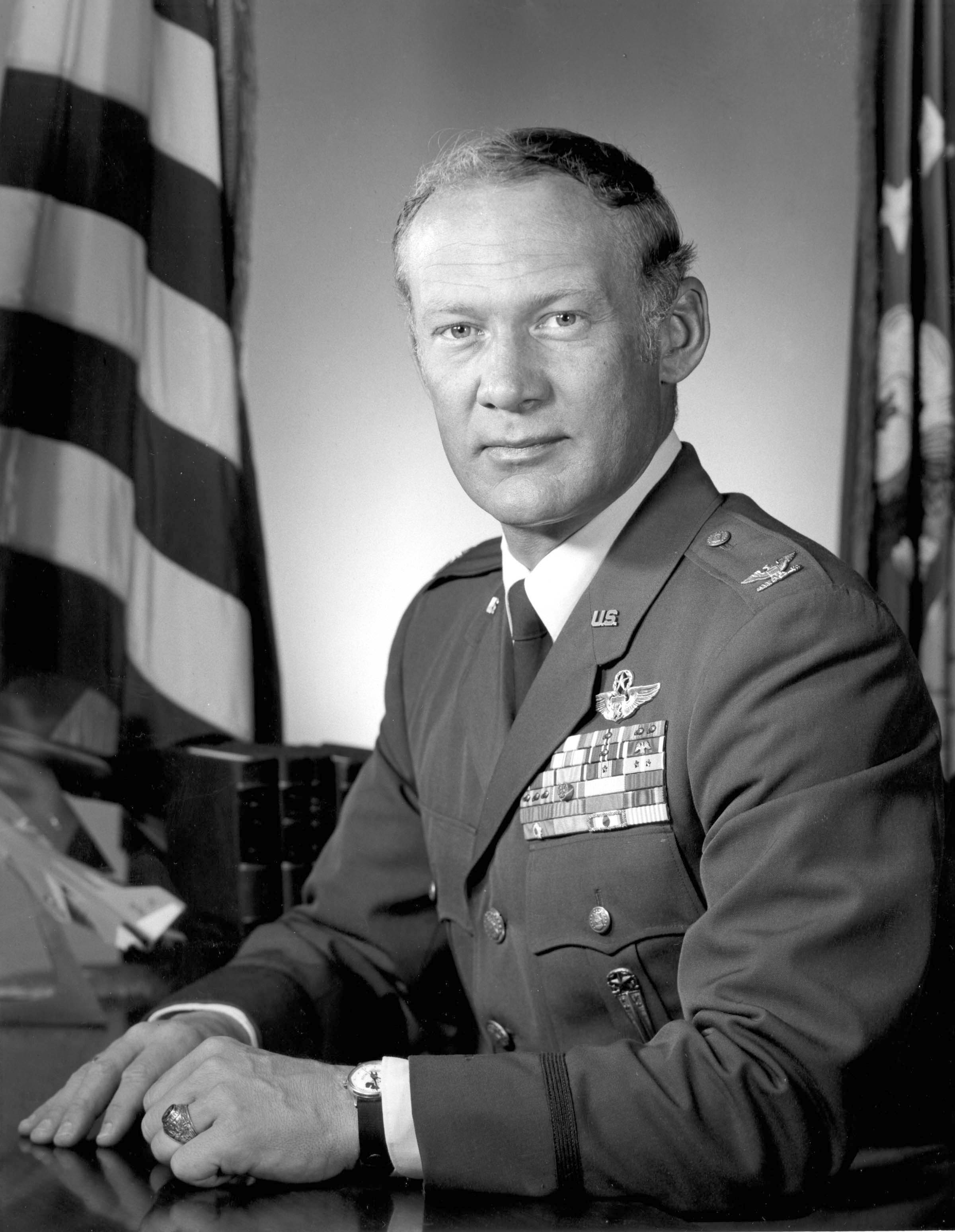
Buzz Aldrin - Apollo 11 - juli 1969
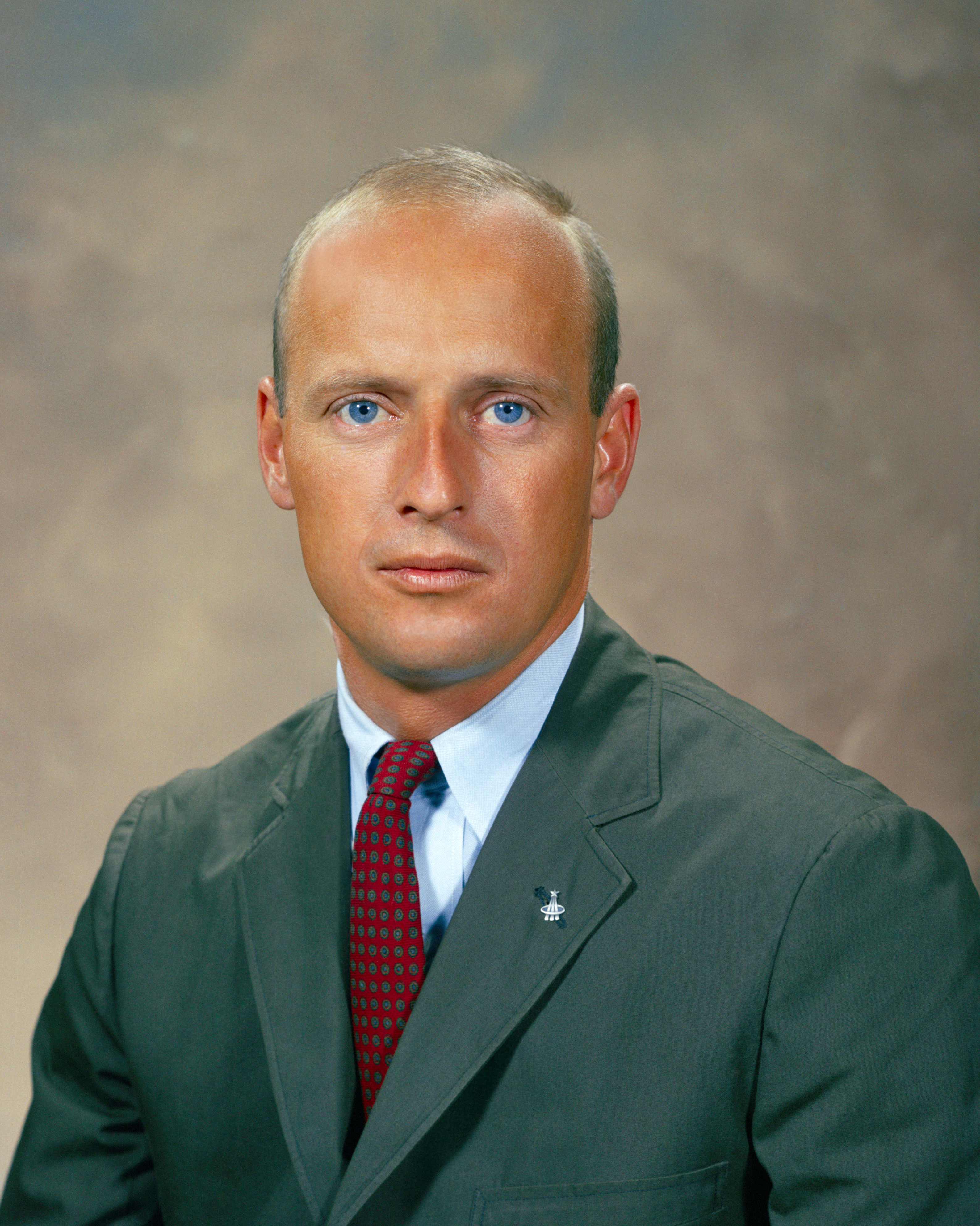
Charles Conrad - Apollo 12 - november 1969
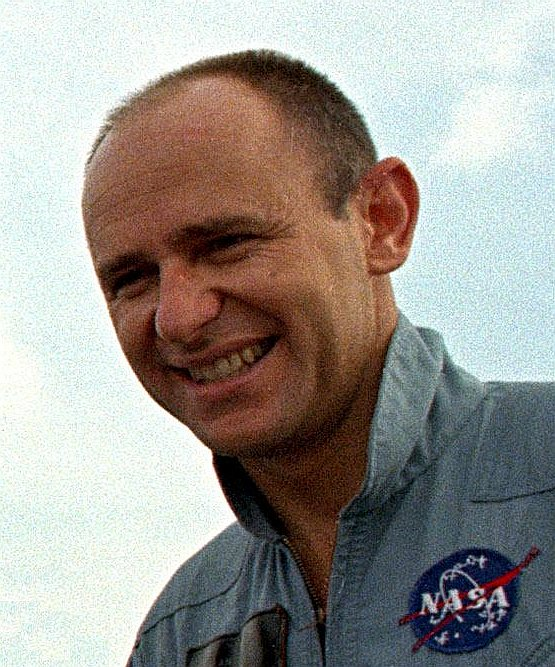
Alan Bean - Apollo 12 - november 1969
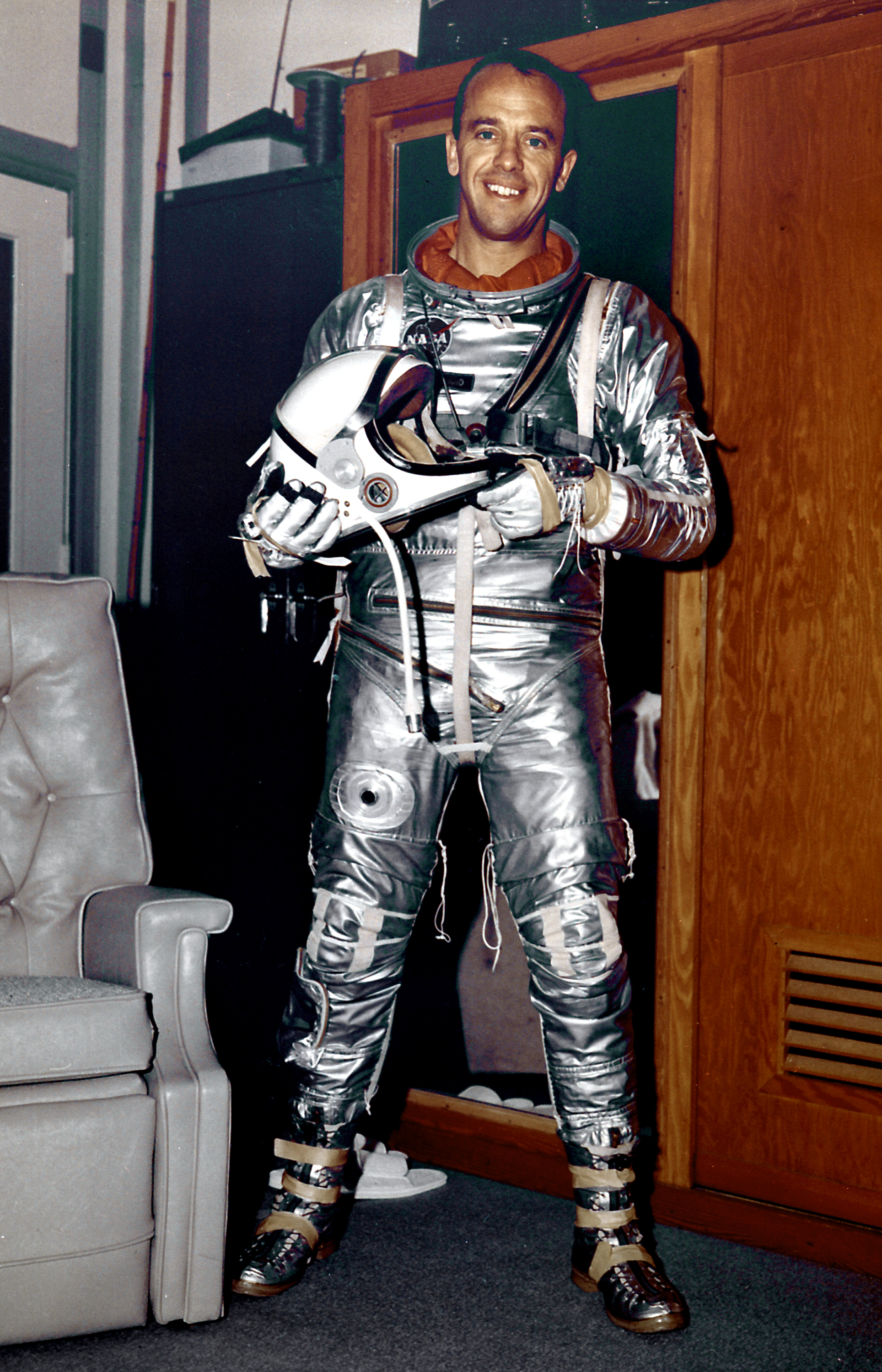
Alan Shepard - Apollo 14 - februari 1971
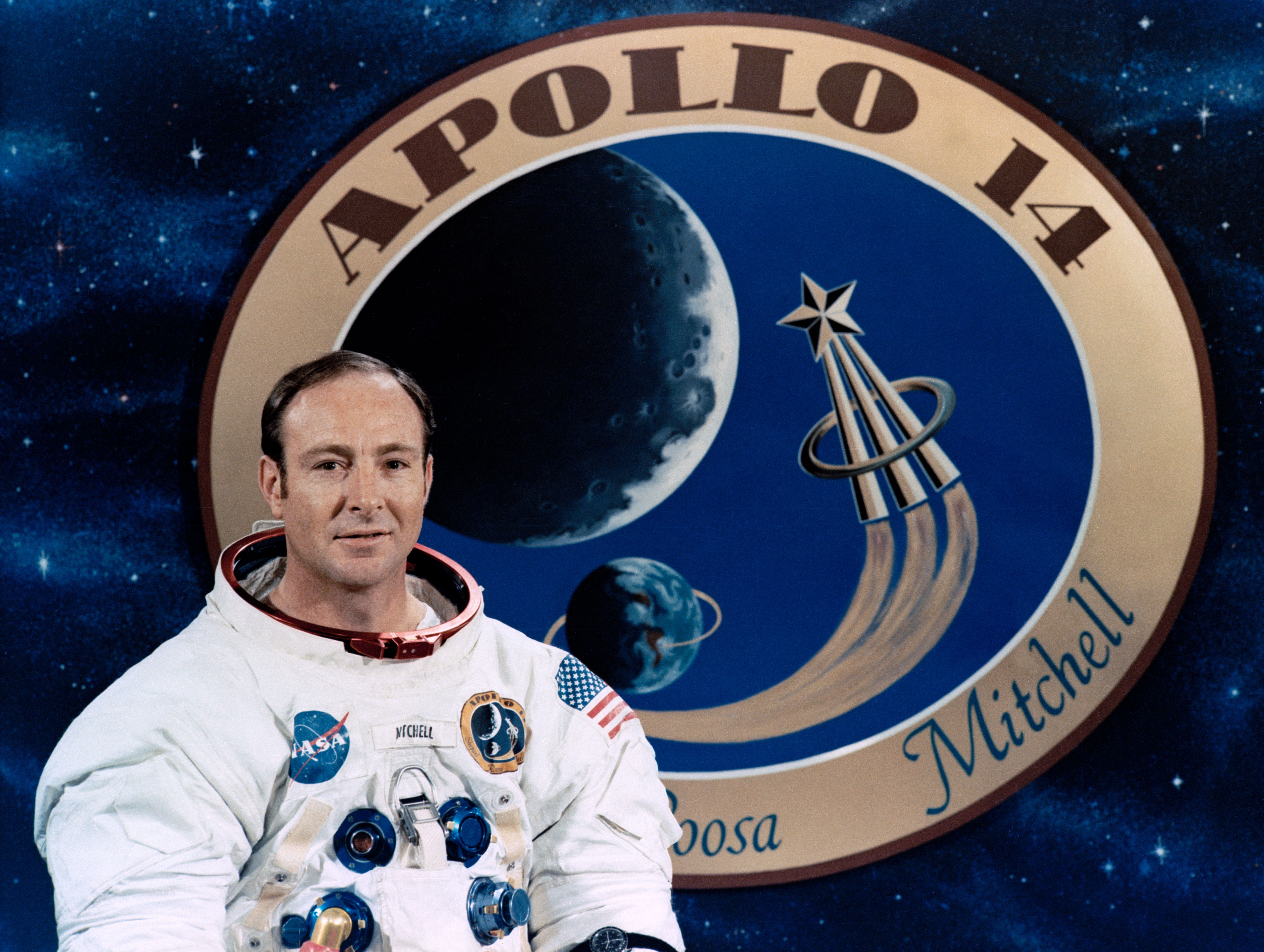
Edgar Mitchell - Apollo 14 - februari 1971
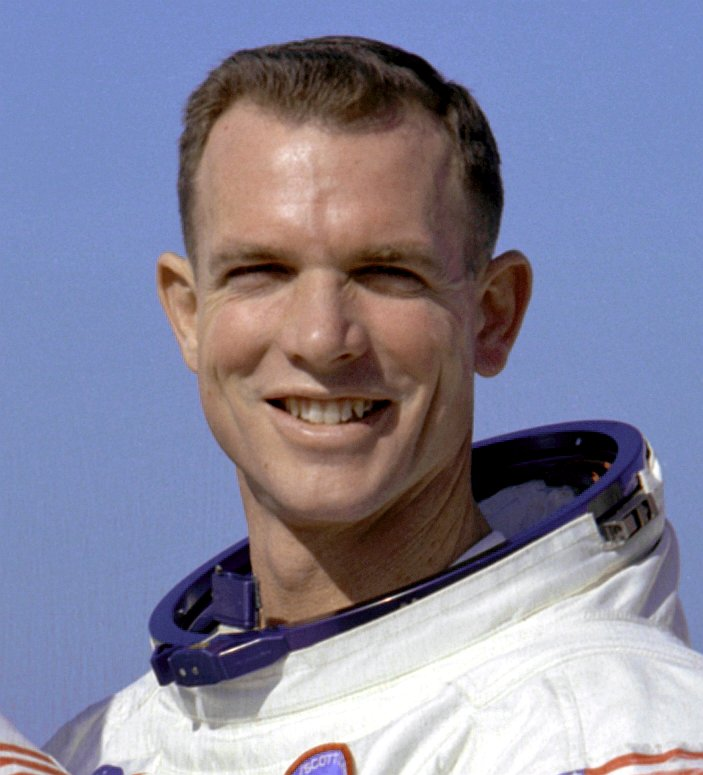
David Scott - Apollo 15 - juli 1971
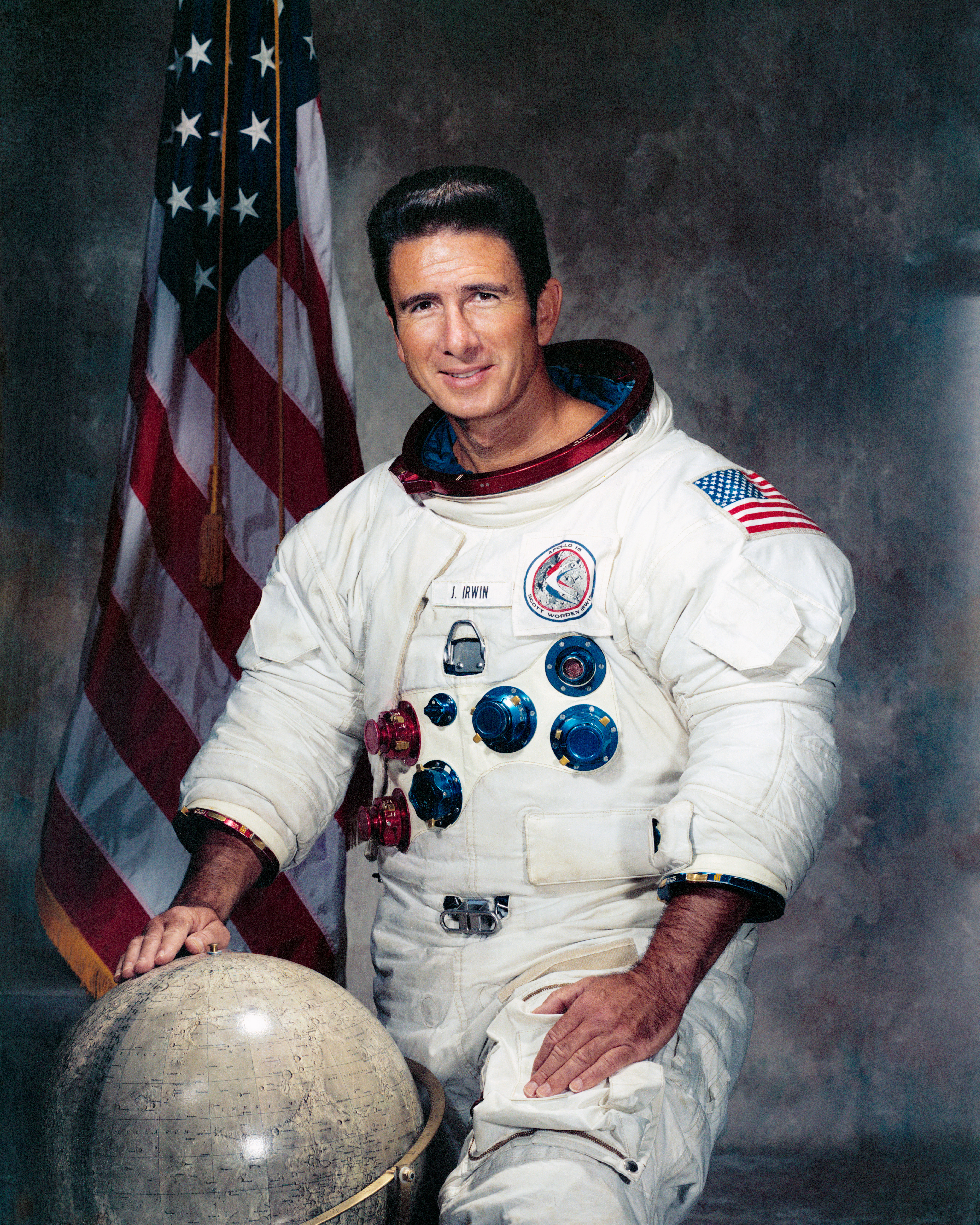
James Irwin - Apollo 15 - juli 1971
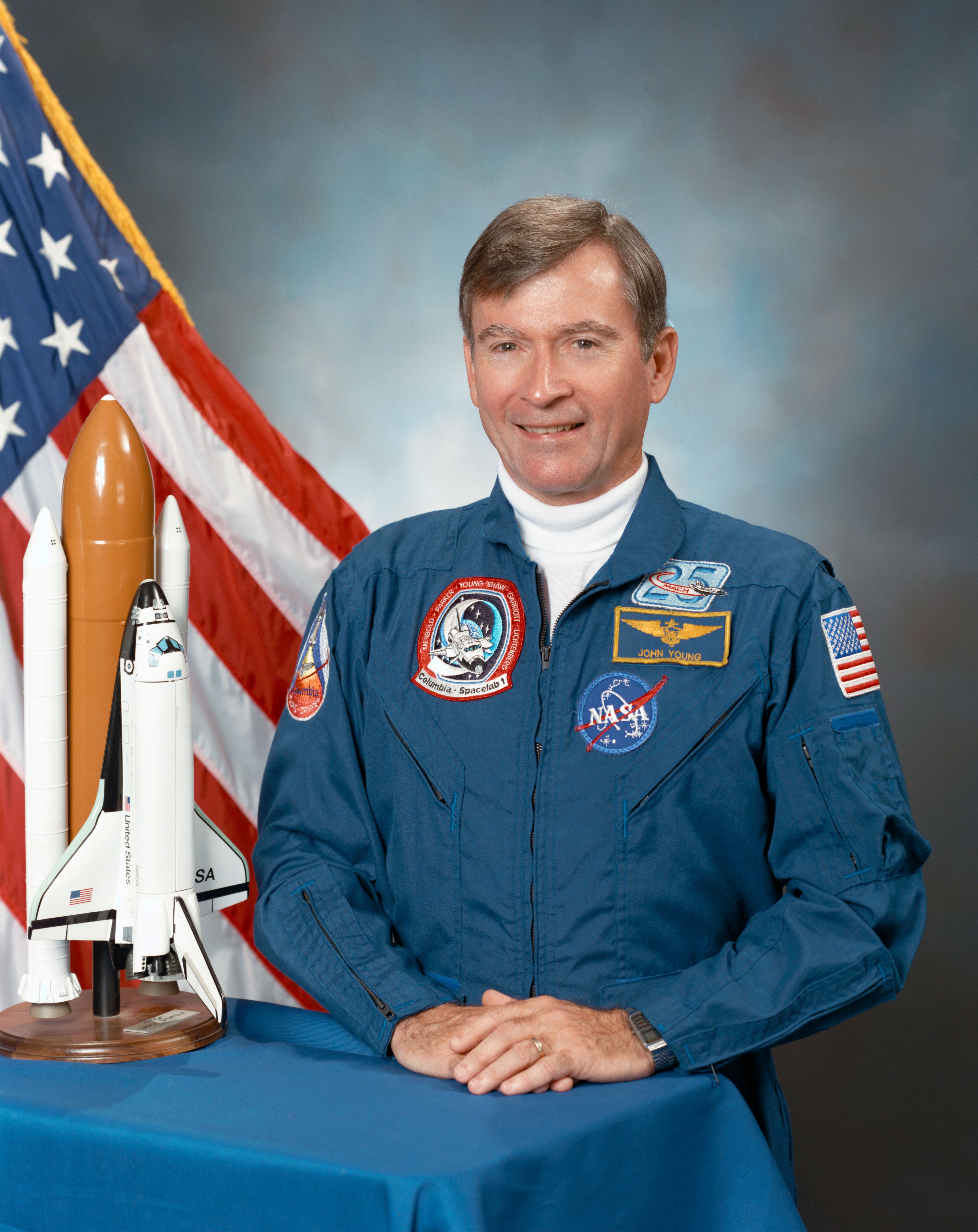
John Young - Apollo 16 - april 1972
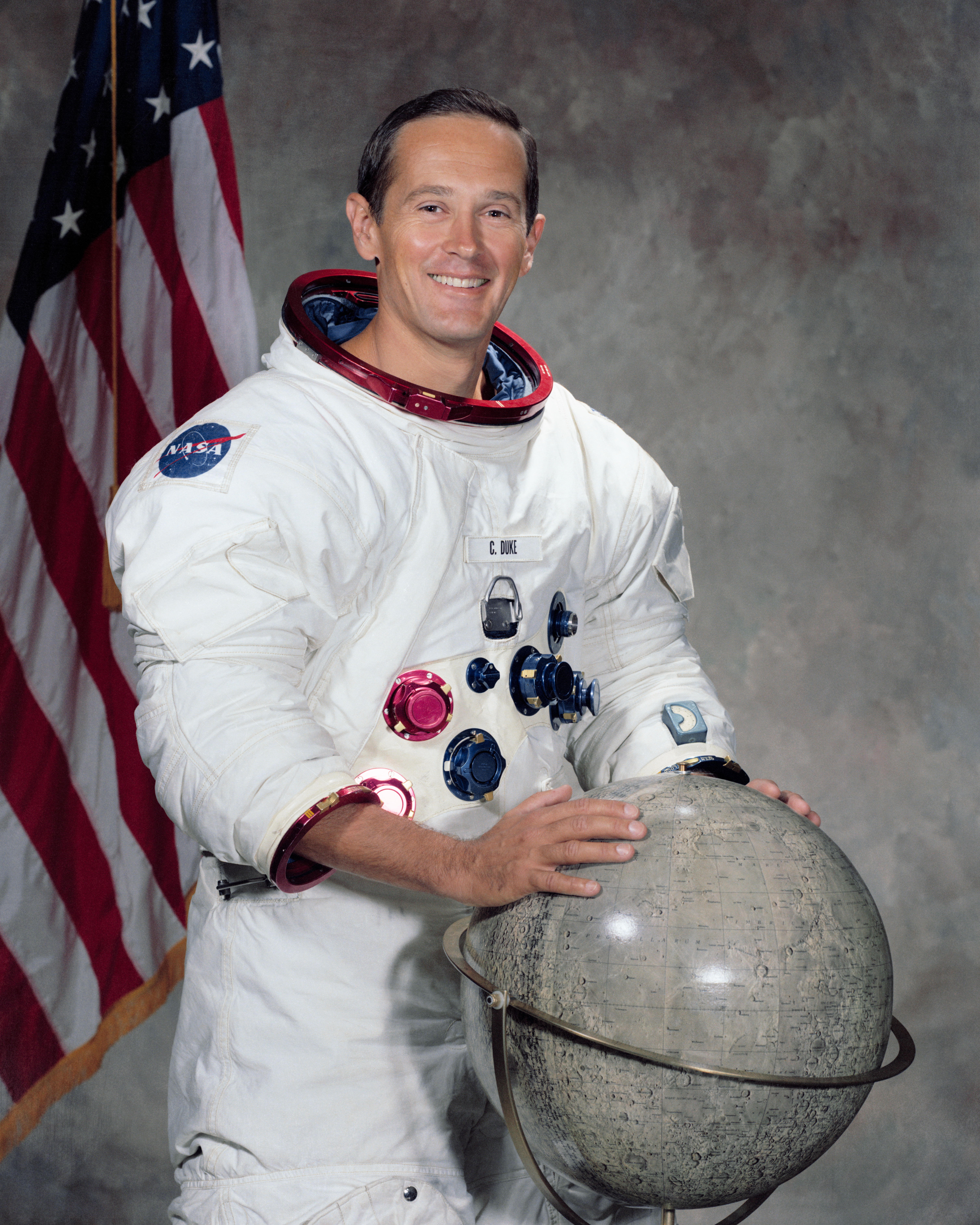
Charles Duke - Apollo 16 - april 1972
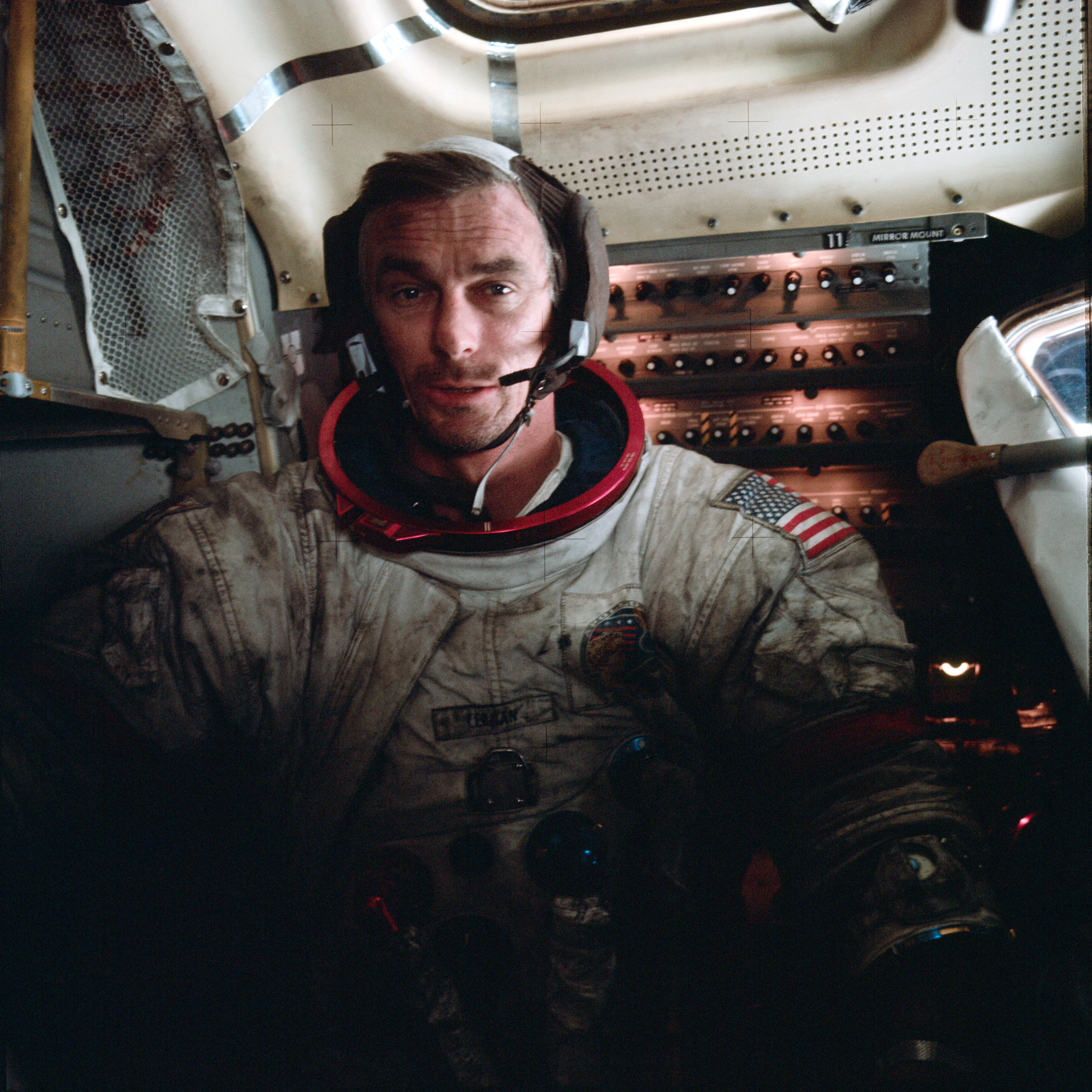
Eugene Cernan - Apollo 17 - december 1972
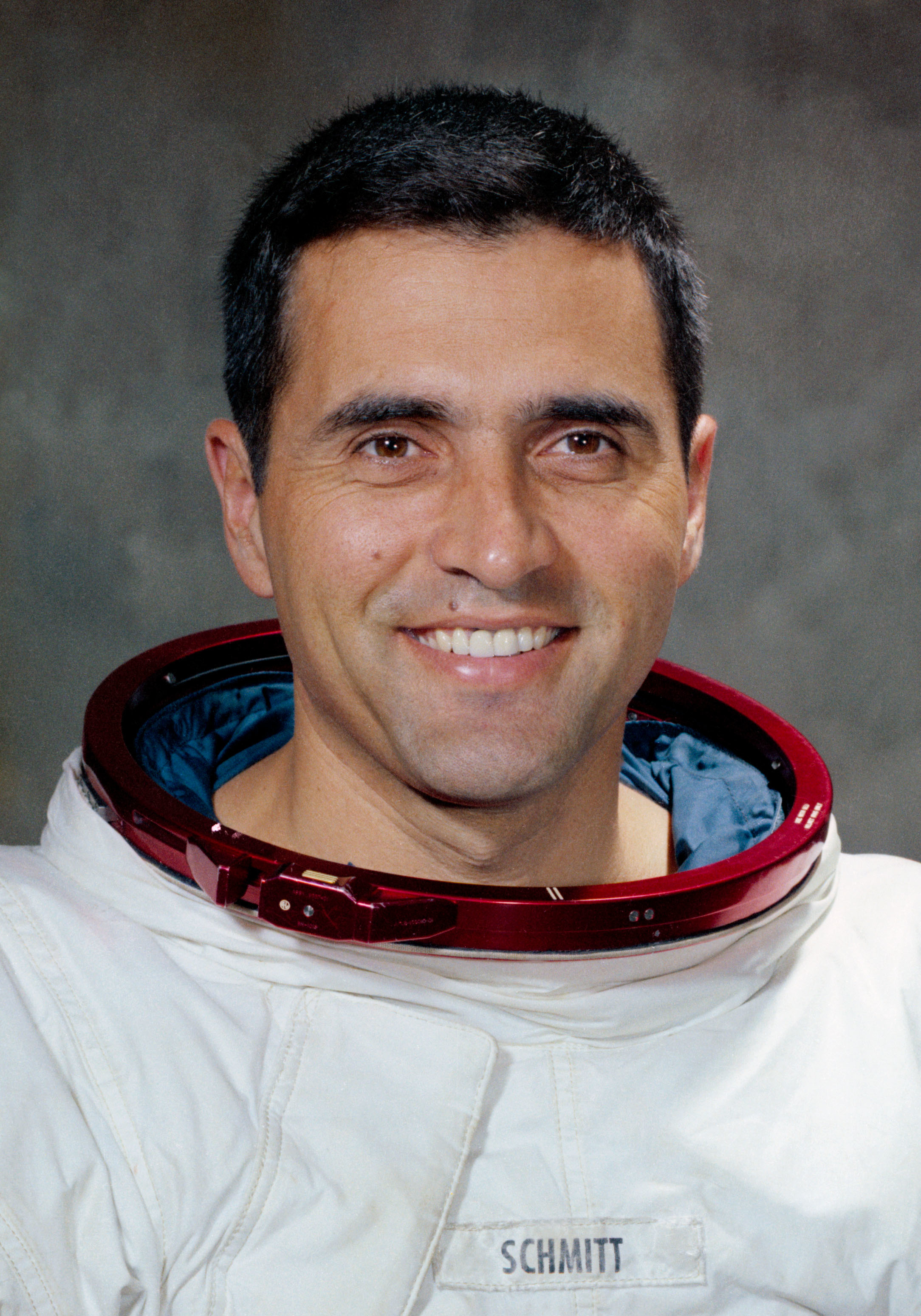
Harrison Schmitt - Apollo 17 - december 1972

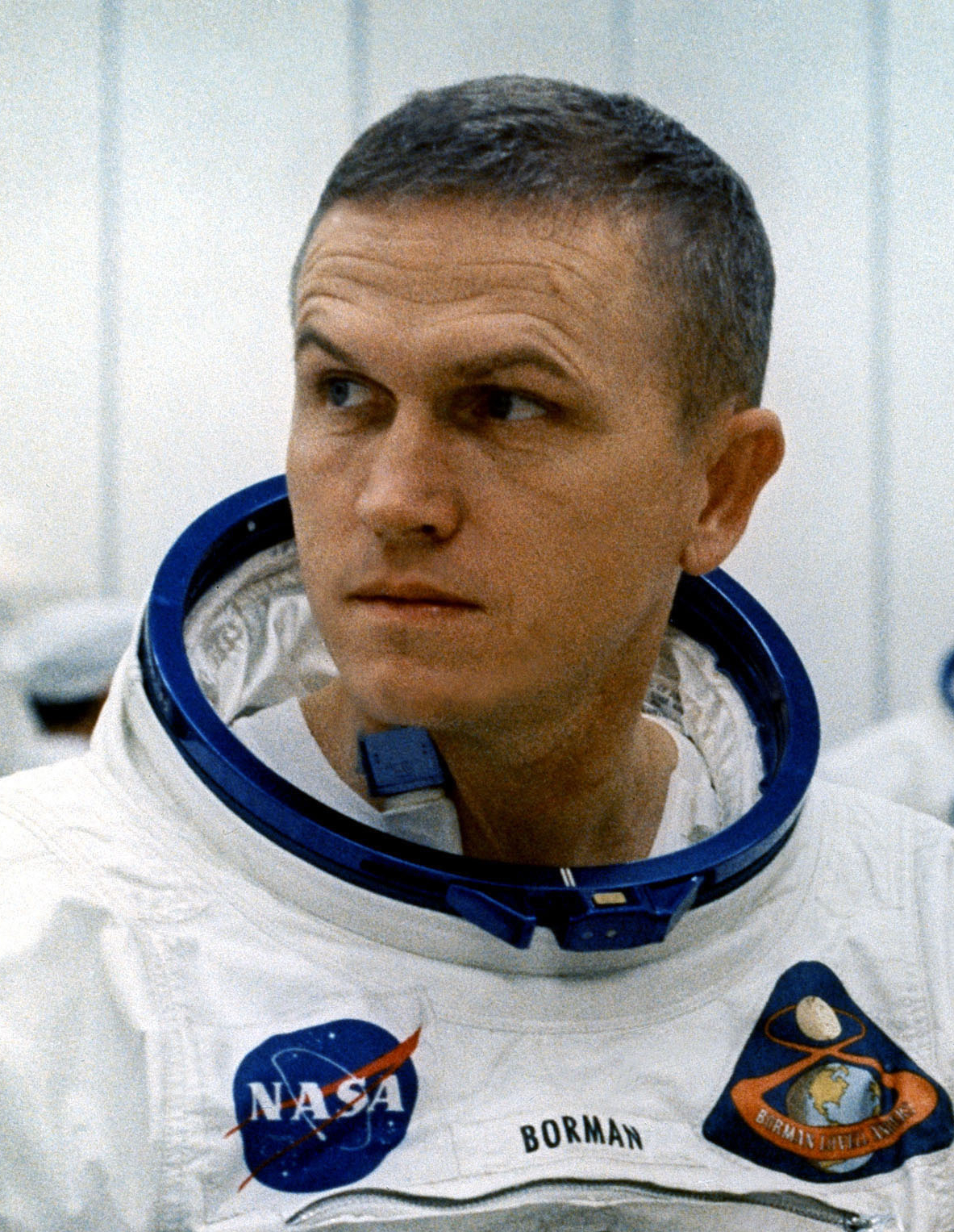
Frank Borman - Apollo 8
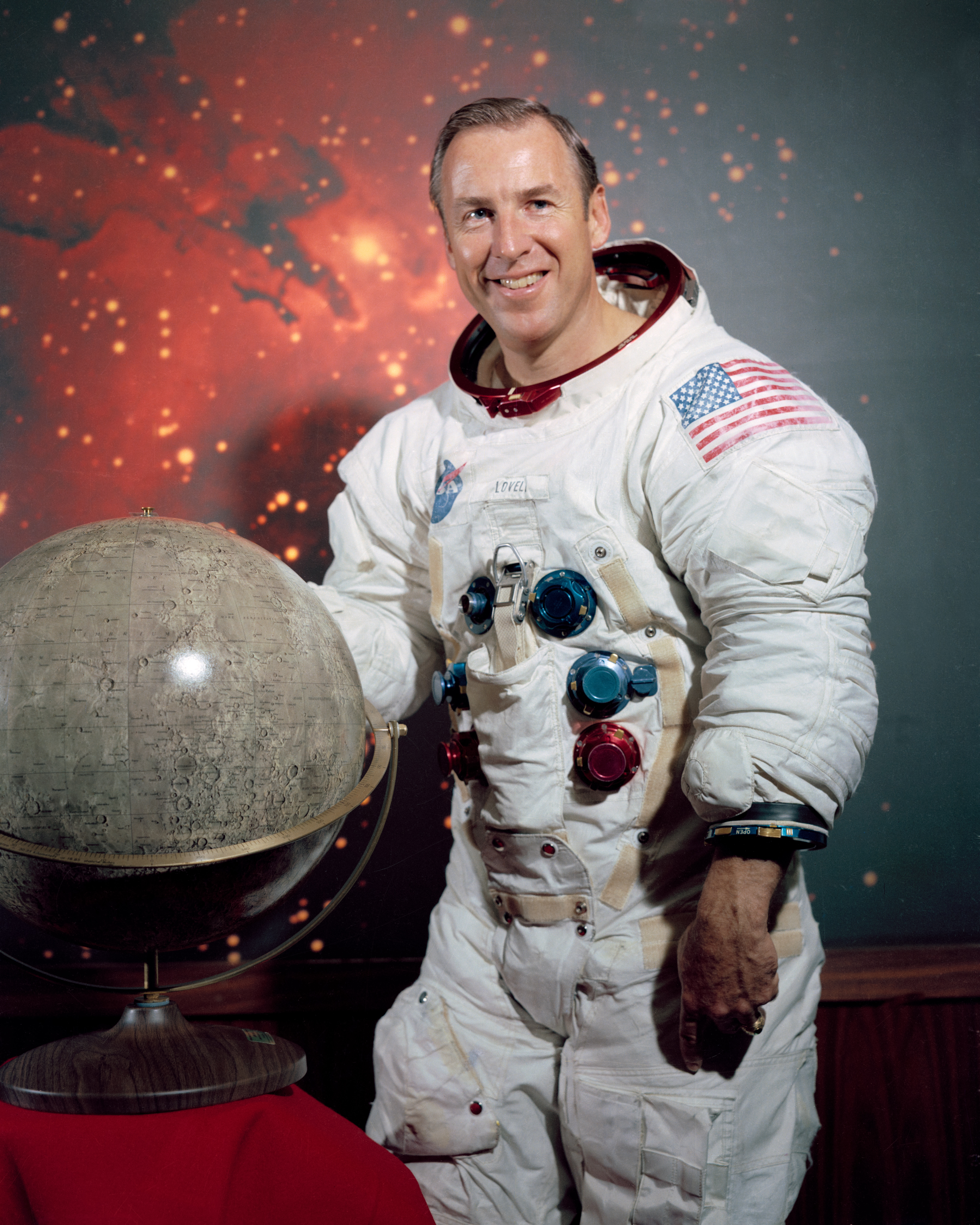
Jim Lovell - Apollo 8, Apollo 13
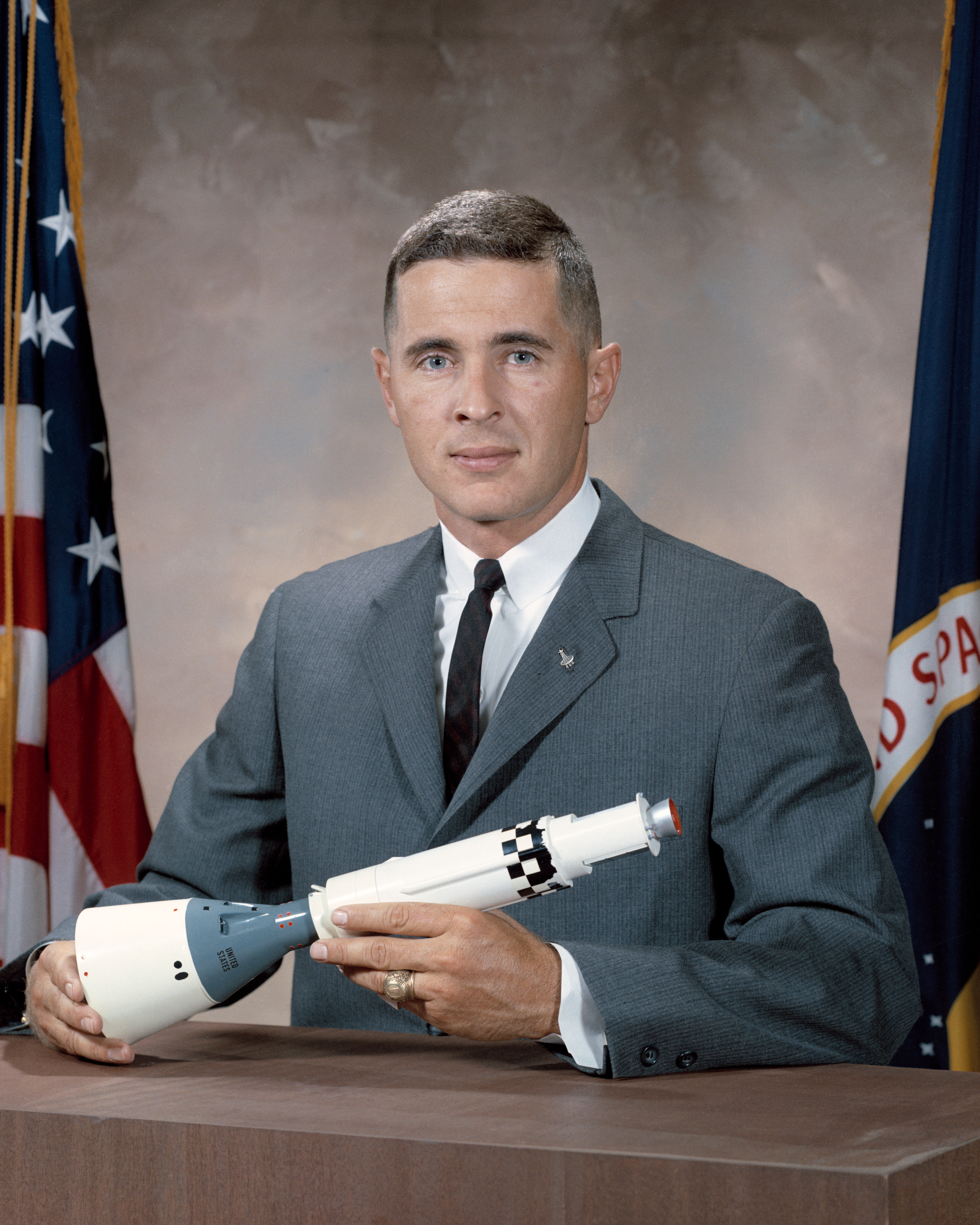
Bill Anders - Apollo 8
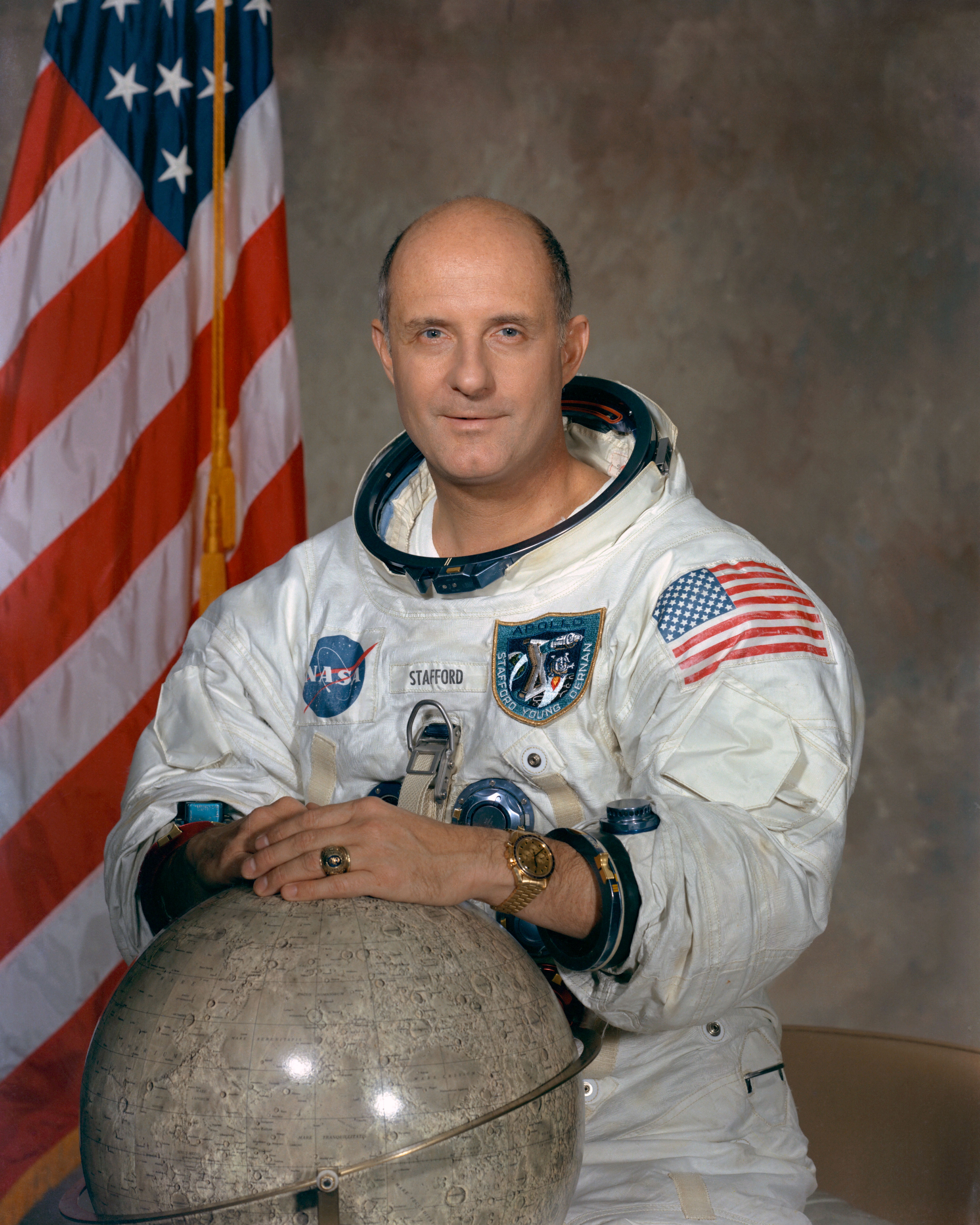
Tom Stafford - Apollo 10
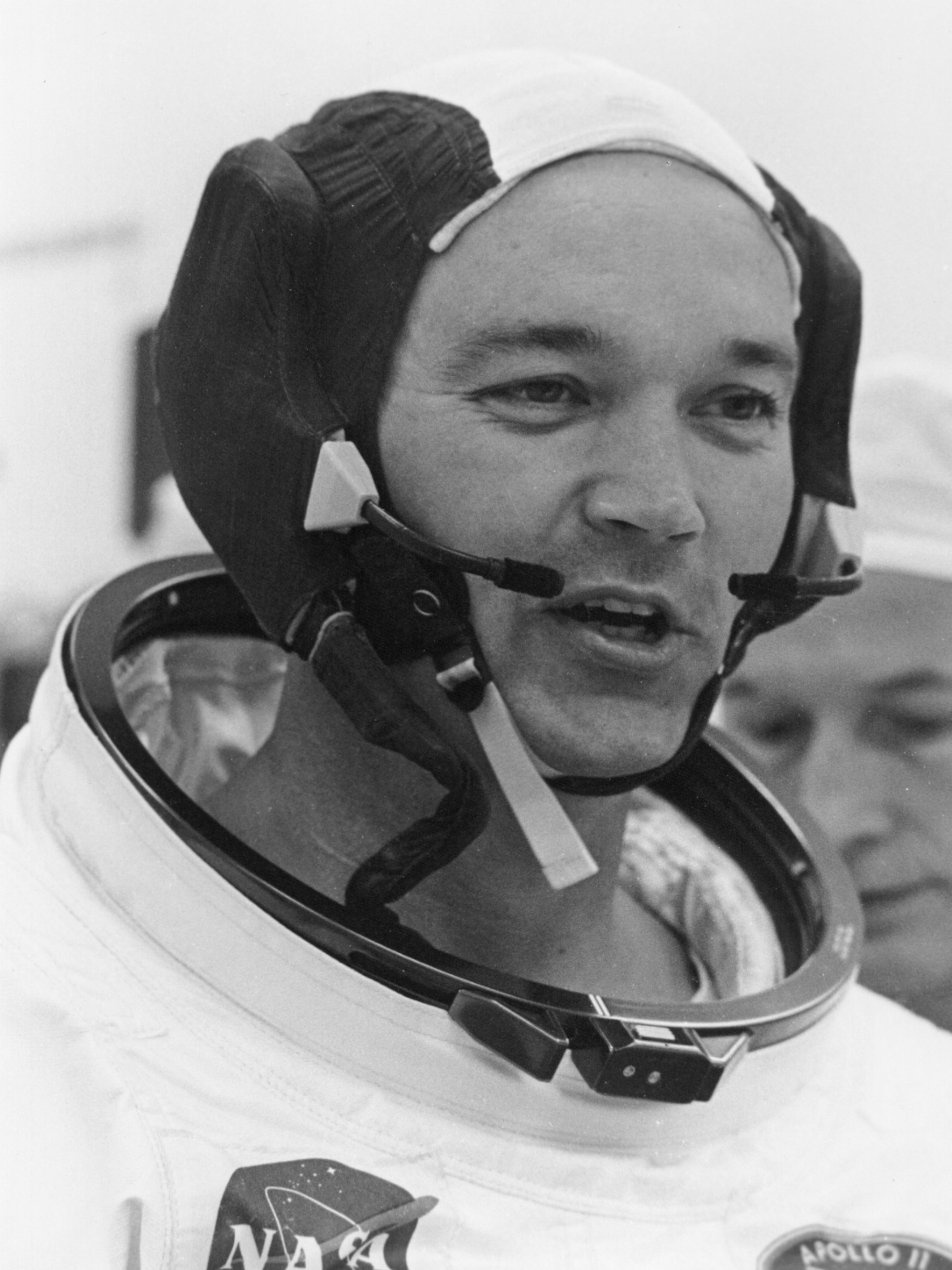
Michael Collins - Apollo 11
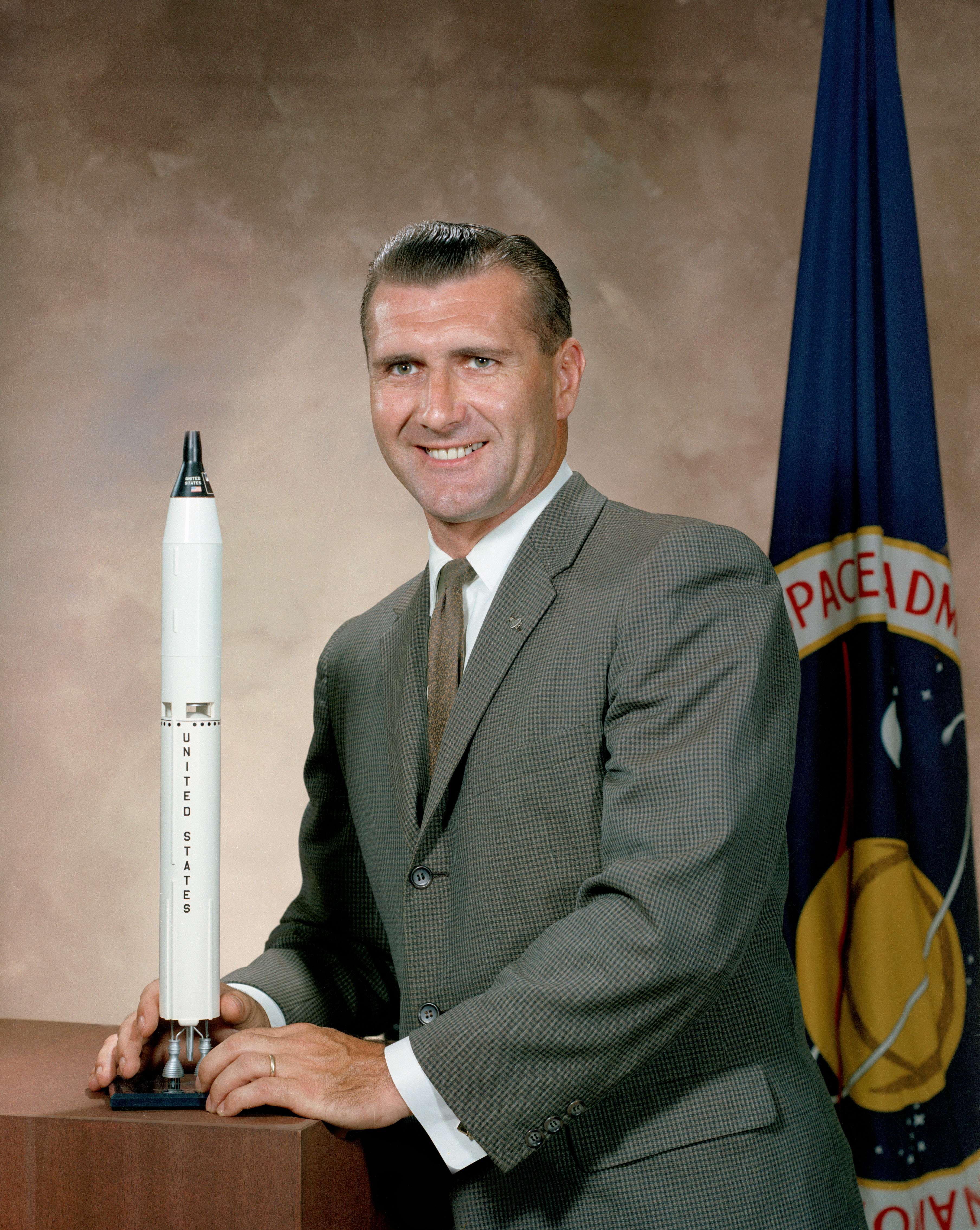
Richard Gordon - Apollo 12
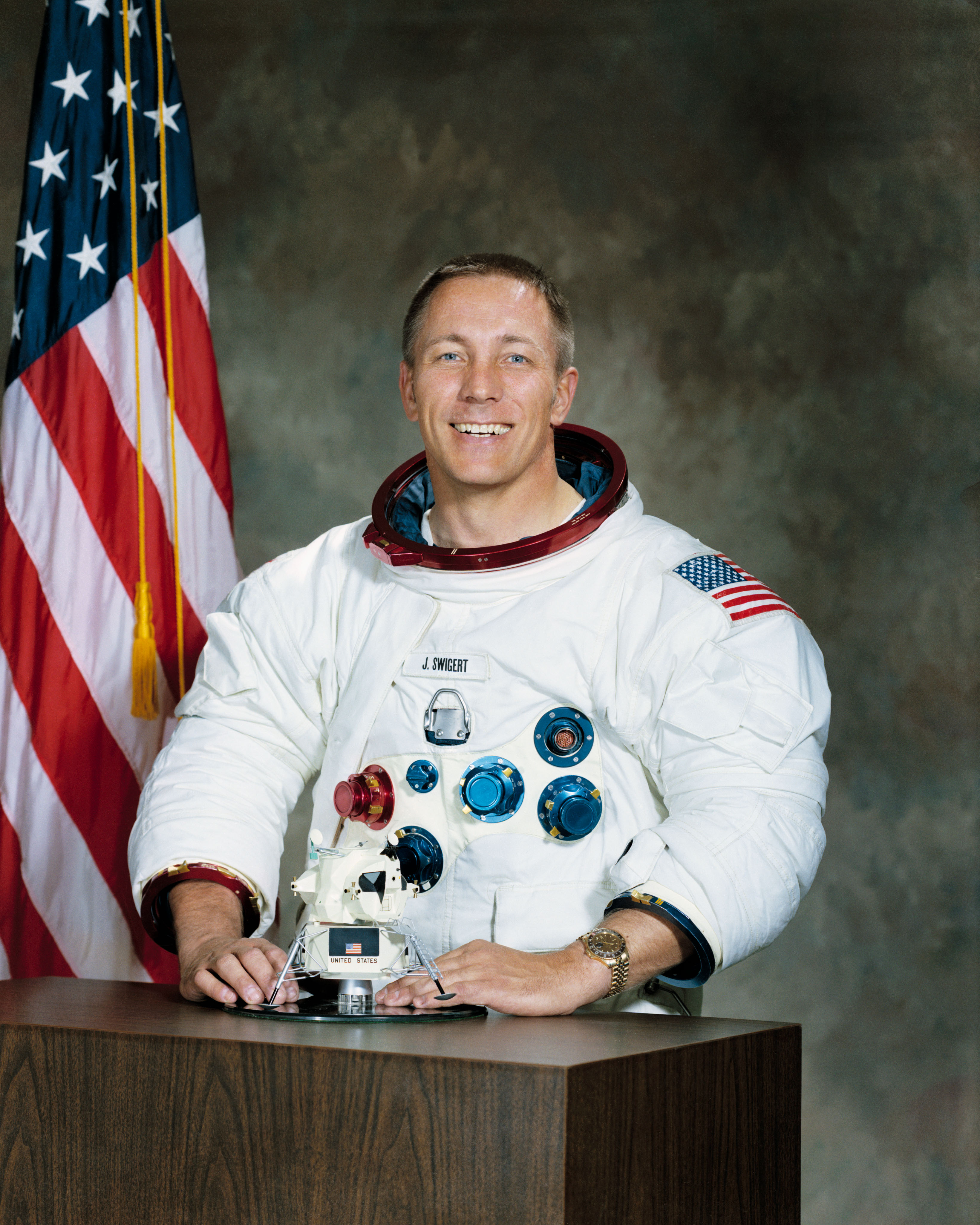
Jack Swigert - Apollo 13
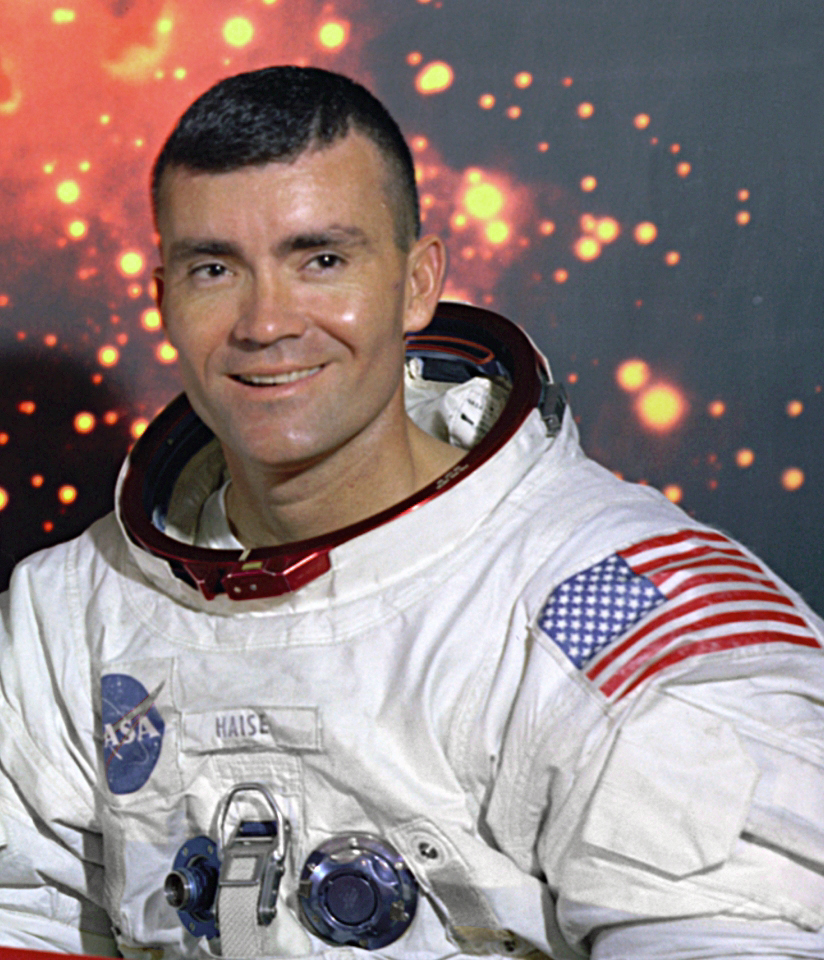
Fred Haise - Apollo 13
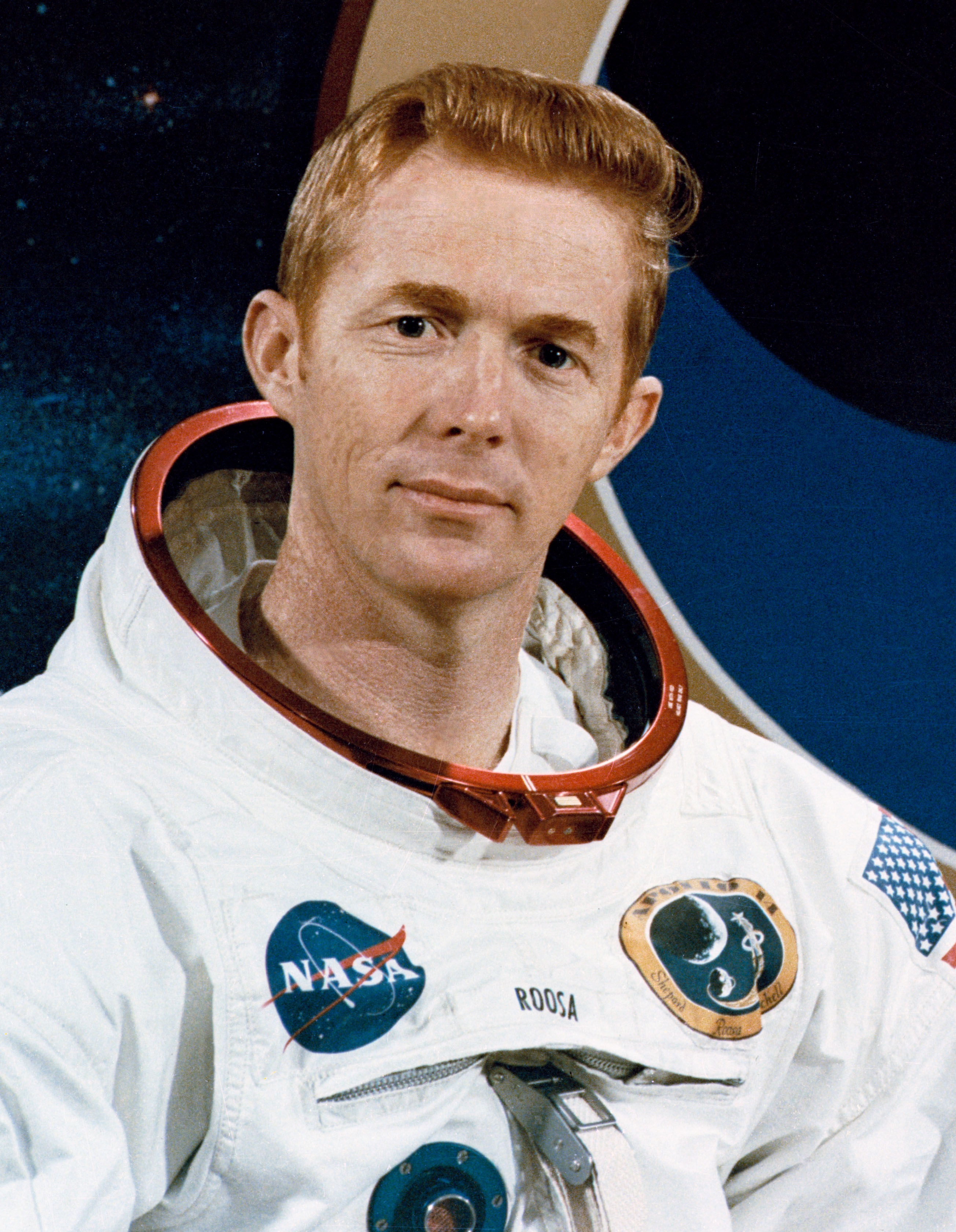
Stuart Roosa - Apollo 14
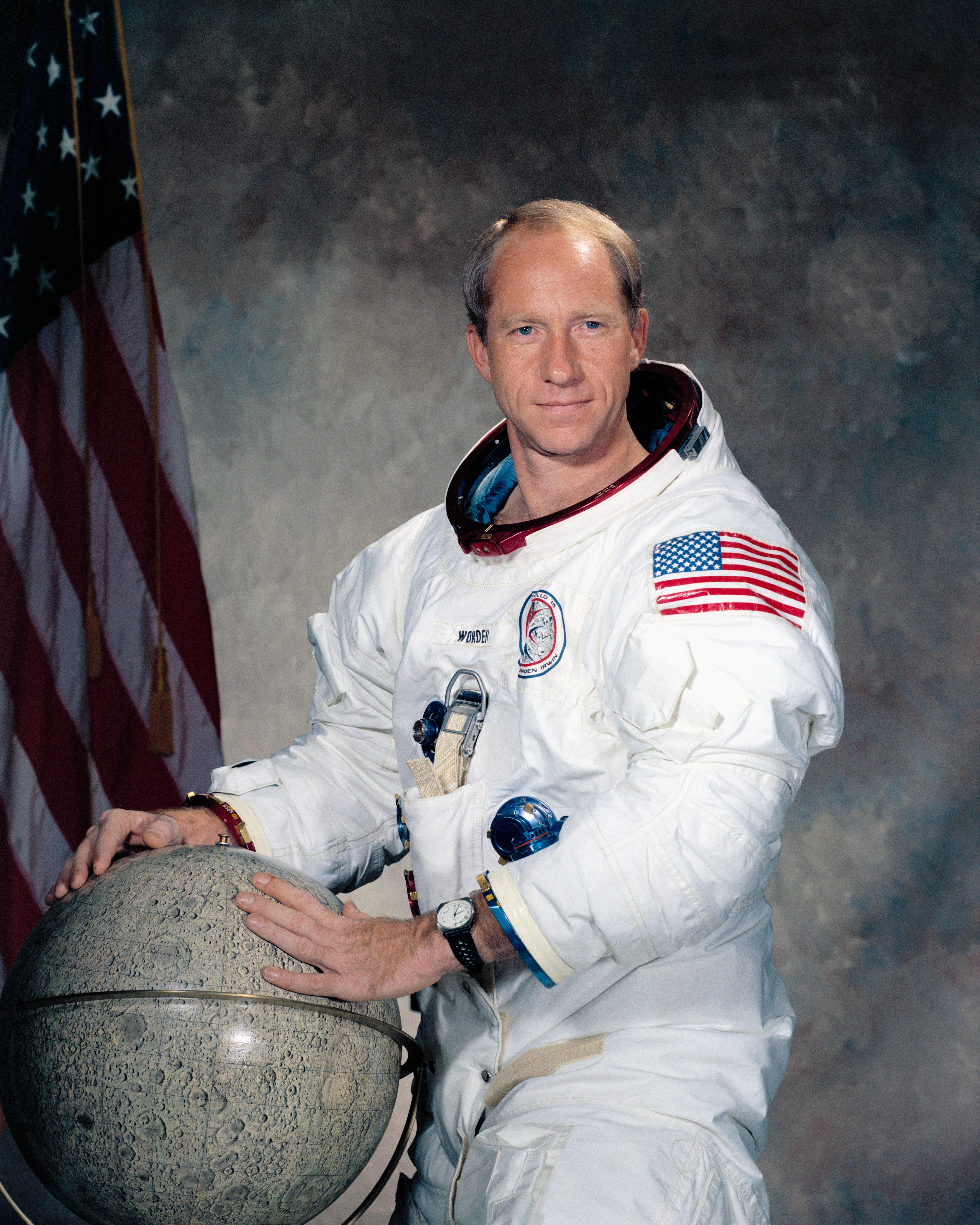
Al Worden - Apollo 15
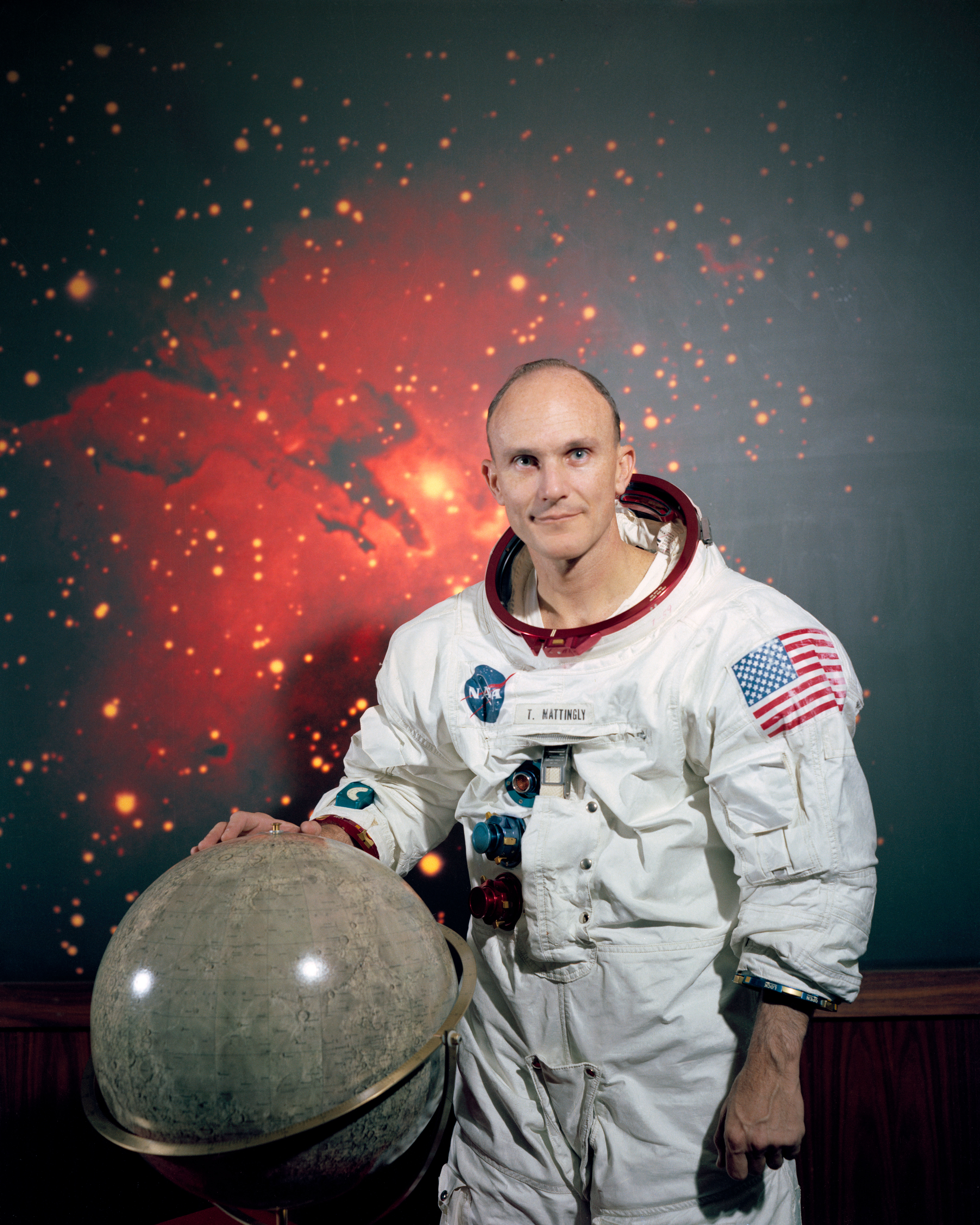
Ken Mattingly - Apollo 16
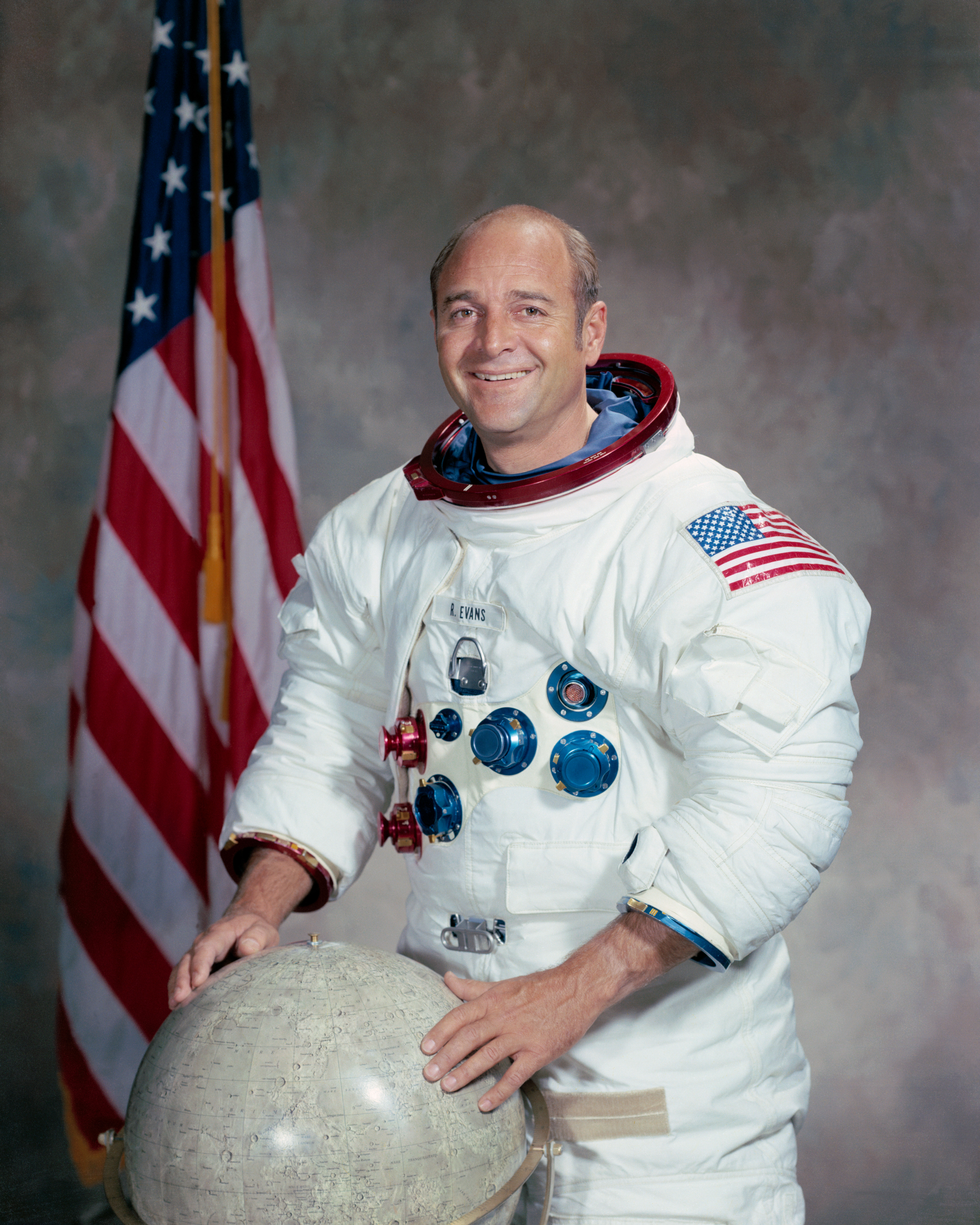
Ronald Evans - Apollo 17